# Кам'янець-Подільський район
Кам'янець-Подільський район (Західне Поділля; Кам'янеччина) — район на південному-заході України, у Поділлі, Хмельницької області. Утворений у 2020 році. Адміністративний центр — місто Кам'янець-Подільський.
Історично територія сучасного району належить до Західного Поділля, у різні часи в межах сучасних територій району функціонували: князівство, воєводство, намісництво, губернія, округа, Кам'янець-Подільська область.

## Географія

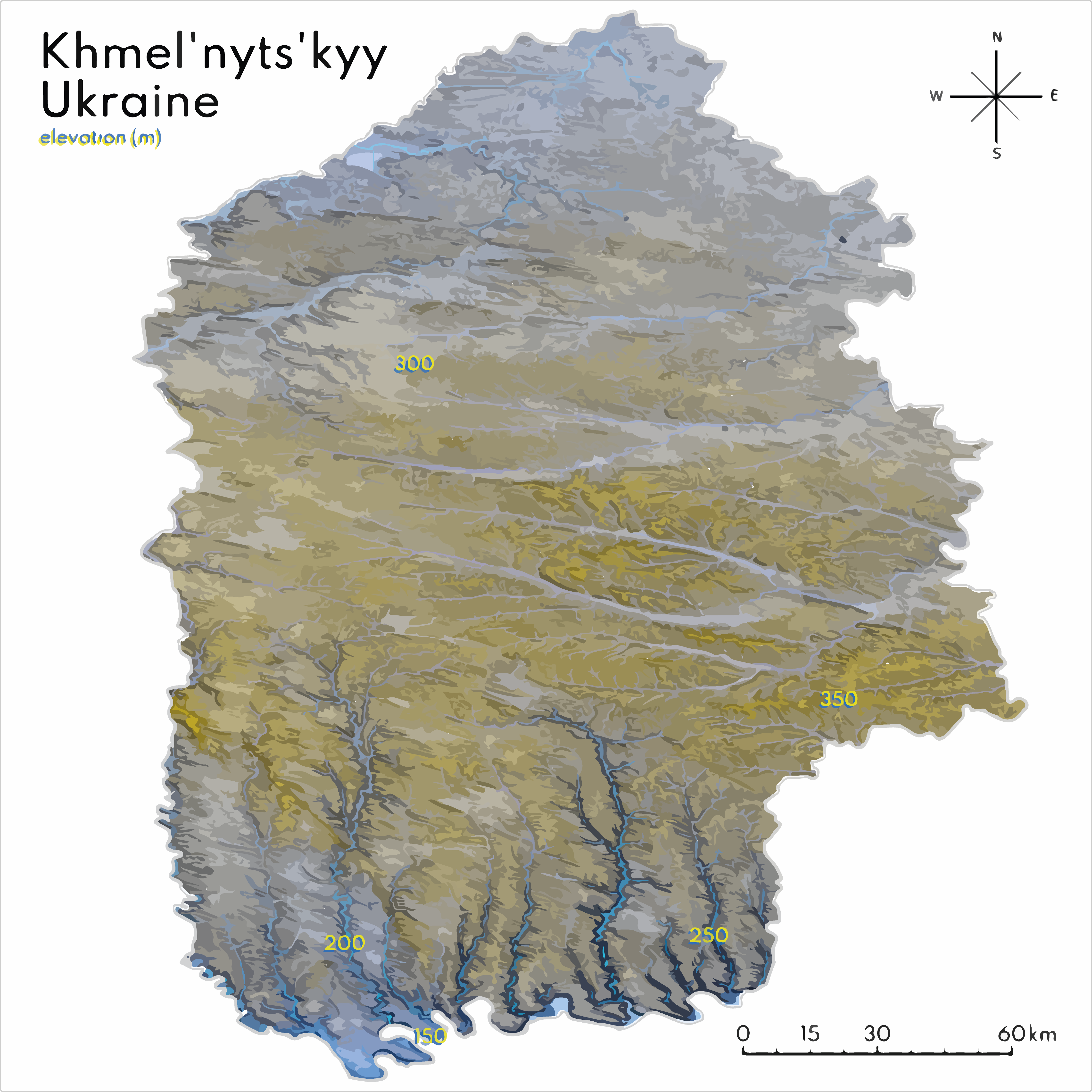
Рельєфно-гідрологічна мапа Хмельницької області

Кам'янець-Подільський район — розташований на Подільській височині, південній частині області, яка характеризується горбистою місцевістю з численними ярами та горбами видовжених у кряжи з похилими схилами, подекуди у вигляді скелястих урвищ, майже через всю територію району з півночі на південь проходять Подільські Товтри. З північної частини межує з Хмельницьким районом, з східної — з Жмеринським та Могилів-Подільським районами, з південної — Дністровським районом Чернівецької області, з західної — Чортківським районом Тернопільської області.
На території району протікають такі річки: Дністер, Смотрич, Збруч, Ушиця, Тернава, Калюс, Студениця, Мукша, Матерка, Жванчик, Данилівка, Баговичка.

### Клімат
Район знаходяться в межах вологого континентального клімату із теплим літом у так званому «теплому Поділлі». Але діяльність людини досить часто призводить до екоциду, поганих змін та глобального потепління. Рівень наповнення річок водою по області становить лише 20 % від необхідного стандарту, значна частина земної поверхні стає посушливою. Для покращення ситуації варто було б проводити ревайлдинг, відновлювати екосистеми та лісові насадження.

## Населення
Населення утвореного в 2020 році Кам'янець-Подільського району становить 287 601 особа.
За національним складом населення району, за даними останніх переписів, понад дев'яносто відсотків це українці.

### Населені пункти, що зникають

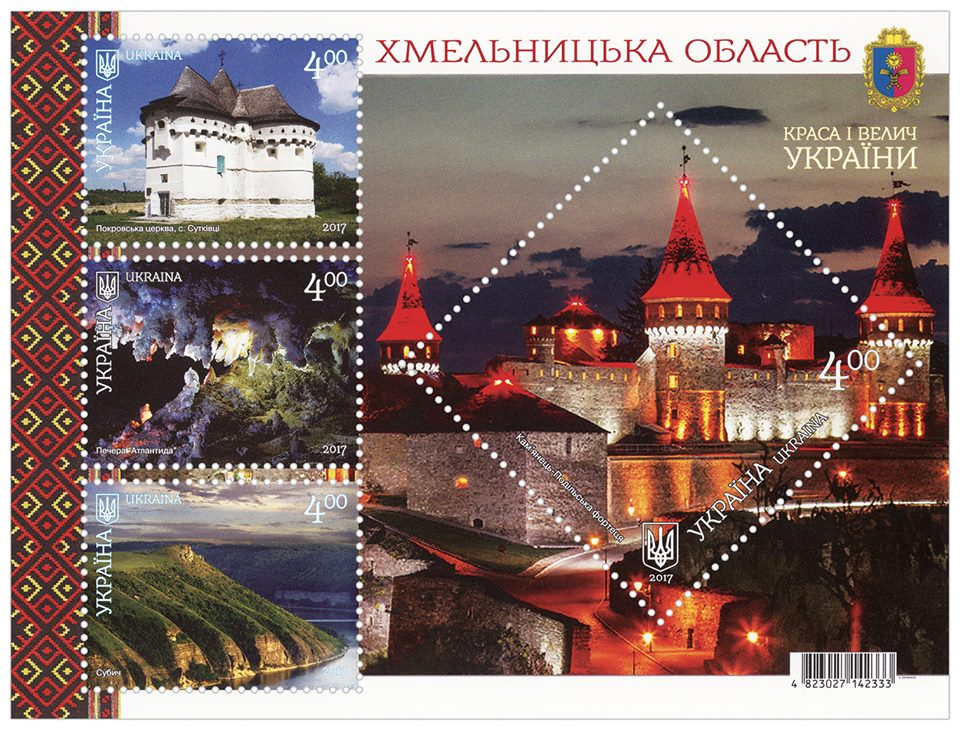
Поштова марка 2017 рік

На території району є ряд населених пунктів у яких відсутні постійні мешканці, фактично зниклі, хоча через наявність власників обійсця та спадкоємців, такі населені пункти все ще числяться в реєстрах та на мапах країни. Одним з методів визначення вимирання села є реєстр кількості виборців, якщо селі йде сутьєве скорочення виборців з виборів до виборів це є тривожним дзвіночком для поселення.
Це такі села району як:
| - Вигода - Гамарня | - Гелетина - Гута-Блищанівська | - Йосипівка |

Можна виділити три основних чинника, що сприяють зникненню таких сіл у районі, це: географічний(інфраструктурний), демографічний та економічний. Однин з найбільш вагомих чинників це географічний(інфраструктурний), полягає в тому, що чим віддаленіше від великого міста, основних доріг, залізниці населений пункт та відсутність нормальної дороги до нього, тим більша депопуляцій відбувається у поселені. Сюди входить також складність рельєфу та природні бар'єри у вигляді ярів, балок та річок. Другий чинник це демографічний, полягає у наявній кількості населення, чим менше населення, тим швидше йде процес збезлюднення села, а у віковій структурі починає переважати старше покоління, переважно пенсійне. Такі демографічні показники почались ще за Радянського Союзу, саме тоді почали маркувати певні поселення як не перспективні. Третій економічний чинник, полягає в наявності підприємств та форм господарювання, які можуть забезпечити роботою місцеве населення села, відсутність у поселенні будь-якої економічної діяльності фактично ставить хрест на його подальшому існуванні, тому що виїзд працездатного і молодого населення пришвидшується, а можливість заробити на життя та отримати елементарні базові послуги відсутні.
Також уже зараз можна виділити ряд сіл, які можуть зникнути у найближчі десятиліття в районі: Заголосна, Трибухівка, Бурти, Нововолодимирівка, Варварівка, Млаки, Теклівка, Корчівка, Ліпини, Ленівка, Патринці, Цвіклівці Другі, Слобідка-Малиновецька, Суржинці, Ріпинці, Рудка, Миржіївка, Червона Діброва, Хворосна, Харитонівка, Ярова Слобідка.
Спеціалісти наголошують, аби села не вимирали, місцевій владі та інституціям потрібно діяти на випередження – розвивати інфраструктуру, мотивувати молодь і створювати робочі місця.

## Проєкт з просторового планування району

### Регіональна політика ЄС та взаємодія Кам'янець-Подільського району

Відповідає вимогам конвергенції
Дещо не відповідає вимогам конвергенції
Відповідає вимогам «Місцева конкурентоспроможність і зайнятість»
На шляху відповідности вимогам «Місцева конкурентоспроможність і зайнятість»

Після отримання Україною статусу кандидата на вступ у ЄС, важливим окремим пунктом у цьому процесі є регіональна політика. Наразі, станом на початок 2023 року, за параметром «регіональна політика» Україна отримала 2 бали з 5 можливих.
Для поліпшення цієї оцінки країні на державному рівні потрібно прийняти ряд законів та змін для покращення інституційної структури, але є робота, яку може виконувати вже і місцева Кам'янець-Подільська районна влада. А саме:
- фінансовий моніторинг - це розробка процедур контролю за використанням коштів (одне з найкритичніших зауважень від ЄС);
- адміністративна спроможність - це підготовка кваліфікованих кадрів в органах місцевого самоврядування (Єврокомісія зауважує: децентралізовані органи влади не мають достатньої адміністративної спроможності здійснювати менеджмент регіональних операційних фондів коштів ЄС);
- програмні документи - це розробка конкретної стратегії розвитку району та кожної громади (потрібна робота зі синхронізації державних програмних документів з регіональними та місцевими програмами).

Наприклад, пункт «програмні документи» має бути опрацьований таким чином, щоб це було включено у програмі конкретної громади, на районному рівні Кам'янець-Подільського району та відповідно у програмах державного розвитку. Якщо взяти такий проєкт як розвиток КПП Дяківці у плані транзитного та туристичного потенціалу на кордоні з Румунією. У своїй стратегії громади району мають включити цей аспект, так Кам'янець-Подільська міська громада мала б вказати у своїй стратегії розвиток та співпрацю в туристичній галузі зі прикордонними громадами Румунії біля цього КПП. Це розробка туристичних маршрутів, до прикладу між Кам'янцем, Дорохой та Ботошані, робота на муніципальних рівнях між містами та селами. У свою чергу на районному рівні влада Кам'янець-Подільського району у свої стратегії має включити співпрацю та налагодження контактів з прикордонним повітом Ботошані. Далі, державній стратегії країни має бути включено розвиток самого КПП і відповідної інфраструктури до нього, з обох сторін. Відповідно на рівні міністерств країн заключенні договори про проведення відповідних робіт, розвиток дорожньої мережі.

## Адміністративний устрій

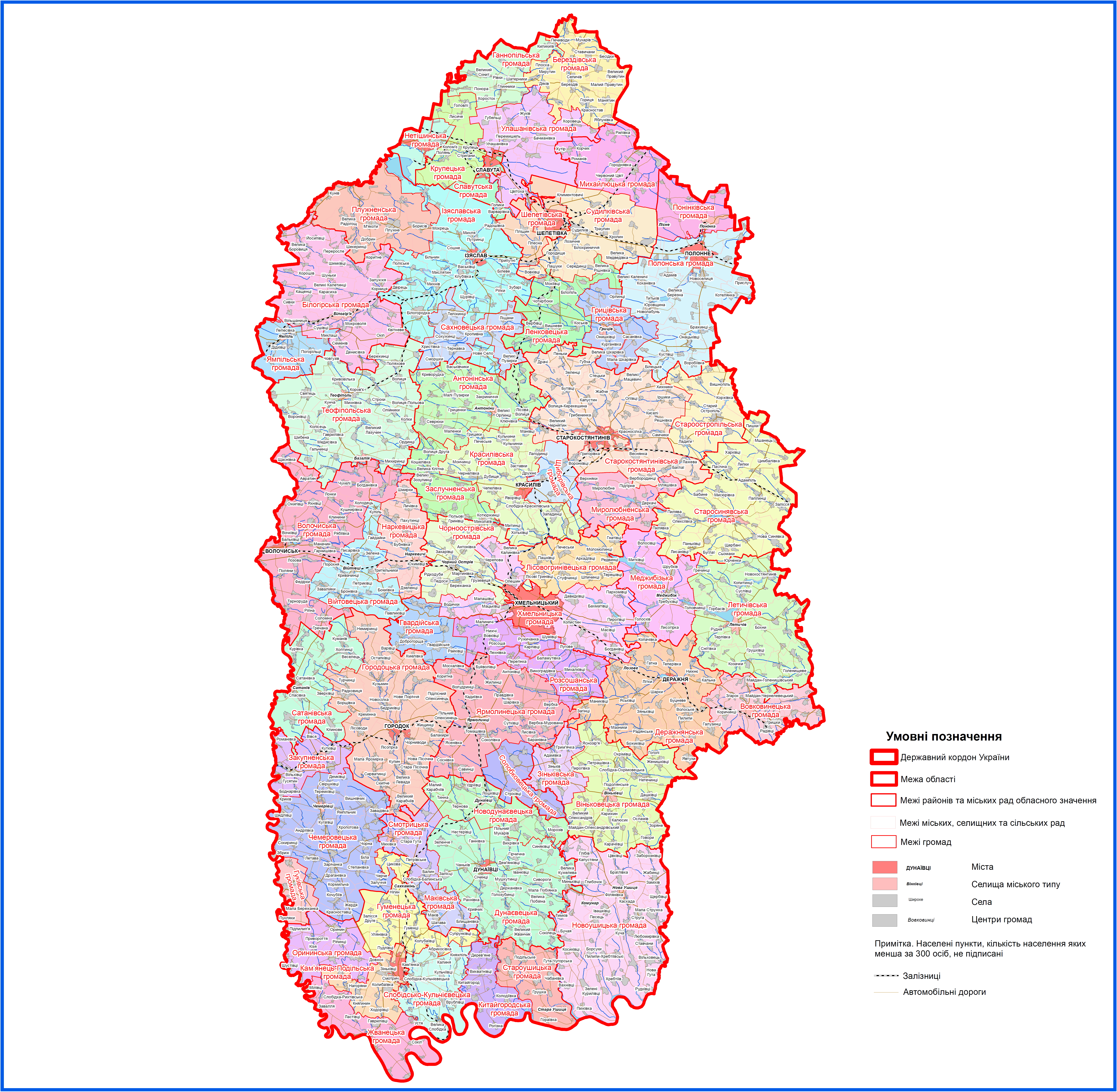
Межі громад Кам'янець-Подільського району

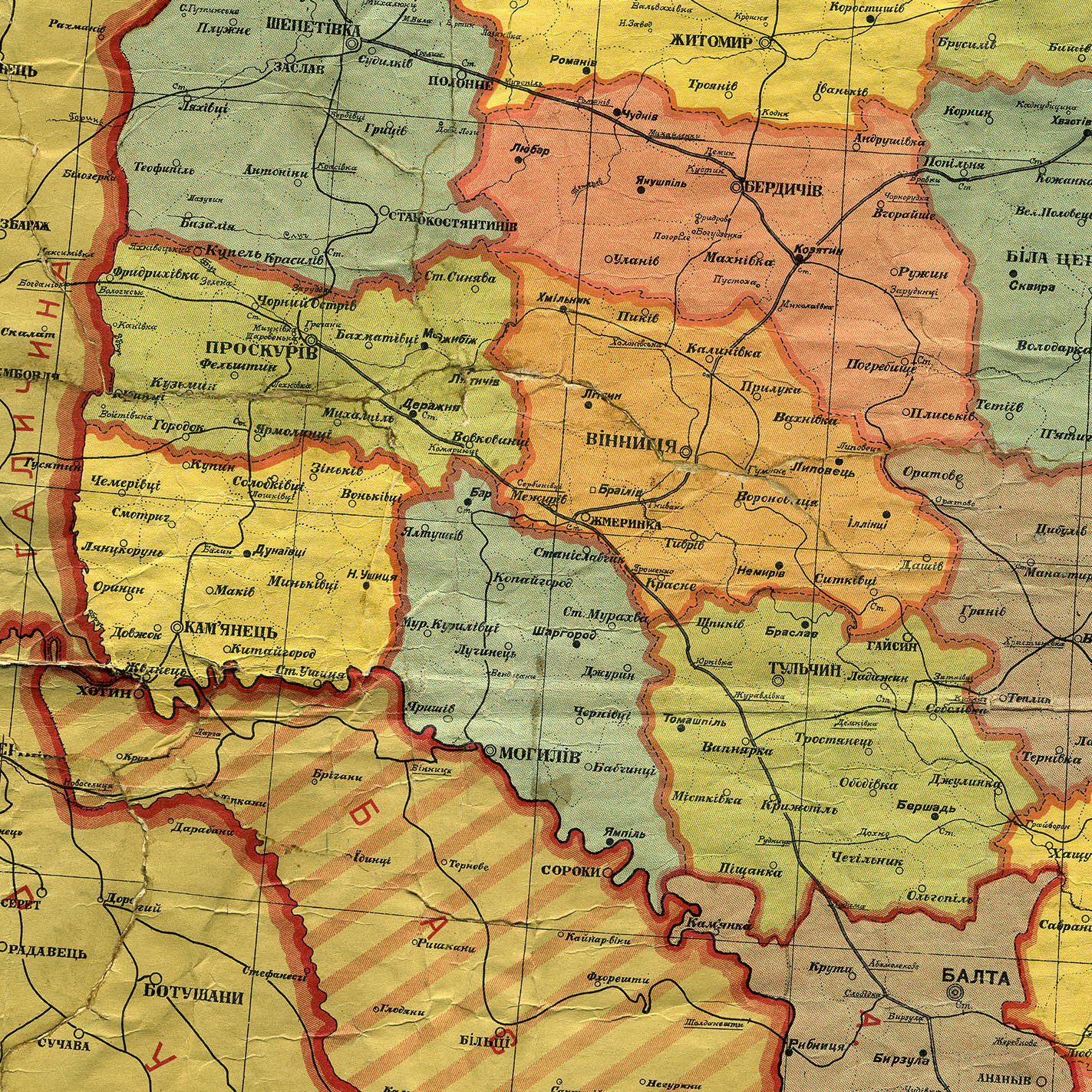
Межі Кам'янецької округи, 1925

У складі району 15 території територіальних громад, з яких 2 міських, 6 селищних і 7 сільських.
- Міські:
  - Кам'янець-Подільська
  - Дунаєвецька

- Селищні:
  - Закупненська
  - Новодунаєвецька
  - Новоушицька
  - Смотрицька
  - Староушицька
  - Чемеровецька

- Сільські:
  - Гуківська
  - Гуменецька
  - Жванецька
  - Китайгородська
  - Маківська
  - Орининська
  - Слобідсько-Кульчієвецька

## Історія

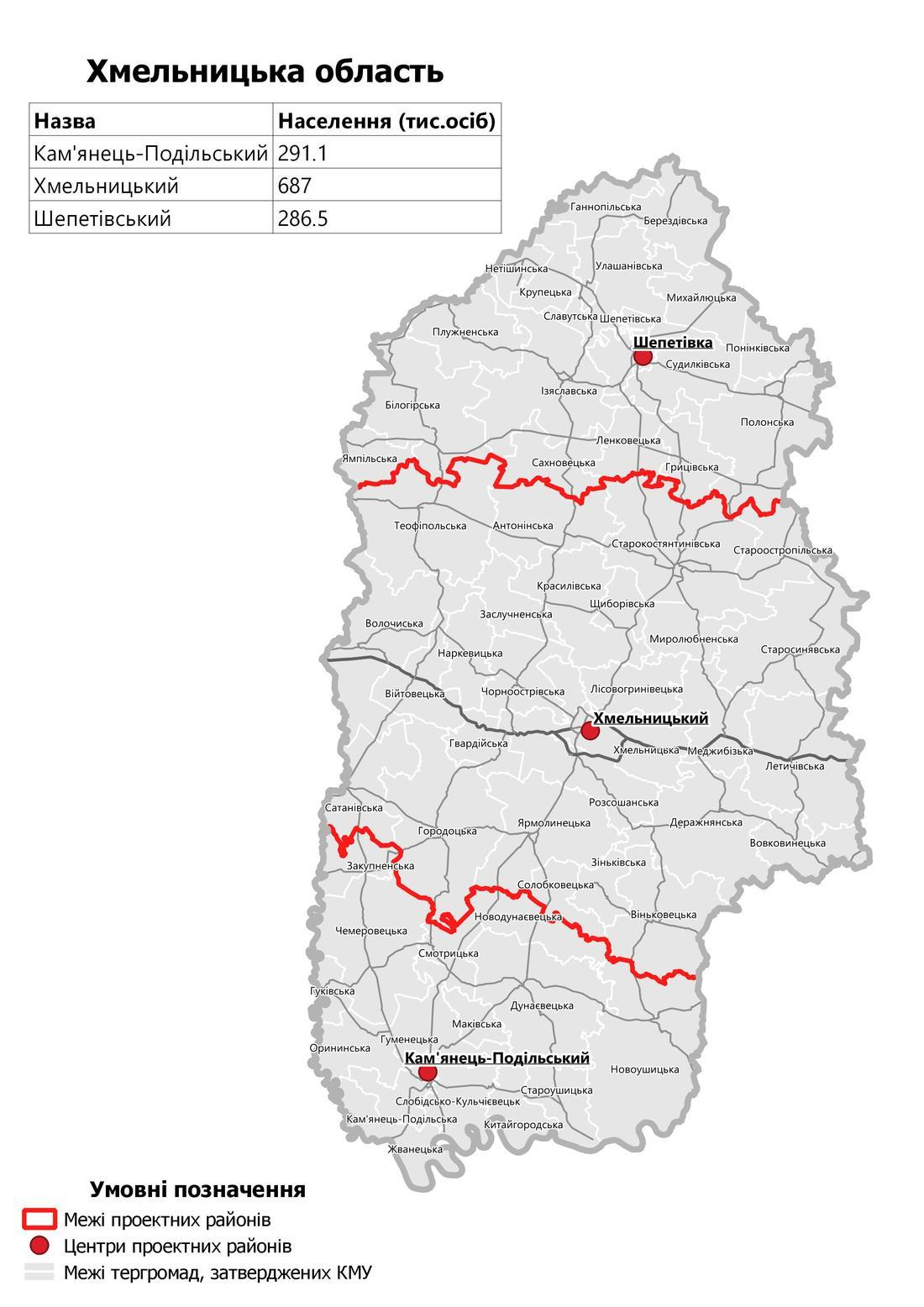
Новий Кам’янець-Подільський район

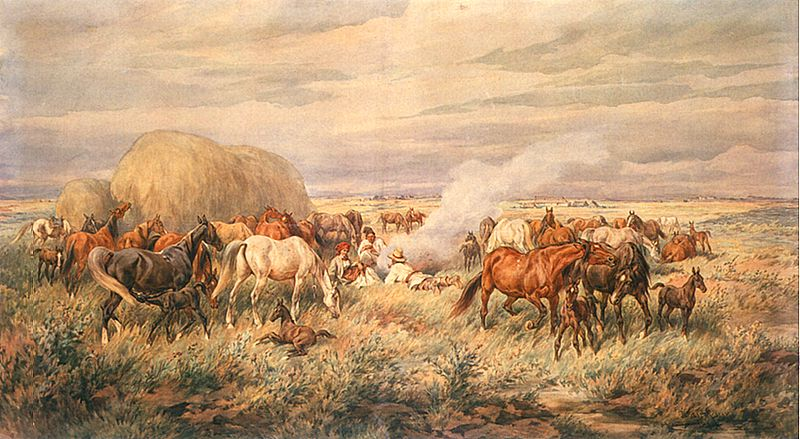
Поділля, Юліуш Коссак 1886 рік

Район створено відповідно до постанови Верховної Ради України № 807-IX від 17 липня 2020 року. До його складу увійшли: Дунаєвецька, Кам'янець-Подільська міські, Закупненська, Новодунаєвецька, Смотрицька, Староушицька, Чемеровецька селищні, Гуківська, Гуменецька, Жванецька, Китайгородська, Маківська, Новоушицька, Орининська, Слобідсько-Кульчієвецька сільські територіальні громади.
Раніше територія району входила до складу Кам'янець-Подільського, Чемеровецького, Дунаєвецького, Новоушицького районів, ліквідованих тією ж постановою.

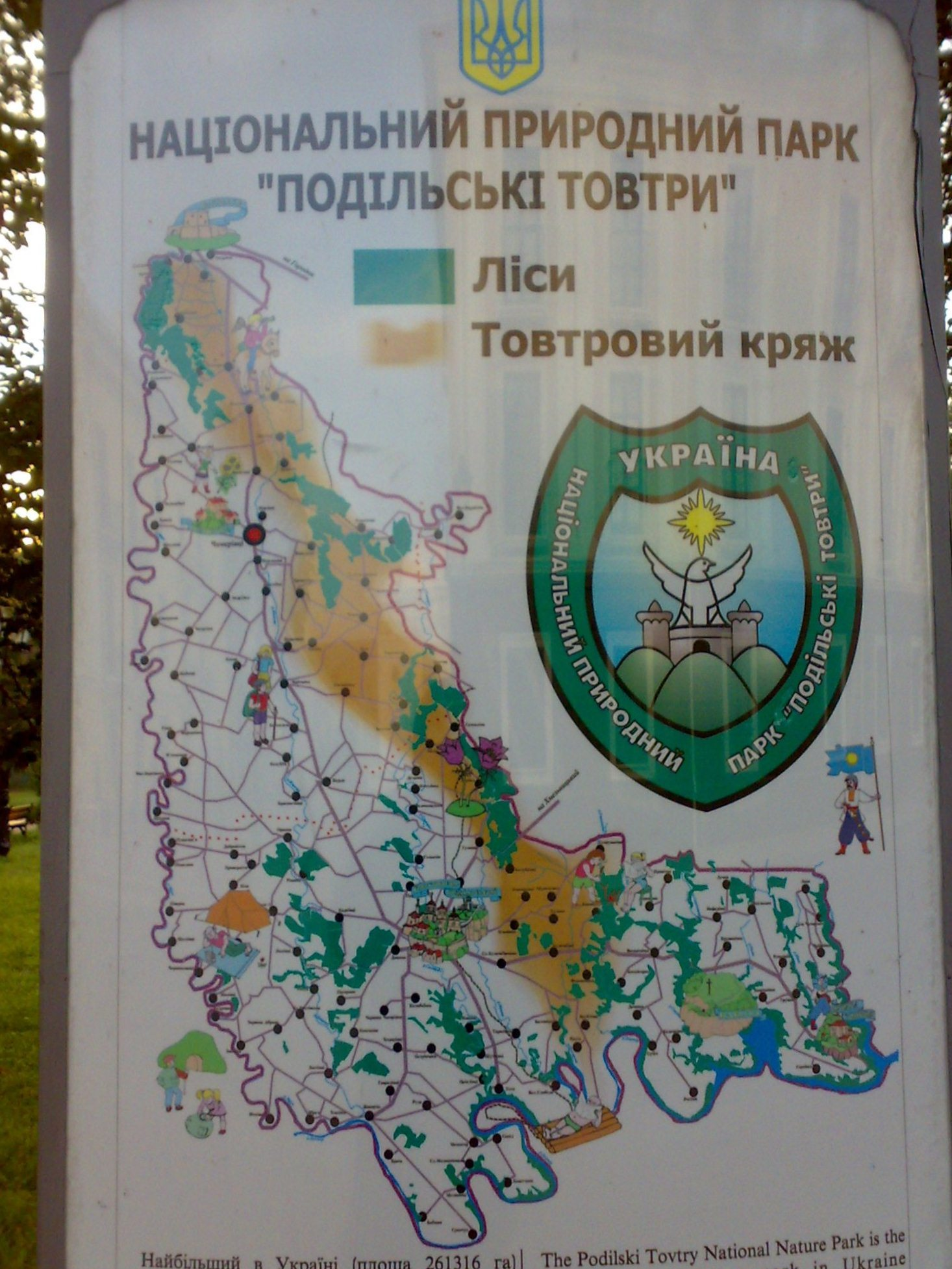
Національний парк Подільські Товтри

Попередньо, перед створенням трьох теперішніх районів, йшлося про поділ області на 5 районів — Хмельницький, Кам’янець-Подільський, Дунаєвецький, Старокостянтинівський та Шепетівський. Однак громади були незадоволені таким адміністративно-територіальним устроєм. Як видно із нового адміністративно-територіального устрою Хмельницької області, затвердженого Постановою Верховної Ради України № 3650, народні депутати таки взяли до уваги невдоволення громадян.
Хоча досить не однозначним є теперішній розподіл старих районів між новими. Так Хмельницький район вийшов одним з найбільших в країні, як за розміром територій, так і за населення. Його можна і слід зменшити передавши деякі територіальні громади двом іншим районам. 
Наприклад, на початкових схемах, колишній Віньковецький район зараховували до складу нового Кам’янець-Подільського району. Також колишній Городоцький район, доцільно було б долучити до Кам’янець-Подільського району, це дозволило б розвивати туристичний кластер Кам'янець-Подільський - Сатанів в межах того ж району, а ще повністю отримати національний парк Подільські Товтри в межах одного району. 
Можливо з часом урядовці до опрацюють нові утворенні райони і включать хоча б Сатанівську територіальну громаду до складу Кам’янець-Подільського району. Це дозволило б розвивати також синергію туристичного кластеру Сатанів - Кам'янець-Подільський.
14 липня 2021 року громади району уклали договір про міжмуніципальне співробітництво громад з Івано-Франківської, Чернівецької, Тернопільської та Хмельницької областей, 33 громади об’єдналися у реалізації спільного проєкту «DNISTER CANYON» для розвитку туристичного потенціалу.

### УПА на території району
Після встановлення радянської влади в Україні націоналістичні рухи українського народу тривали ще довгий час. Зокрема на території Кам’янець-Подільської області, яка тривалий час була прикордонною областю до 1939 року, підпільні рухи ОУН тривали аж до 1952 року, незважаючи на те, що з такою діяльністю намагались всіляко боротись.
Селяни Поділля, забезпечували воїнів харчами та одягом, вели розвідку та переховували упівців. На Хмельниччині було майже 200 підпільних квартир для воїнів УПА. У багатьох подільських містах і селах розташовувалися друкарні УПА.
У розпорядженні Кам’янець-Подільського окружного проводу ОУН була друкарня, яка мала умовну назву «імені Ярослава Старуха». Листівки і брошури, надруковані у цій друкарні, масово поширювалися на території області і навіть за її межі. Зараз відомо, що ця друкарня існувала з 1946 року і спочатку використовувала 16 кліше різних листівок. На друкарській машинці за весь час було виготовлено 63 назви брошур ОУН накладом щонайменше 700 примірників. Знаходилась вона у хаті Глікерії Васильковської у селі Пятничани колишнього Орининського району, в кутку нежитлової кімнати, під картоплею, був люк – вхід до криївки, де розташовувалась сама друкарня.
26 грудня 1949 року чекістсько-військова група знайшла краївку, підчас бою загинув керівник технічної ланки окружного проводу Гнибіда Петро Васильович. Разом з ним в бункері перебувала підпільниця «Тамара», секретарка-друкарка Кам'янець-Подільського окружного проводу ОУН, важко поранена, взята в полон. Також були заарештовані утримувачі краївки Глікерія Васильковська та її мати Ксенія.
В криївці було вилучено: 2 ручних кулемета, автомат, 3 пістолети, 5 гранат, набої, 2 друкарські машинки, типографське обладнання, радіоприймач, фотоприлади, близько 10 тисяч екземплярів листівок й велика кількість внутрішнього листування підпілля. Зокрема: лист крайового проводу «Поділля» з подякою учасникам технічної ланки Кам’янець-Подільського окружного проводу за активну роботу з виготовлення націоналістичної літератури й листівок.

### Російське вторгнення в Україну 2022 року

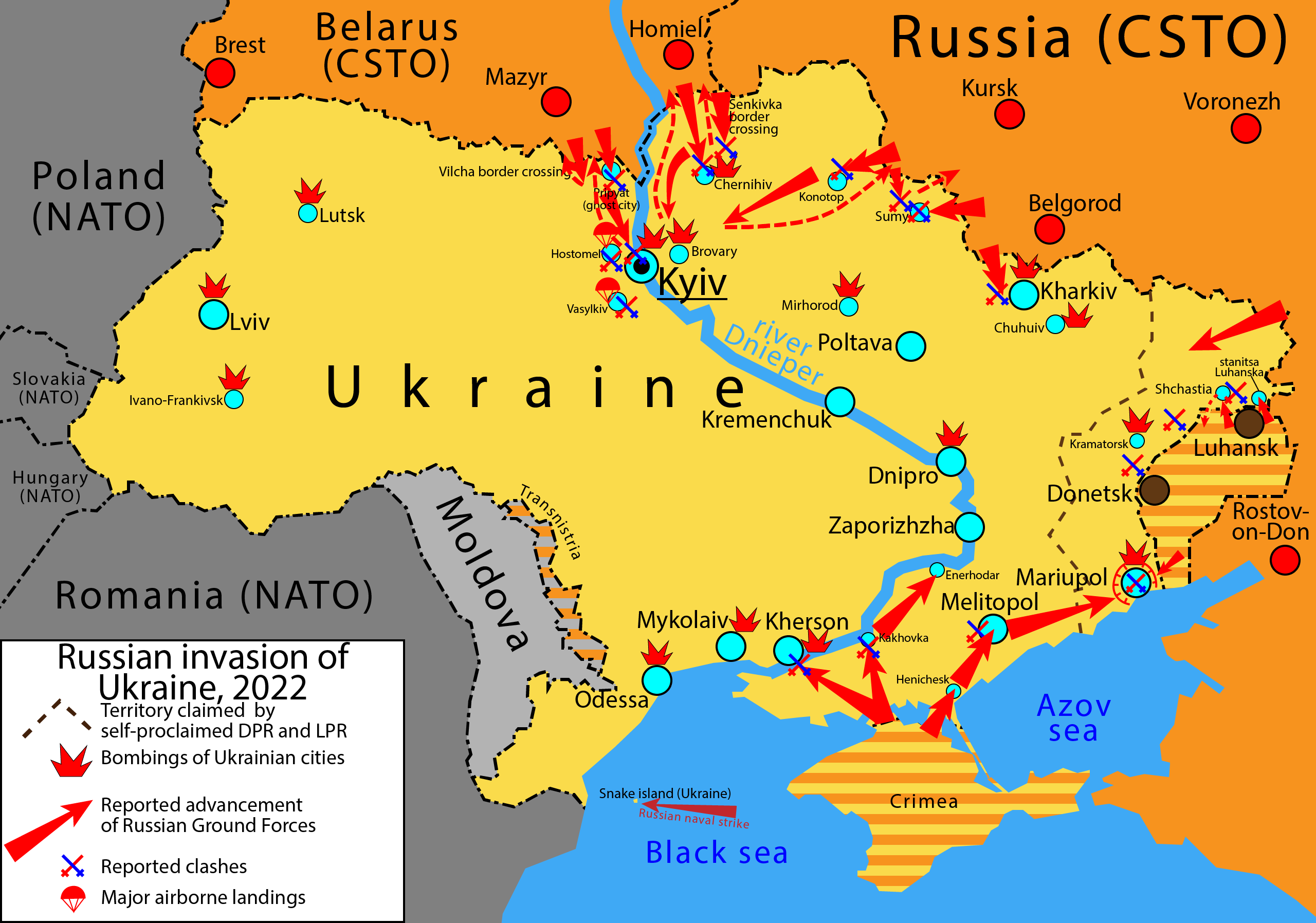
Російське вторгнення в Україну 2022

## Деколонізація

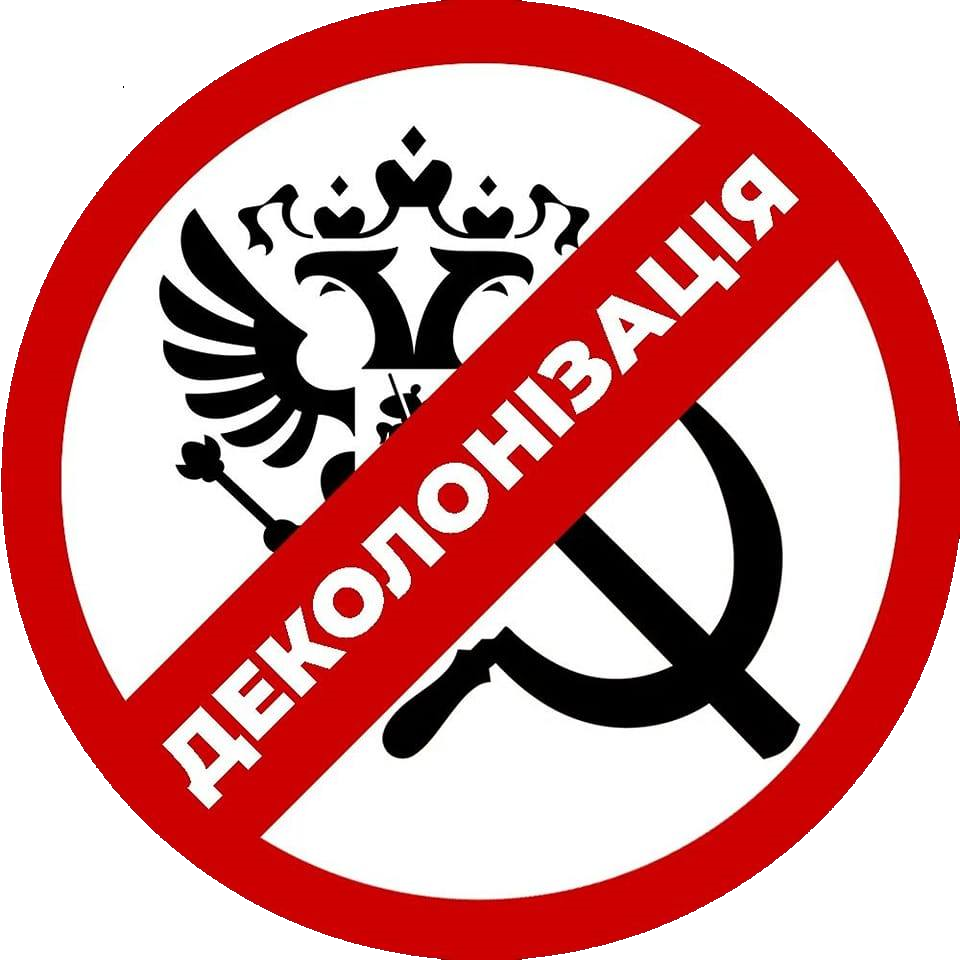
Деколонізація

В районі залишається частина радянських пам'ятників, які підпадають під термін деколонізація та їх варто демонтувати з міст та сіл району, а частину перенести на кладовище.
Демонтаж пам'ятників радянським солдатам важливий етап деколонізації Кам'янець-Подільського району та країни. Так, за словами Вадима Позднякова:  
| | \| «Розуміємо, що дехто досі асоціює пам'ятники саме червоноармійцям як пам'яники своїм дідам. Хоча це збірний образ, але такі пам'ятники стоять на території Росії, Казахстану, Білорусі. Переважна більшість цих пам'ятників будувалася на 25-річчя так званої Великої перемоги задля формування «культу Побєди». До того й 9 травня не святкували на державному рівні. Їм треба було зробити ідеологію єдиного радянського народу, тому поставили ці пам'ятники у кожному селі. Радянська влада спеціально робила поховання не на цвинтарях, а в центрах тих чи інших населених пунктів, бо це маркер окупації. Вони ставили там пам'ятники, щоб показати, що ось, це ваші герої — НКВДисти, чекісти, борці за владу Рад, червоноармійці. Це ті, кому має поклонятися середньостатистичний громадянин СРСР.[7] Майже кожен радянський пам’ятник Другої світової війни — це монументальна пропаганда Радянського союзу. Якби у нас були просто меморіали загиблим із прізвищами односельців і без радянської символіки, то ніхто б цих пам’ятників і не рухав. Натомість це — серпи, молоти, радянська батьківщина, 41-й рік і червоноармієць.»[8] \| |
| «Розуміємо, що дехто досі асоціює пам'ятники саме червоноармійцям як пам'яники своїм дідам. Хоча це збірний образ, але такі пам'ятники стоять на території Росії, Казахстану, Білорусі. Переважна більшість цих пам'ятників будувалася на 25-річчя так званої Великої перемоги задля формування «культу Побєди». До того й 9 травня не святкували на державному рівні. Їм треба було зробити ідеологію єдиного радянського народу, тому поставили ці пам'ятники у кожному селі. Радянська влада спеціально робила поховання не на цвинтарях, а в центрах тих чи інших населених пунктів, бо це маркер окупації. Вони ставили там пам'ятники, щоб показати, що ось, це ваші герої — НКВДисти, чекісти, борці за владу Рад, червоноармійці. Це ті, кому має поклонятися середньостатистичний громадянин СРСР. Майже кожен радянський пам’ятник Другої світової війни — це монументальна пропаганда Радянського союзу. Якби у нас були просто меморіали загиблим із прізвищами односельців і без радянської символіки, то ніхто б цих пам’ятників і не рухав. Натомість це — серпи, молоти, радянська батьківщина, 41-й рік і червоноармієць.» | |

На початок 2024 року в країні є перша декомунізована(деколонізована) область: Львівщина, яка готова ділитися досвідом демонтажу пам'ятників.

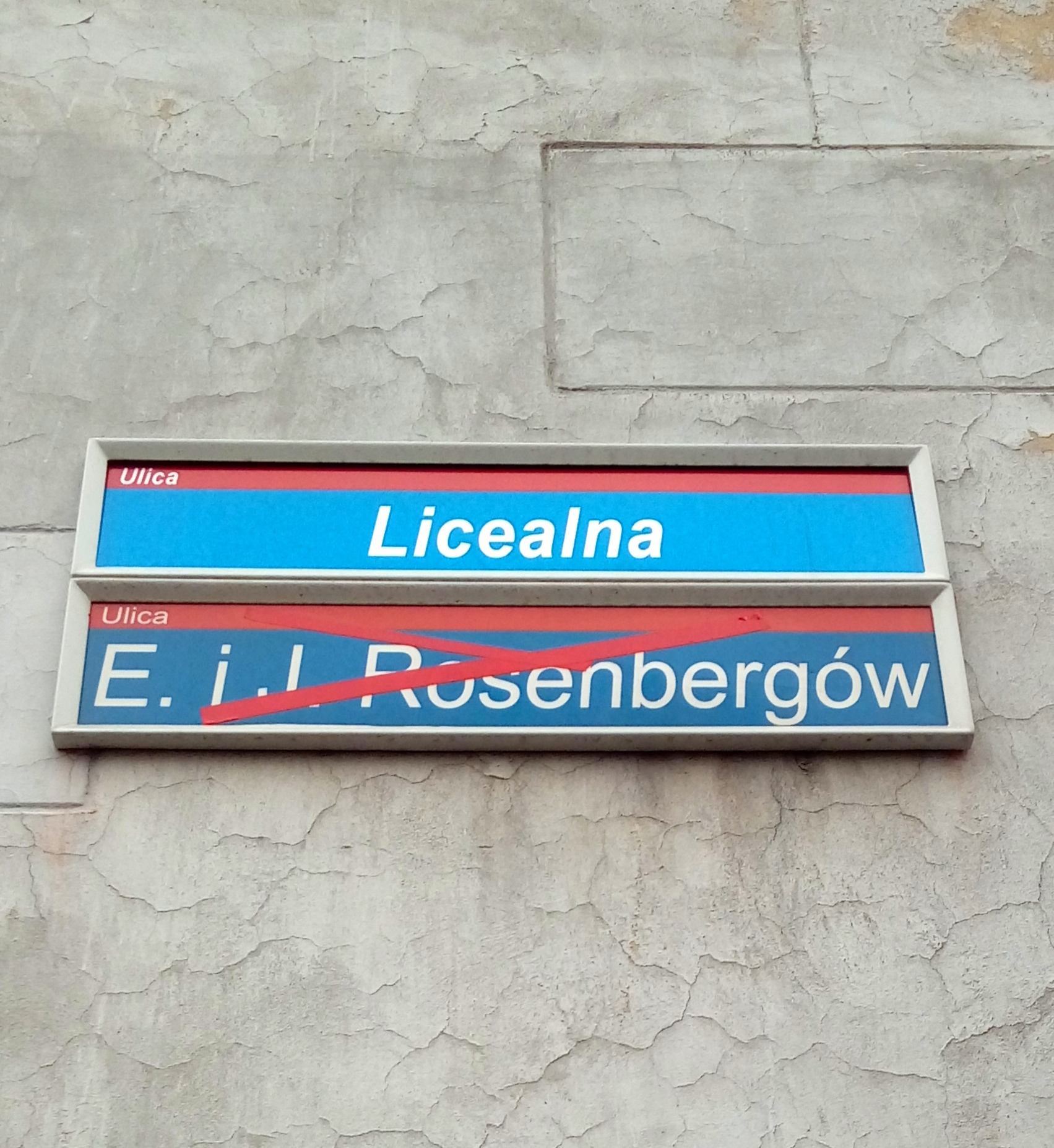
Зміна старих табличок на нові є важливим етапом деколонізації
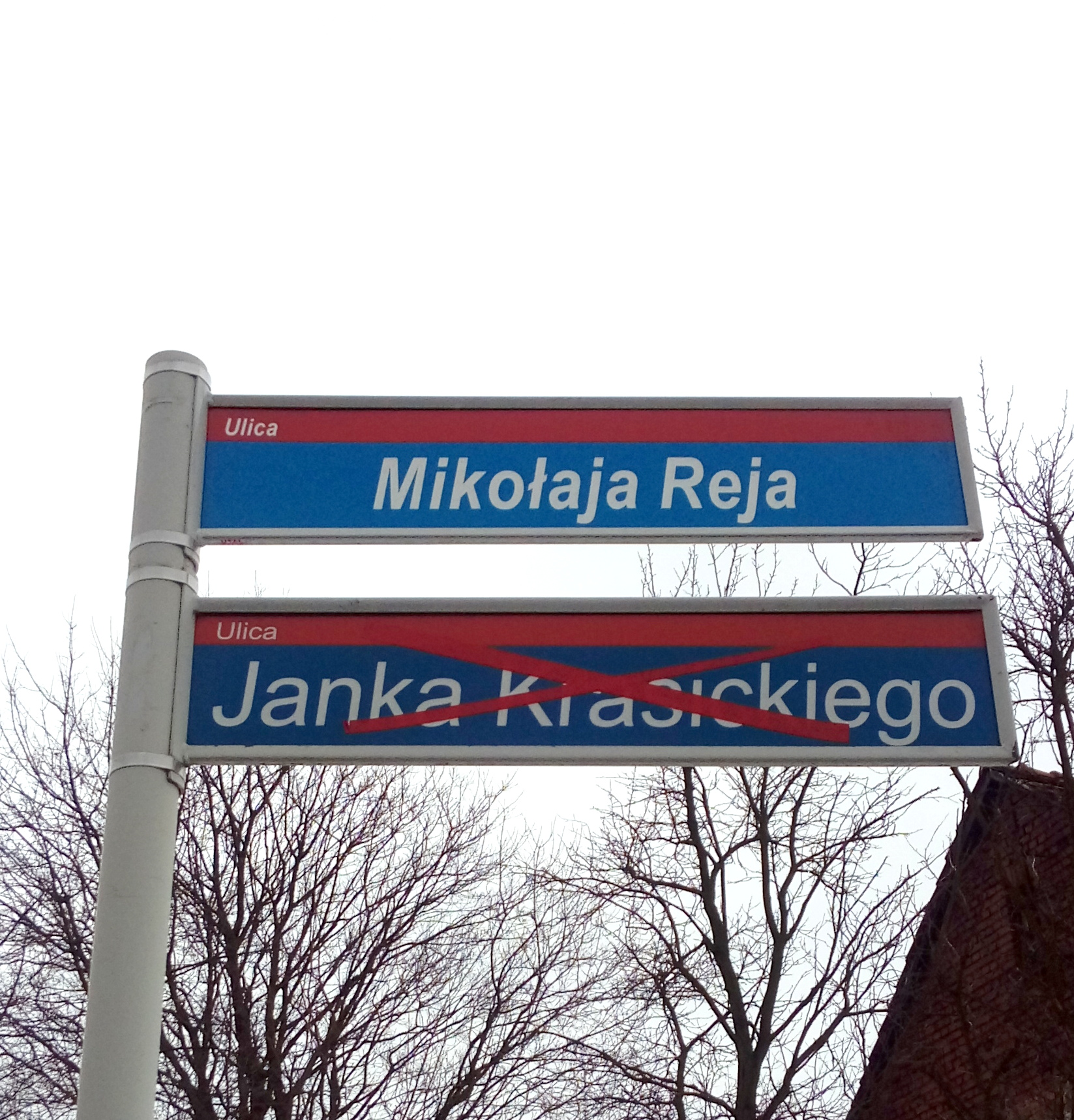
Заміна табличок у Польщі

## Передісторія земель району

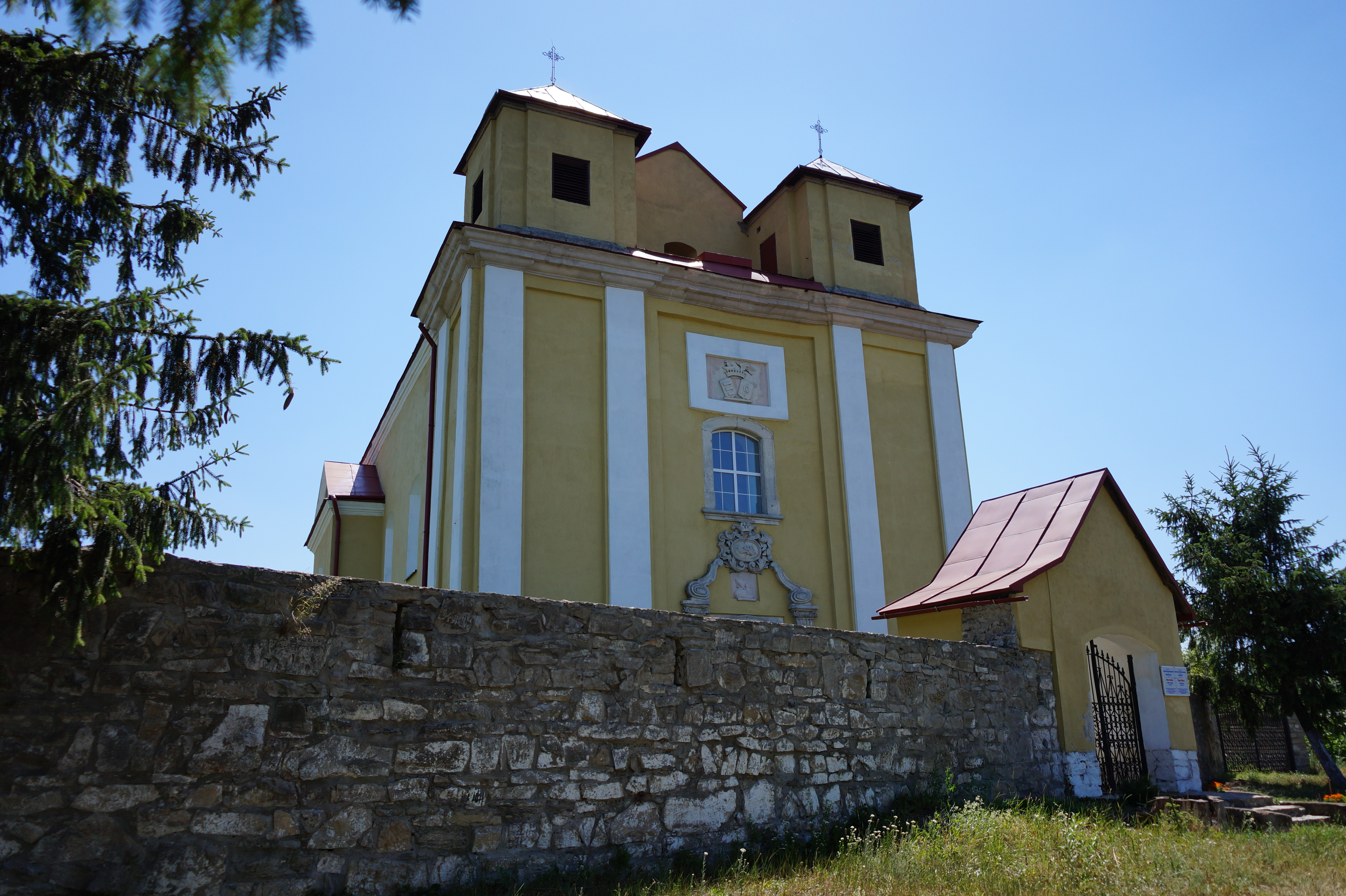
Костел Непорочного Зачаття Пресвятої Діви Марії

7 березня 1923 р. — у зв’язку з тим, що в Україні було ліквідовано повіти та волості, створена Кам’янецька округа. Губернії ліквідовано 3 червня 1925 постановою ВУЦВК, зокрема Подільську.
Новостворена Кам’янецька округа поділялась на 17 районів. Серед них Довжоцький, Жванецький, Китайгородський, Маківський, Орининський, Смотрицький, Староушицький райони – території, які в даний час входять до складу сучасного Кам’янець-Подільського району і не є сьогодні окремими адміністративними одиницями.
На основі цих семи районів у ході постійних адміністративно-територіальний перетасувань в часи СРСР і народився сучасний Кам’янець-Подільський район.

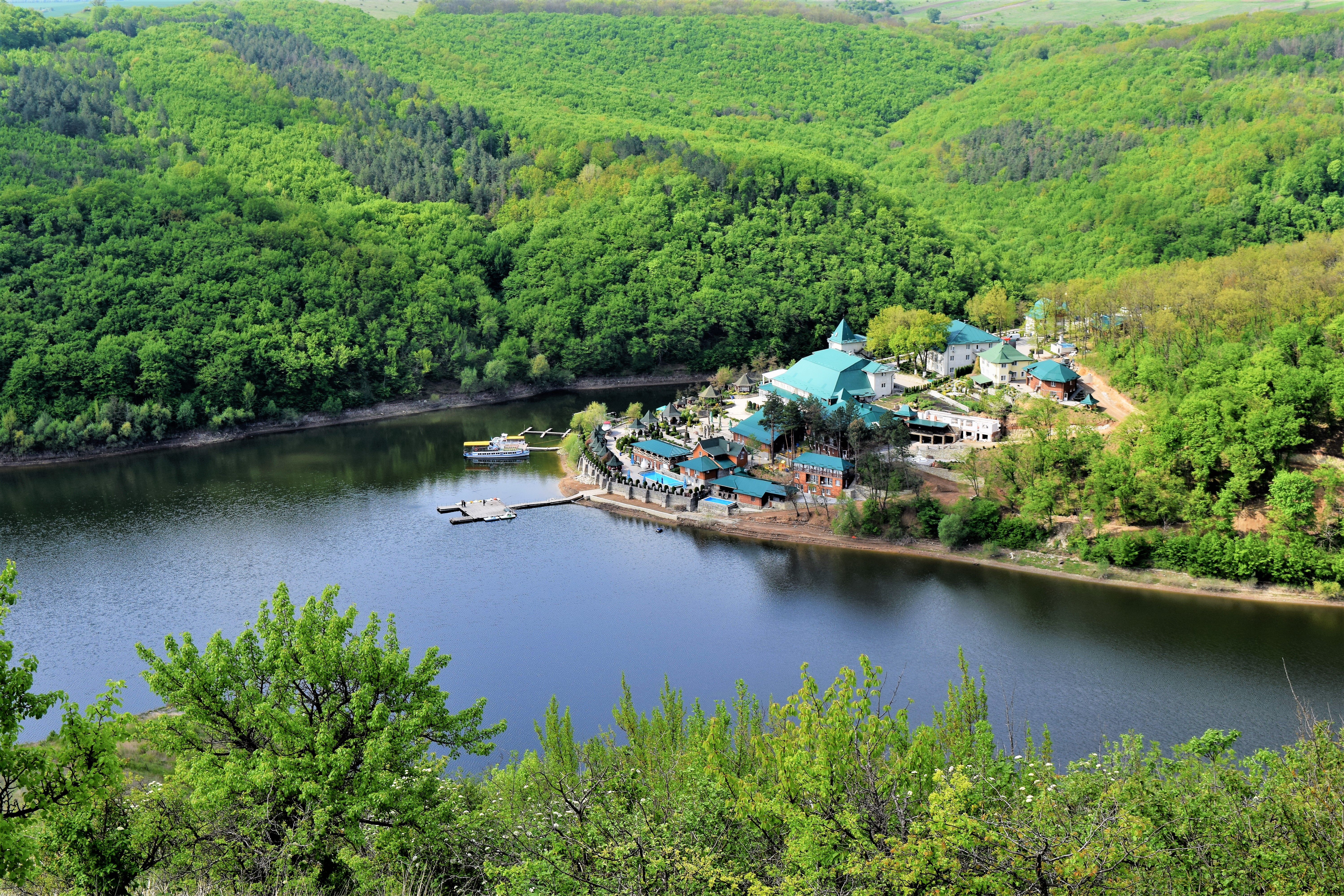
Поблизу села Врублівці

Оскільки основою, навколо якого робилися ці перетасування, був Довжоцький район, створений 7 березня 1923 року, то логічно відлік історії сучасного Кам’янець-Подільського району вести саме від Довжоцького району, до первісного складу якого ввійшли повністю території Довжоцької та Рихтівської волостей, більша частина Баговицької, кілька сіл Орининської волостей.
4 грудня 1928 р. — Довжоцький район значно зріс, поглинувши Жванецький і частину Маківського районів. До того ж, тією самою постановою Президії ВУЦВК Довжоцький район вперше було перейменовано на Кам’янець-Подільський і центр його з села Довжок перенесено до міста Кам’янець-Подільського.
31 липня 1934 р. — Кам’янець-Подільський район знову територіально зростає: до його складу передано 19 сільських рад Староушицького району.
26 грудня 1934 р. — Кам’янець-Подільський район ліквідовують, а його територію та районні установи підпорядковують Кам’янець-Подільській міській раді. Де-факто район існував, де-юре його не було.

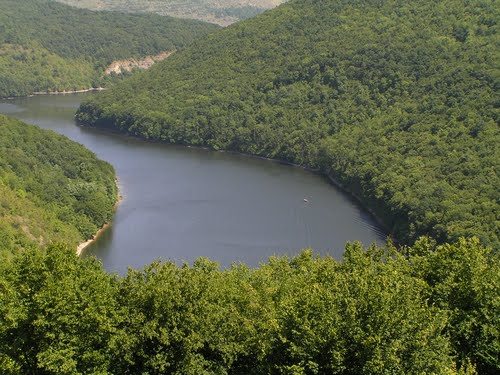
Частина заказника «Чапля»

28 червня 1939 р. — Президія Верховної Ради УРСР відновила Довжоцький район з центром у селі Довжок.
10 липня 1944 р. — район удруге і вже остаточно набуває сучасної назви — Кам’янець-Подільський район. Відтоді і місто Кам’янець-Подільський стає його незмінним центром. А територія району формувалася ще упродовж 21 року.
1946 р. — у зв’язку з перейменуванням населених пунктів з мапи району зникають славні історичні назви — Великі Вірмени, Малі Вірмени, Вірменські Хутори, Татариски.
23 вересня 1959 р. — до Кам’янець-Подільського району було включено частини території ліквідованих, в результаті чергового укрупнення районів в Україні, Орининського і Староушицького районів.
7 січня 1963 р. — ще одне невелике укрупнення Кам’янець-Подільського району.
4 січня 1965 р. — остаточно сформовано сучасну територію Кам’янець-Подільського району Указом Президії Верховної Ради УРСР. Відтоді територія району залишається незмінною.
1981 р. — під водами Дністровського водосховища зникли ряд історичних населених пунктів. Серед них — давня столиця краю Бакота, славне колишнє містечко Студениця. Лиха доля бути вилученою з облікових даних спіткала й Луку-Врубловецьку, де було виявлено одну з найдавніших в Україні стоянку первісних людей.
24 серпня 1991 р. — у складі незалежної України.
2020 р. — утворено новий Кам'янець-Подільський район.

## Економіка

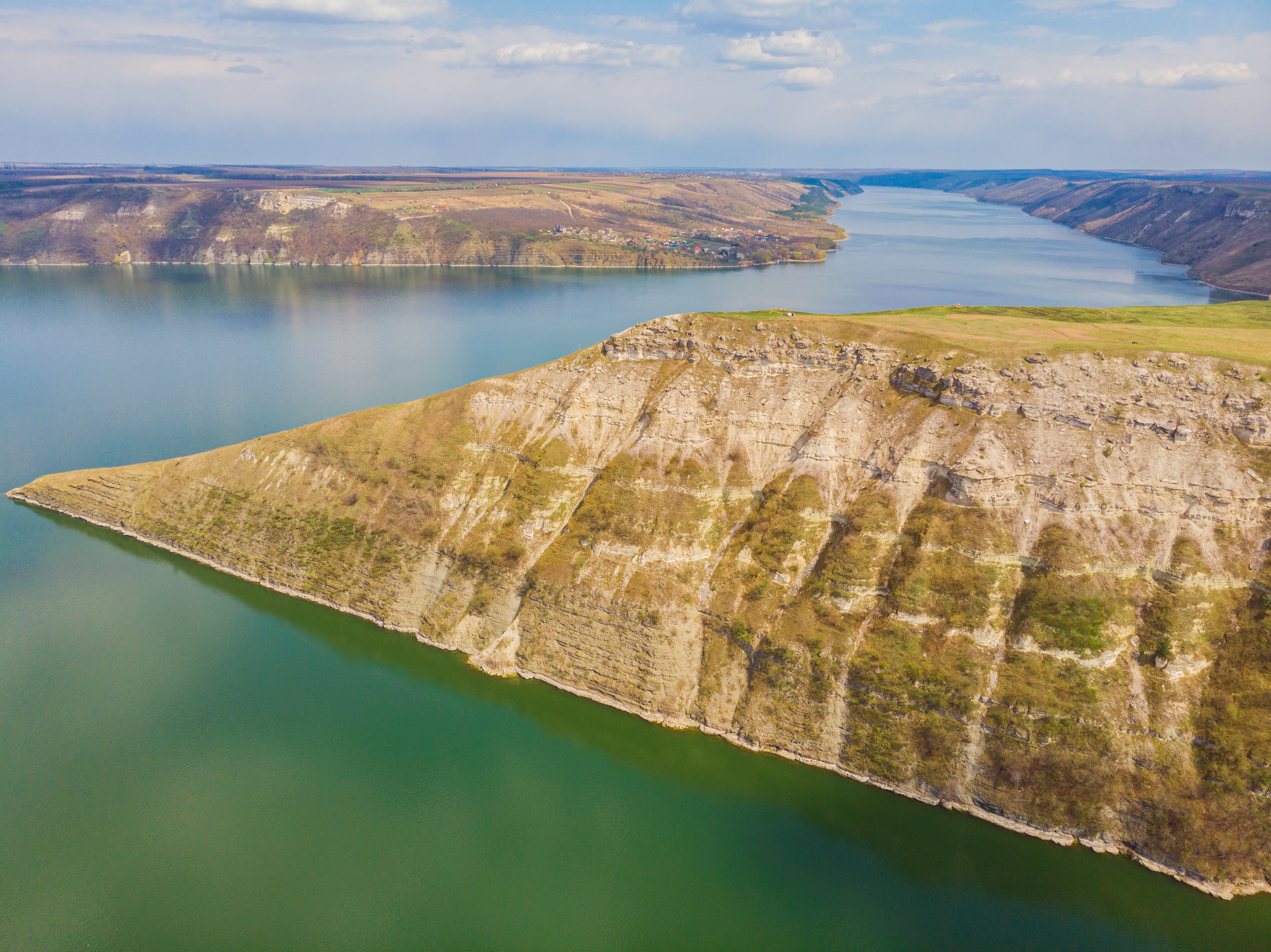
Бакота

### Промисловість
За даними Міністерства регіонального розвитку України, у реєстр індустріальних парків включені 55 промислових майданчиків України. Індустріальний парк — це територія, яку виділяють для промислового розвитку, метою створення таких парків є забезпечення підприємств спільною розвиненою інфраструктурою.
Нещодавно до державного реєстру індустріальних парків включили два індустріальні парки у сусідній Чернівецької області - «Хотин Invest» та «Енергія Буковини».
Законом визначено сприятливі податкові умови для створення стимулів вітчизняним індустріальним паркам на забезпечення своєї конкурентоспроможності та здатності залучати необхідні інвестиції в Україну, особливо в період дії воєнного стану на території України для релокації промислових підприємств зі східних регіонів країни.
На території району розташована СЕС Кам'янець-Подільська потужність якої становить 63,8 МВт і за цим показником вона є другою в Україні станом на 2019 рік.
У селі Гуменці працює один з найбільших птахо-комплексів Авіс, від лідера ринку виробництва яєць і яєчних продуктів компанії Авангард.
На території району функціонує Кам'янець-Подільський цементний завод (тепер АТ «Подільський Цемент»), діяльність якого пов'язана із видобутком сировини та виробництвом цементу.

### Сільське господарство
Кам'янець-Подільський район належить до аграрної зони, тут є значні потужності виробництва яєчних продуктів та курятини, зони м'ясо-молочного скотарства з вирощуванням картоплі, цукрових буряків, овочів, соняшника, ріпаку.

## Транспортна інфраструктура
Кам'янець-Подільський район має досить непогано розвинуту транспортну мережу. З півночі на південь район перетинають залізниця і ряд автошляхів, які дають вихід на кордон: Молдови, Румунії, країн Південно-Східної Європи, та найшвидший шлях зі півночі, центру та сходу країни до українських Карпат.
Через Кам'янець-Подільський район проходять автошляхи Н03, Р24 та Р48. Також шляхи місцевого значення: Т 2304, Т 2308, Т 2303, Т 2321, Т 2311, Т 2325, Т 2317, Т 2002.

### Аеропорт
На території району селі Кам'янка діє аеропорт для малої авіації. 
Найближчий аеропорт зі міжнародними рейсами знаходиться у місті Чернівці та закордоном у місті Сучава.

### Залізниця
Найбільшими залізничними вузлами в районі є станції Дунаївці і Кам'янець-Подільський. Також значними залізничними станціями району є: Закупне, Балин, Гуменці.
На форумі «Україна 30. Інфраструктура» обговорювали можливість будівництва нової ділянки залізничної колії Кам'янець-Подільський — Хотин — Чернівці, а також модернізація ділянки Кам'янець-Подільський — Хмельницький, це дозволило б пришвидшити сполучення зі столицею та пожвавити вантажний і пасажирський рух зі Румунією.

## Пам'ятники

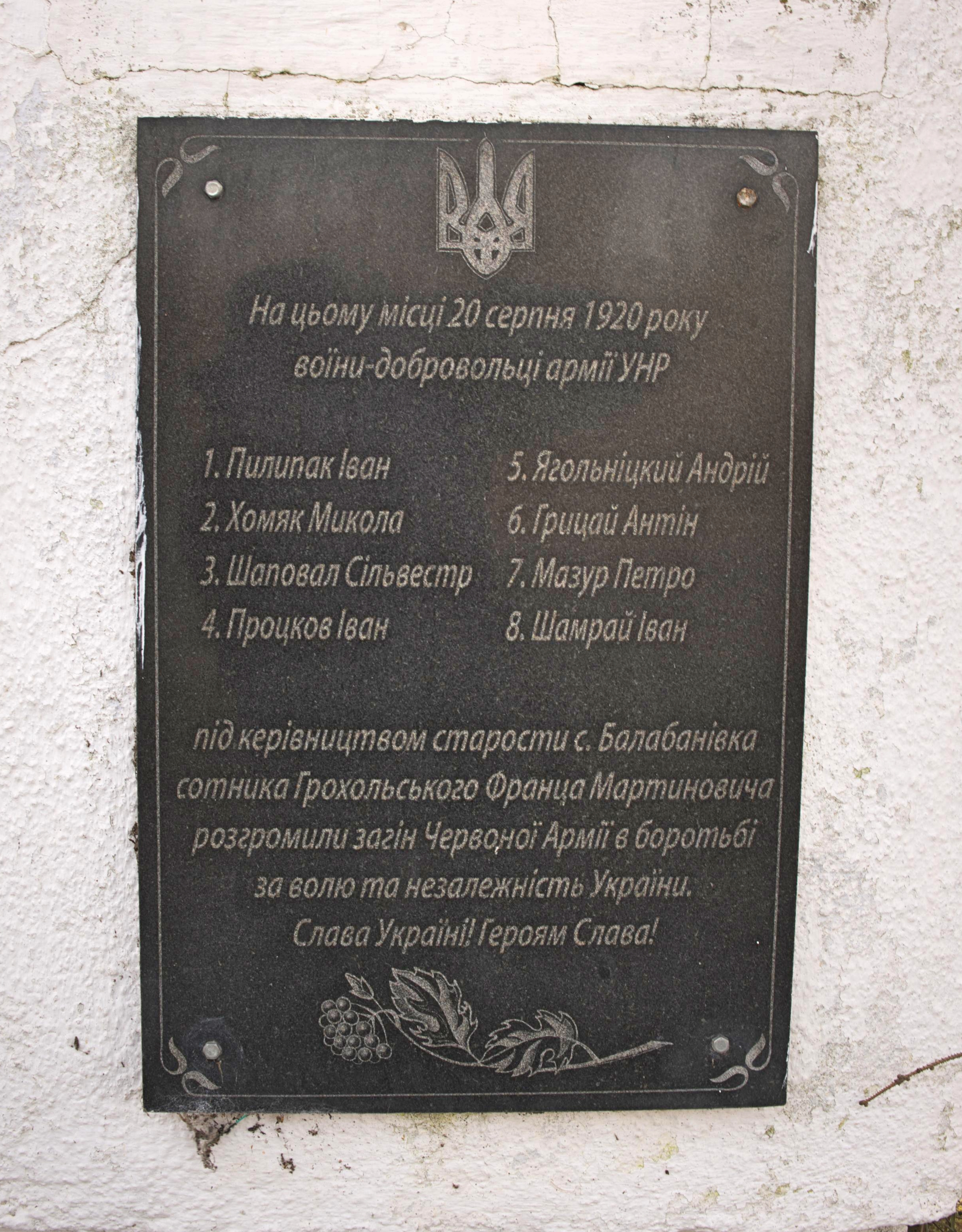
Пам’ятний знак воїнам-добровольцям УНР

Пам'ятники та пам’ятні знаки розміщені в межах Кам'янець-Подільського району пам'ять про важкі та героїчні часи боротьби українського народу.
- Пам’ятник в пам’ять жертвам Голодомору 1932-1933 років та політичних репресій пірамідальної форми встановлено 1990 року. Заходиться в селі Мукша Китайгородська.[11]
- Меморіальний комплекс жертвам сталінський репресій в селищі Чемерівці.
- Пам'ятний хрест встановлений 1995 року в честь підпільників УПА в селі П'ятничани.
- Пам'ятник жертвам репресій 2002 року в селі Гуменці.
- Пам'ятник жертвам голодомору 2009 року в місті Дунаївці.
- Пам'ятник жертвам голодомору у селі Великозалісся.
- Меморіальний комплекс жертвам репресій, голодомору в селі Вихрівка.
- Пам'ятний козацький хрест Романові Шухевичу в селі Гуків.
- Пам’ятний знак в честь бою 20 серпня 1920 року воїнам-добровольцям УНР поблизу села Балабанівка.
- Пам'ятний хрест козакам-запорожцям в «Козацькій долині» поблизу села Ставище.
- Пам'ятник Героям Небесної Сотні селищі Чемерівці.
- Пам'ятник жертвам голодомору 1932-1933 у місті Кам'янець-Подільський.
- Пам'ятник Небесній Сотні у селі Свіршківці.
- Пам'ятний знак захисникам України в Гусятині.

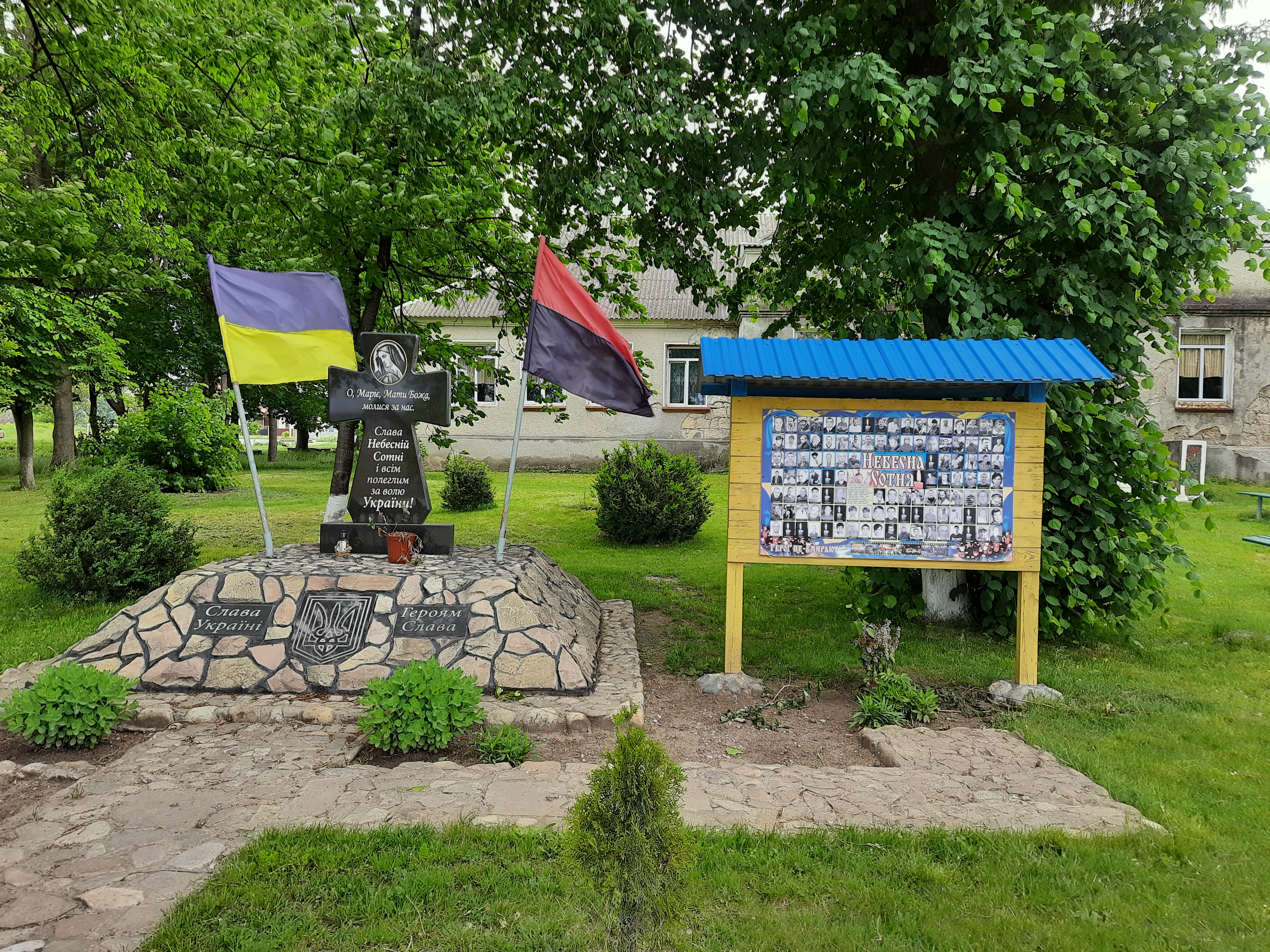
Пам'ятний знак захисникам України в Гусятині
Пам'ятник жертвам Голодомору в Дунаївцях
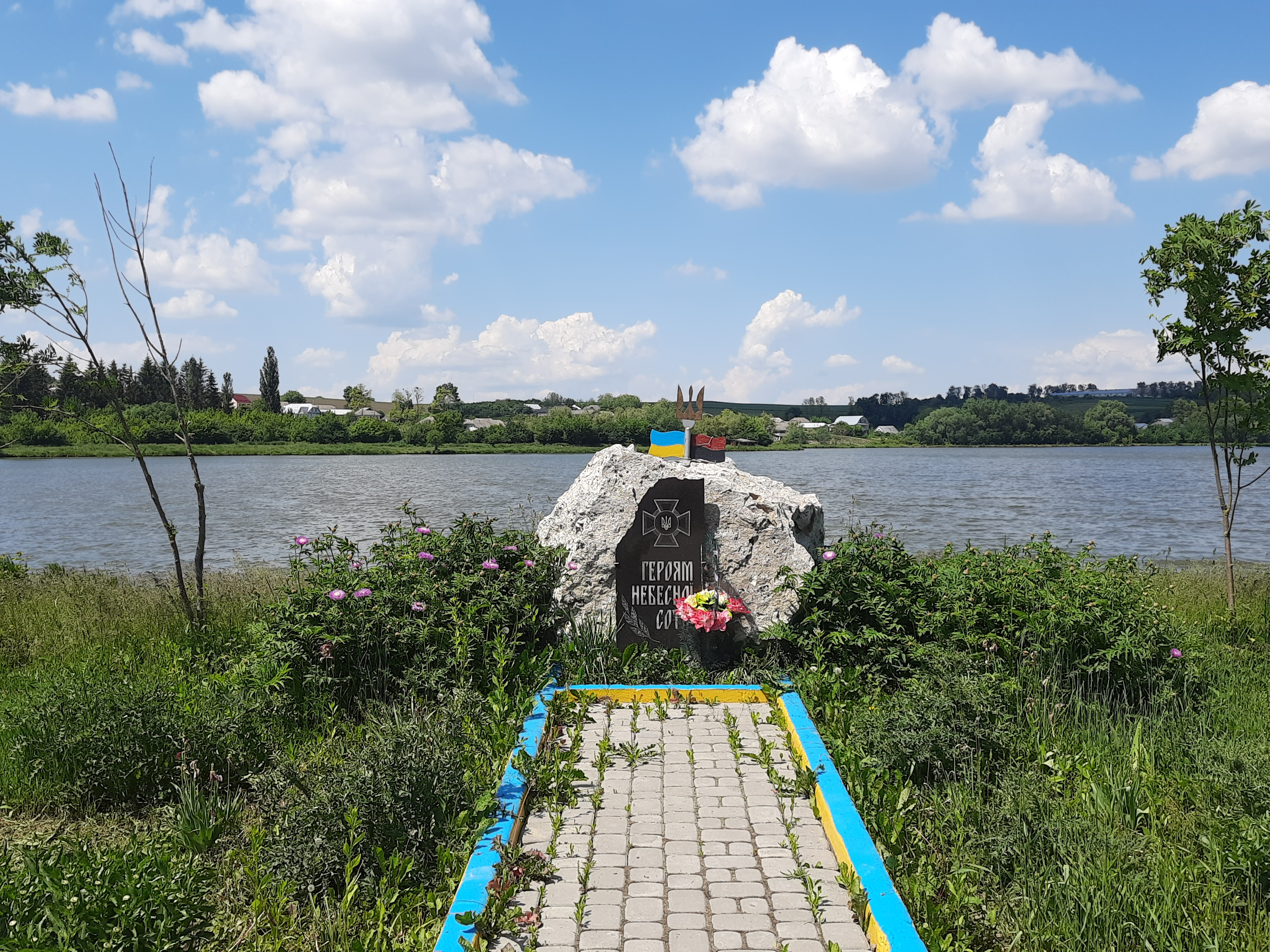
Пам'ятник Небесній сотні у Свіршківцях
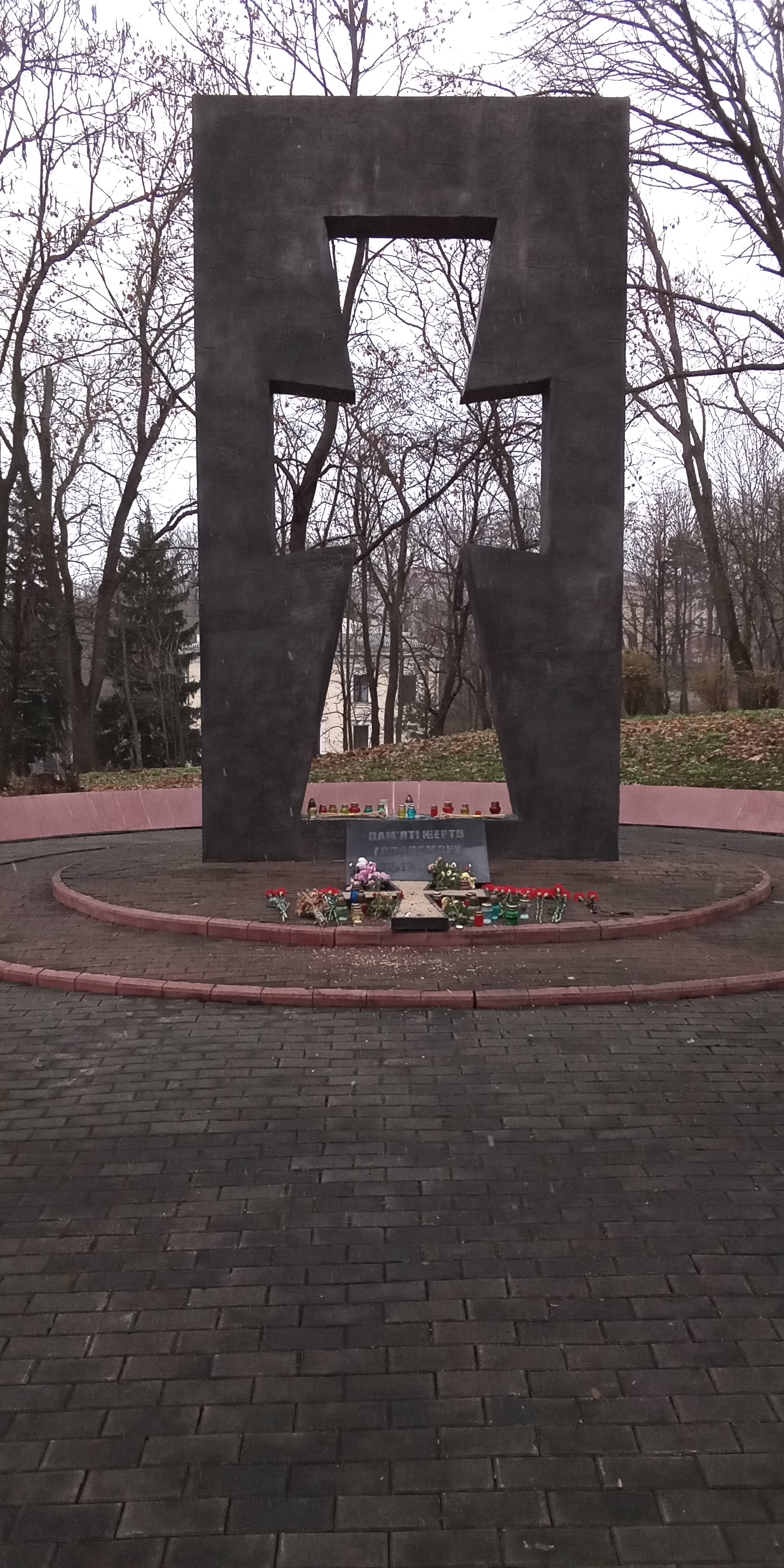
Пам'ятник жертвам голодомору 1932-1933 у Кам'янці-Подільському
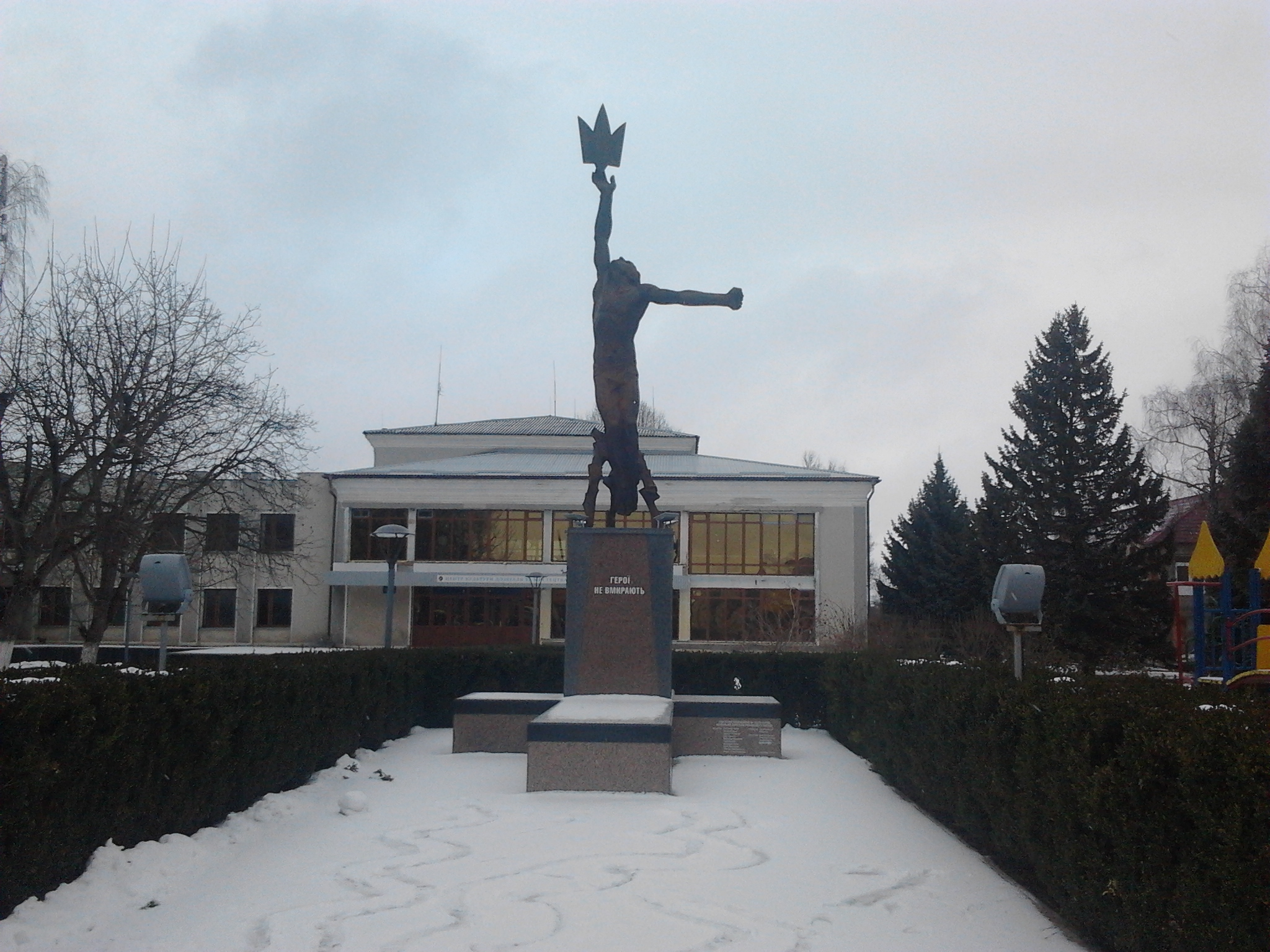
Пам'ятник Героям Небесної Сотні у Чемерівцях

## Релігія

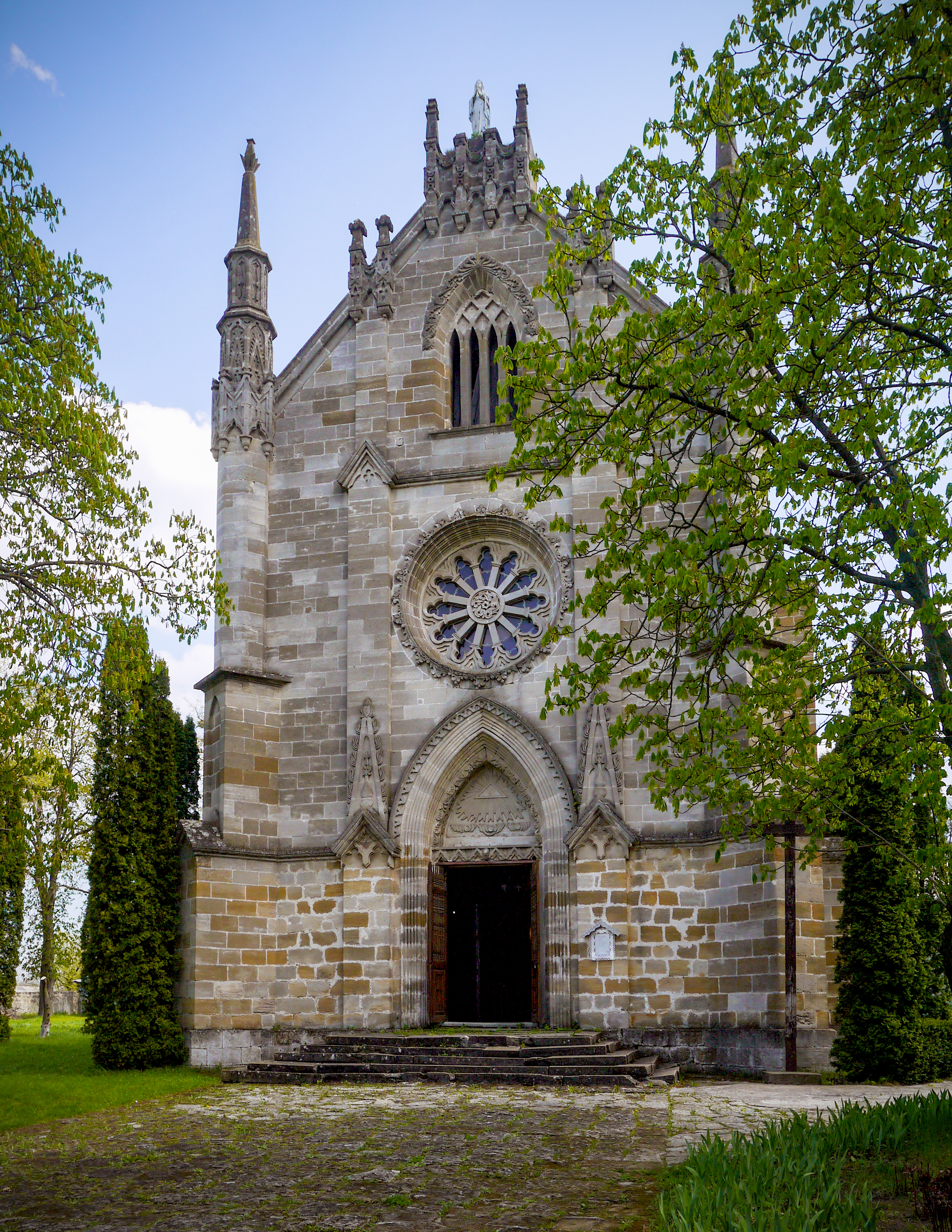
Костел Святого Йосипа Обручника Пресвятої Діви Марії

У районі представлено усі великі конфесійні групи в Україні.

### Римо-католицька церква
На території району функціонує Кам'янець-Подільський деканат, один з 8 католицьких деканатів Кам'янець-Подільської дієцезії Римо-Католицької церкви в Україні.

### Українська греко-католицька церква
Релігійна громада, що діє на території Кам'янець-Подільського деканату, представлена 11 храмами в районі.

### Православна Церква України (ПЦУ)
Православна церква України утворилася 15 грудня 2018 року на визнаному Вселенським патріархатом помісному соборі шляхом об'єднання українських православних юрисдикцій на ґрунті повної канонічної незалежності.
2 лютого 2024 року рішенням Синоду ПЦУ утворена Кам'янець-Подільська єпархія. Правлячим архієреєм було обрано архієпископа Германа (Семанчука). Юрисдикція єпархії поширюється на територію Кам'янець-Подільського району, за винятком Закупненської, Чемеровецької та Гуківської територіальних громад, а також на Зіньківську, Солобковецьку та Віньковецьку громади Хмельницького району Хмельницької області.
Перехід церковних громад до ПЦУ
Процес переходу парафій УПЦ московського патріархату до Православної церкви України, який почався після Об'єднавчого собору 15 грудня 2018 року, спричинений антиукраїнською діяльність діячів УПЦ московського патріархату та підпорядкуванню і фінансуванню з країни агресора Російської федерації. 
У Хмельницькій області станом на 2016 рік функціонували 998 парафій із УПЦ МП, це один з найвищих показників по країні за кількістю парафій церкви країни агресора. У Кам'янець-Подільському районі до війни налічувалося понад 150 парафій УПЦ московського патріархату. За словами громадського активіста Вадима Позднякова:
|                                                                 | \| «Що міцніший Московський патріархат, то інертнішим є населення»[8] \| |
| «Що міцніший Московський патріархат, то інертнішим є населення» |                                                                          |

Перелік парафій, які змінили церковну юрисдикцію з УПЦ (МП) до УПЦ КП до 2018 року в межах нового Кам'янець-Подільського району.
| № | Населений пункт | Район                 | Назва громади               | Дата переходу |
| - | --------------- | --------------------- | --------------------------- | ------------- |
| 1 | с. Нестерівці   | Кам'янець-Подільський | Церква святого Михайла      | 27.06.2016    |
| 2 | с. Харитонівка  | Кам'янець-Подільський | Церква святого Пантелеймона | 27.06.2016    |

Перелік громад, що змінили церковну юрисдикцію з УПЦ (МП) на ПЦУ до 2022 року в межах нового Кам'янець-Подільського району.
| №  | Населений пункт        | Район                 | Назва громади                       | Дата переходу |
| -- | ---------------------- | --------------------- | ----------------------------------- | ------------- |
| 3  | с. Мала Бережанка      | Кам'янець-Подільський | Церква Покрови Пресвятої Богородиці | 20.01.19      |
| 4  | с. Сивороги            | Кам'янець-Подільський | Церкви Успіння Пресвятої Богородиці | 06.02.19      |
| 5  | с. Гусятин             | Кам'янець-Подільський | Церква Святих Косми і Даміана       | 14.02.19      |
| 6  | с. Вільхівці           | Кам'янець-Подільський | Церква Святих Кирила і Мефодія      | 14.02.19      |
| 7  | с. Бережанка           | Кам'янець-Подільський | Церква Воздвиження Чесного Хреста   | 28.02.19      |
| 8  | с. Кугаївці            | Кам'янець-Подільський | Церква Зачаття Праведної Анни       | 28.02.19      |
| 9  | с. Слобідка-Смотрицька | Кам'янець-Подільський | Церква Покрови Пресвятої Богородиці | 16.03.19      |
| 10 | с. Вишнівчик           | Кам'янець-Подільський | Церква Різдва Пресвятої Богородиці  | 17.03.19      |
| 11 | с. Завадівка           | Кам'янець-Подільський | Церква архістратига Михаїла         | 17.03.19      |

Перелік громад, що змінили церковну юрисдикцію з УПЦ (МП) на ПЦУ у 2022 році в межах нового Кам'янець-Подільського району.
| №  | Населений пункт           | Район                 | Назва громади                                      | Дата переходу |
| -- | ------------------------- | --------------------- | -------------------------------------------------- | ------------- |
| 12 | смт Чемерівці             | Кам'янець-Подільський | Церква Різдва Христового                           | 13.04.22      |
| 13 | с. Сокиринці              | Кам'янець-Подільський | Церква Святого Димитрія Солунського‎                | 20.04.22      |
| 14 | с. Чорна                  | Кам'янець-Подільський | Церква архістратига Михаїла                        | 04.05.22      |
| 15 | с. Калиня                 | Кам'янець-Подільський | Церква Покрови Пресвятої Богородиці                | 06.05.22      |
| 16 | с. Демківці               | Кам'янець-Подільський | Церква Покрови Пресвятої Богородиці                | 13.05.22      |
| 17 | с. Юрківці                | Кам'янець-Подільський | Церква Святого Духу                                | 13.05.22      |
| 18 | с. Ямпільчик              | Кам'янець-Подільський | Церква Святого Іоанна Богослова                    | 13.05.22      |
| 19 | с. Хропотова              | Кам'янець-Подільський | Церква Різдва Пресвятої Богородиці                 | 13.05.22      |
| 20 | с. Ходорівці              | Кам'янець-Подільський | Церква Святого Архистратига Михаїла                | 15.05.22      |
| 21 | с. Степанівка             | Кам'янець-Подільський | Церква Святої мучениці Параскеви                   | 15.05.22      |
| 22 | с. Почапинці              | Кам'янець-Подільський | Церква Введення в храм Пресвятої Богородиці        | 21.05.22      |
| 23 | с. Маліївці               | Кам'янець-Подільський | Церква Різдва Іоанна Хрестителя                    | 29.05.22      |
| 24 | с. Слобідка-Кульчієвецька | Кам'янець-Подільський | Церква Святого Пророка Іллі                        | 05.06.22      |
| 25 | с. Оленівка               | Кам'янець-Подільський | Церква Святого Дмитра                              | 20.06.22      |
| 26 | с. Демшин                 | Кам'янець-Подільський | Церква святого Михайла                             | 06.07.22      |
| 27 | с. Гуків                  | Кам'янець-Подільський | Церква Перенесення мощей Миколая Чудотворця        | 15.07.22      |
| 28 | с. П'ятничани             | Кам'янець-Подільський | Церква Успіння Пресвятої Богородиці                | 26.07.22      |
| 29 | с. Кульчіївці             | Кам'янець-Подільський | Церква Святого Архистратига Михаїла                | 28.07.22      |
| 30 | с. Мала Побіянка          | Кам'янець-Подільський | Церква Святого великомученика Димитрія Солунського | 08.08.22      |
| 31 | с. Колибаївка             | Кам'янець-Подільський | Церква Архистратига Михаїла                        | 21.08.22      |
| 32 | с. Китайгород             | Кам'янець-Подільський | Церква Собору Пресвятої Богородиці                 | 11.11.22      |

Перелік громад, що змінили церковну юрисдикцію з УПЦ (МП) на ПЦУ у 2023 році в межах нового Кам'янець-Подільського району.
| №     | Населений пункт          | Район                 | Назва громади                                                | Дата переходу |
| ----- | ------------------------ | --------------------- | ------------------------------------------------------------ | ------------- |
| 33    | с. Лошківці              | Кам'янець-Подільський | Церква Покрови Пресвятої Богородиці                          | 16.01.23      |
| 34    | с. Супрунківці           | Кам'янець-Подільський | Церква Воздвиження Хреста Господнього                        | 09.03.23      |
| 35    | с. Руда                  | Кам'янець-Подільський | Церква Покрови Пресвятої Богородиці                          | 04.04.23      |
| 36    | с. Цвіклівці Перші       | Кам'янець-Подільський | Церква Святого великомученика Георгія Побідоносця            | 04.04.23      |
| 37 🟥 | м. Кам'янець-Подільський | Кам'янець-Подільський | Кафедральний собор Олександра Невського                      | 08.04.23      |
| 38    | с. Боришківці            | Кам'янець-Подільський | Церква Ікони Божої Всіх Скорботних Радість                   | 03.05.23      |
| 39    | с. Летава                | Кам'янець-Подільський | Церква Покрови Пресвятої Богородиці                          | 11.05.23      |
| 40    | с. Андріївка             | Кам'янець-Подільський | Церква святого апостола Андрія Первозванного                 | 11.05.23      |
| 41    | с. Баговиця              | Кам'янець-Подільський | Церква Різдва Пресвятої Богородиці                           | 14.05.23      |
| 42    | с. Морозів               | Кам'янець-Подільський | Церква Успіння Богородиці                                    | 19.05.23      |
| 43    | с. Підлісний Мукарів     | Кам'янець-Подільський | Церква Покрову Богородиці                                    | 19.05.23      |
| 44    | с. Абрикосівка           | Кам'янець-Подільський | Церква Святого Миколая                                       | 13.06.23      |
| 45    | с. Фурманівка            | Кам'янець-Подільський | Церква святих Косьми і Даміана                               | 15.06.23      |
| 46    | с. Песець                | Кам'янець-Подільський | Церква Різдва Пресвятої Богородиці                           | 15.06.23      |
| 47    | с. Вербка                | Кам'янець-Подільський | Церква св. вмч. Димитрія Солунського                         | 20.06.23      |
| 48    | с. Залісся Перше         | Кам'янець-Подільський | Церква Святого Архістратига Михаїла                          | 08.08.23      |
| 49    | с. Довжок                | Кам'янець-Подільський | Церква Різдва Пресвятої Богородиці                           | 20.08.23      |
| 50    | с. Мар'янівка            | Кам'янець-Подільський | Церква Різдва Пресвятої Богородиці                           | 20.10.23      |
| 51    | м. Дунаївці              | Кам'янець-Подільський | Церква Святої Праведної Анни                                 | 25.10.23      |
| 52    | с. Вітківці              | Кам'янець-Подільський | Церква Воздвиження Хреста Господнього                        | 07.11.23      |
| 53    | м. Кам'янець-Подільський | Кам'янець-Подільський | Церква Воздвиження Чесного і Животворчого Хреста Господнього | 13.12.23      |

🟥 — парафія не перейшла (попри повідомлення про перехід) або повернулась в УПЦ МП
Перелік громад, що змінили церковну юрисдикцію з УПЦ (МП) на ПЦУ у 2024 році в межах нового Кам'янець-Подільського району.
| №  | Населений пункт          | Район                 | Назва громади                         | Дата переходу |
| -- | ------------------------ | --------------------- | ------------------------------------- | ------------- |
| 54 | с. Ставище               | Кам'янець-Подільський | Церква Святого Михайла                | 10.03.24      |
| 55 | м. Кам'янець-Подільський | Кам'янець-Подільський | Церква Почаївської Ікони Божої Матері | 14.03.24      |
| 56 | с. Збриж                 | Кам'янець-Подільський | Церква Святого Михайла                | 03.04.24      |

Вперше, в місцевих церквах, що перейшли до ПЦУ, пролунала молитва українською мовою. Для успішного розвитку держави і суспільства має бути своя незалежна українська церква.

## Список населених пунктів району
Кількість населених пунктів у районі: 338
- село Іванківці
- село Іванківці
- село Іванівка
- село Івахнівці
- село Івашківці
- село Ісаківці
- село Абрикосівка
- село Адамівка
- село Андріївка
- село Антонівка
- село Антонівка
- село Антонівка
- село Бабшин
- село Баговиця
- село Балабанівка
- село Балин
- село Балинівка
- село Бережанка
- село Березівка
- село Блищанівка
- село Боднарівка
- село Боришківці
- село Борсуки
- село Брага
- село Браїлівка
- село Броварі
- село Бурти
- село Бучая
- село Біла
- село Варварівка
- село Вахнівці
- село Велика Зелена
- село Велика Кужелева
- село Велика Побійна
- село Велика Слобідка
- село Великий Жванчик
- село Великозалісся
- село Вербка
- село Вигода
- село Виселок
- село Вихватнівці
- село Вихрівка
- село Вишневе
- село Вишнівчик
- село Воробіївка
- село Врублівці
- село Вівся
- село Вікторівка
- село Вільне
- село Вільховець
- село Вільховець
- село Вільхівці
- село Вітківці
- село Гаврилівці
- село Гайове
- село Гамарня
- село Ганнівка
- село Гелетина
- село Глибочок
- село Глибівка
- село Глібів
- село Голенищеве
- село Голозубинці
- село Голосків
- село Гораївка
- село Городиська
- село Гринчук
- село Грушка
- село Губарів
- село Гуків
- село Гуменці
- село Гусятин
- село Гута-Блищанівська
- село Гута-Глібівська
- село Гута-Морозівська
- село Гута-Чугорська
- село Гута-Яцьковецька
- село Гірчична
- село Дем'янківці
- село Демківці
- село Демшин
- село Дерев'яне
- село Держанівка
- село Джуржівка
- село Добровілля
- село Довжок
- село Долинівка
- село Драганівка
- село Дубинка
- село Дубинка
- село Дубівка
- село Думанів
- місто Дунаївці
- селище Дунаївці
- село Діброва
- село Жабинці
- село Жабинці
- село Жванець
- село Жердя
- село Заборознівці
- село Завадівка
- село Завалля
- село Заголосна
- село Загоряни
- село Загродське
- селище Закупне
- село Залуччя
- село Залісся
- село Залісся Друге
- село Залісся Перше
- село Залісці
- село Заміхів
- село Зарічанка
- село Заставля
- село Збриж
- село Збруч
- село Зеленче
- село Зелені Курилівці
- село Зубрівка
- село Зіньківці
- село Йосипівка
- село Каветчина
- село Кадиївці
- село Калачківці
- село Калиня
- місто Кам'янець-Подільський
- село Кам'янка
- село Капустяни
- село Карачківці
- село Каскада
- село Катеринівка
- село Каштанівка
- село Киселівка
- село Китайгород
- село Княгинин
- село Княжпіль
- село Колибаївка
- село Колодіївка
- село Колубаївці
- село Кормильча
- село Корчівка
- село Косиківці
- село Кочубіїв
- село Красноставці
- село Кривчик
- село Криків
- село Криничани
- село Кружківці
- село Крушанівка
- село Ксаверівка
- село Кугаївці
- село Кудринці
- село Кузьминчик
- село Кульчіївці
- село Куражин
- село Кутківці
- село Куча
- село Кізя
- село Кізя-Кудринецька
- село Ластівці
- село Ленівка
- село Летава
- село Липи
- село Лисець
- село Лисківці
- село Лисогірка
- село Лисогірка
- село Лисогірка
- село Лошківці
- село Лучки
- село Любомирівка
- село Ліпини
- село Лісківці
- село Маків
- село Мала Бережанка
- село Мала Зелена
- село Мала Кужелівка
- село Мала Побіянка
- село Мала Слобідка
- село Мала Стружка
- село Мала Щурка
- село Малий Жванчик
- село Малий Карабчіїв
- село Малинівці
- село Малозалісся
- село Маліївці
- село Мар'янівка
- село Маціорськ
- село Межигір
- село Миньківці
- село Миржіївка
- село Михайлівка
- село Михайлівка
- село Михівка
- село Млаки
- село Морозів
- село Мукша Китайгородська
- село Мушкутинці
- село Мілівці
- село Міцівці
- село Нагоряни
- село Нестерівці
- село Нефедівці
- село Нова Гута
- село Нова Гута
- селище Нова Ушиця
- село Нове Життя
- село Новий Глібів
- село Нововолодимирівка
- село Ніверка
- село Нігин
- село Оленівка
- село Оринин
- село Острівчани
- село Отроків
- село П'ятничани
- село Панасівка
- село Панівці
- село Параївка
- село Патринці
- село Песець
- село Пижівка
- село Пилипи-Хребтіївські
- село Пилипківці
- село Подоляни
- село Подільське
- село Почапинці
- село Привороття
- село Привороття Друге
- село Привітне
- село Притулівка
- село Пудлівці
- село Пукляки
- село Підлісний Мукарів
- село Підпилип'я
- село Пільний Мукарів
- село Рахнівка
- село Рачинці
- село Рихта
- село Рогізна
- село Романівка
- село Руда
- село Руда-Гірчичнянська
- село Рудка
- село Рудка
- село Рудківці
- село Ружа
- село Рункошів
- село Ріпинці
- село Ріпинці
- село Садове
- село Садове
- село Сахкамінь
- село Свіршківці
- село Сивороги
- село Синяківці
- село Слобода
- село Слобідка
- село Слобідка-Балинська
- село Слобідка-Гуменецька
- село Слобідка-Гірчичнянська
- село Слобідка-Залісецька
- село Слобідка-Кульчієвецька
- село Слобідка-Малиновецька
- село Слобідка-Малієвецька
- село Слобідка-Рахнівська
- село Слобідка-Рихтівська
- село Слобідка-Скипчанська
- село Слобідка-Смотрицька
- село Смотрич
- селище Смотрич
- село Сокиринці
- село Соколівка
- село Сокіл
- село Сокілець
- село Соснівка
- село Сприсівка
- село Ставище
- село Ставчани
- село Станіславівка
- село Стара Гута
- село Стара Гута
- селище Стара Ушиця
- село Степанівка
- село Степок
- село Струга
- село Субіч
- село Супрунківці
- село Суржа
- село Суржинці
- село Січинці
- село Тарасівка
- село Теклівка
- село Теремківці
- село Тернавка
- село Тернова
- село Тимків
- село Тинна
- село Томашівка
- село Трибухівка
- село Удріївці
- село Улянівка
- село Устя
- село Фурманівка
- село Філянівка
- село Харитонівка
- село Хворосна
- село Ходорівці
- село Хребтіїв
- село Хропотова
- село Цвіклівці Другі
- село Цвіклівці Перші
- село Цибулівка
- село Цикова
- село Цівківці
- село Чабанівка
- село Чагарівка
- село Чаньків
- селище Чемерівці
- село Червона Діброва
- село Червона Чагарівка
- село Черче
- село Чечельник
- село Чимбарівка
- село Чорна
- село Чорнокозинці
- село Шатава
- село Шебутинці
- село Шелестяни
- село Шидлівці
- село Шустівці
- село Шутнівці
- село Щербівці
- село Юрківці
- село Ямпільчик
- село Ярова Слобідка
- село Яруга
- село Яцьківці

## Туризм у районі
Кам'янець-Подільському районі діють численні курорти, еко-садиби, готелі та бази відпочинку, які надають широкий спектр послуг за кошти для відпочиваючих. Значна частина таких закладів знаходиться на берегах річок, таких як: Дністер, Збруч, Смотрич та інші. Цікавим для відпочинку та туризму східному напрямку є місцевість Бакота. 
На великій території району знаходиться заповідник «Подільські Товтри».

## Галерея

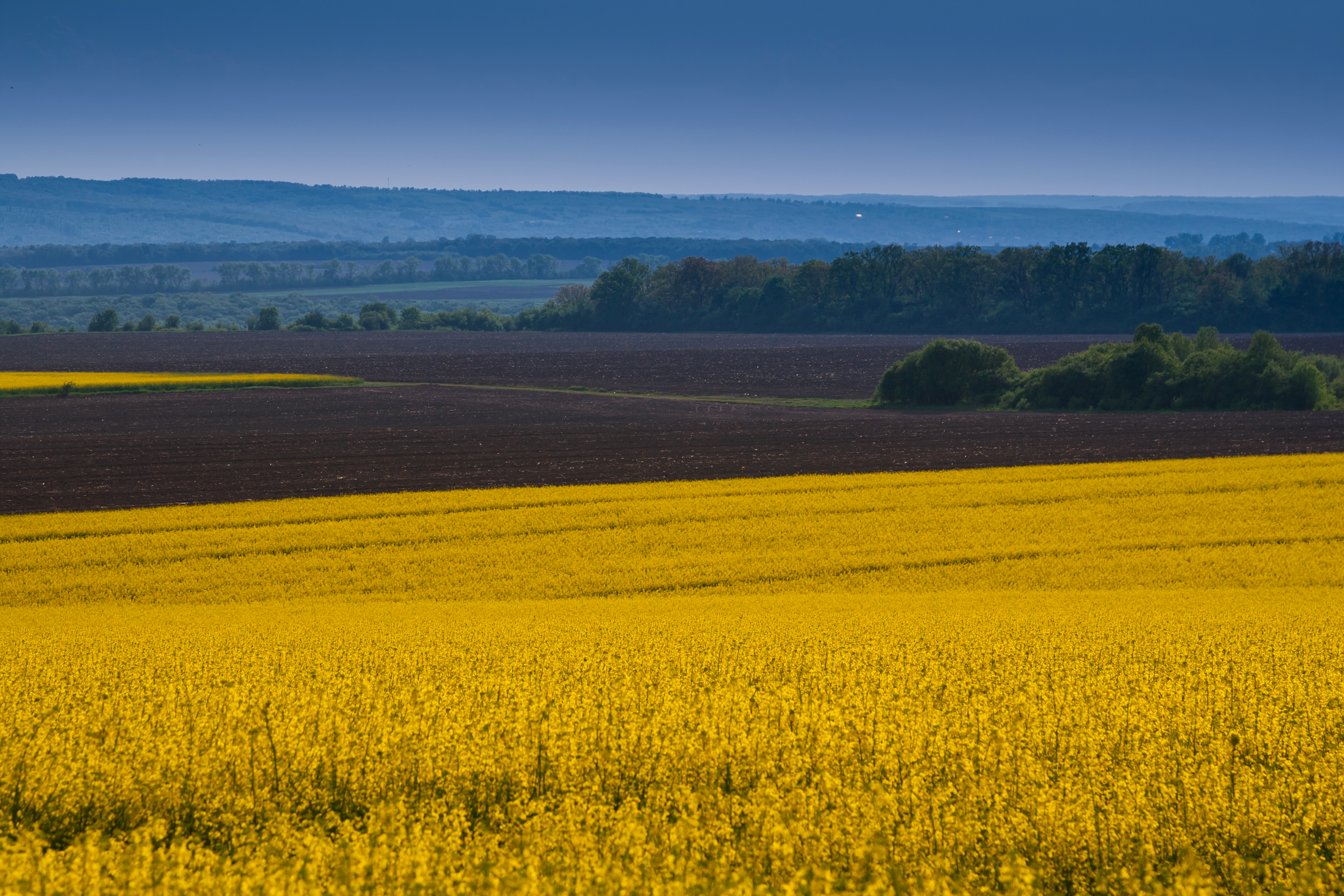
Поля за селом Жванець
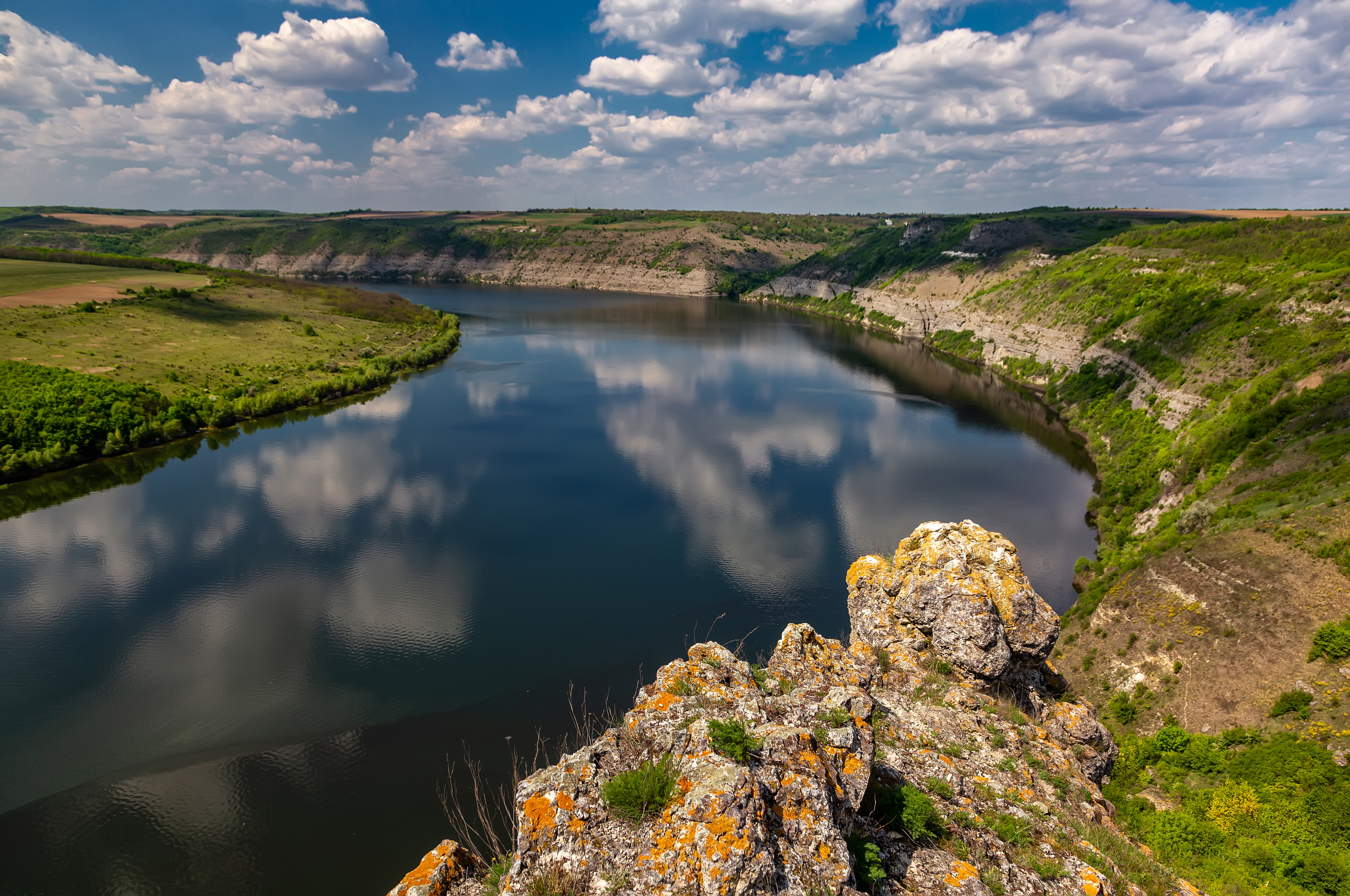
Дністер біля села Субіч
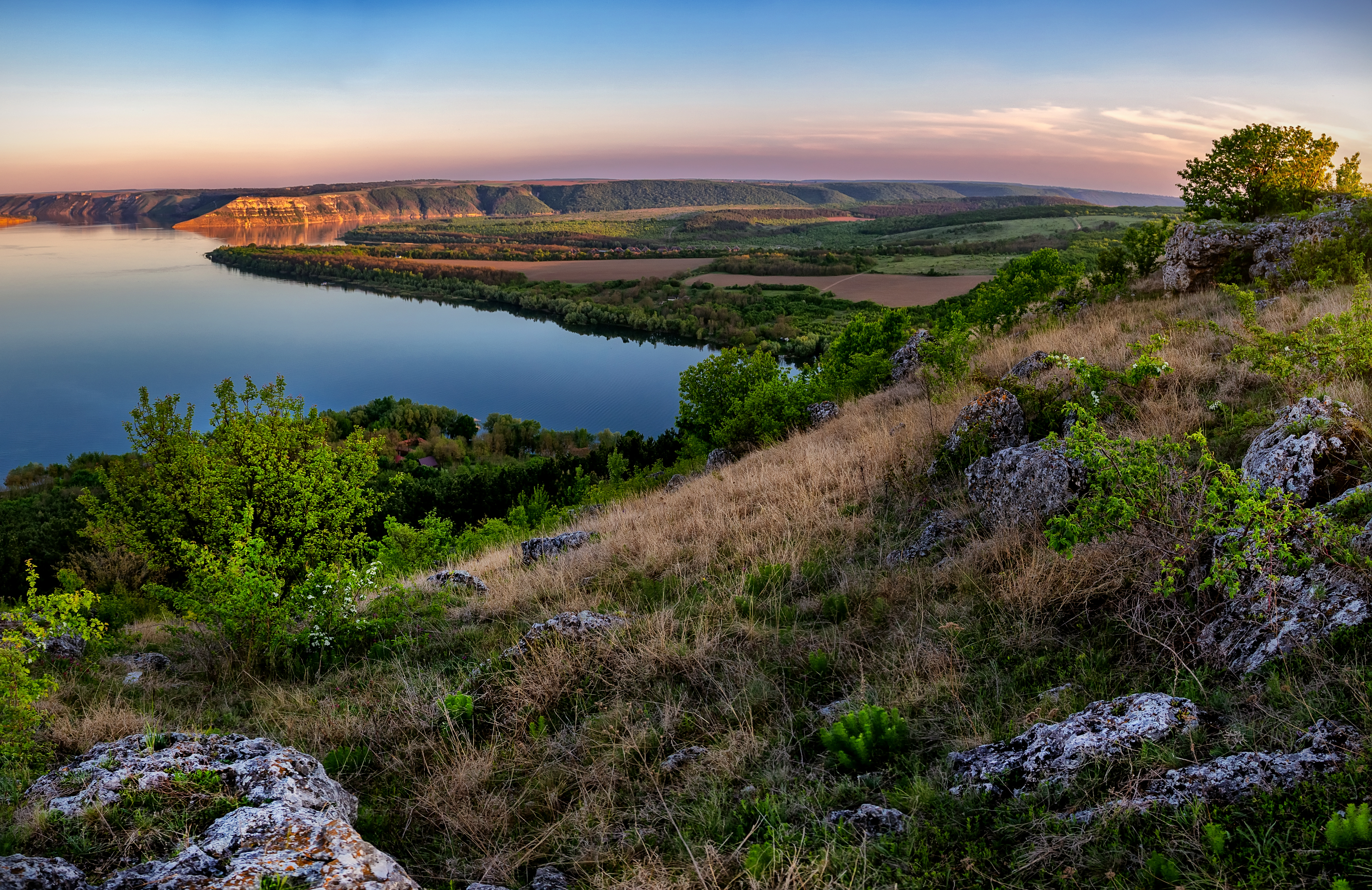
Вечір над Бакотою
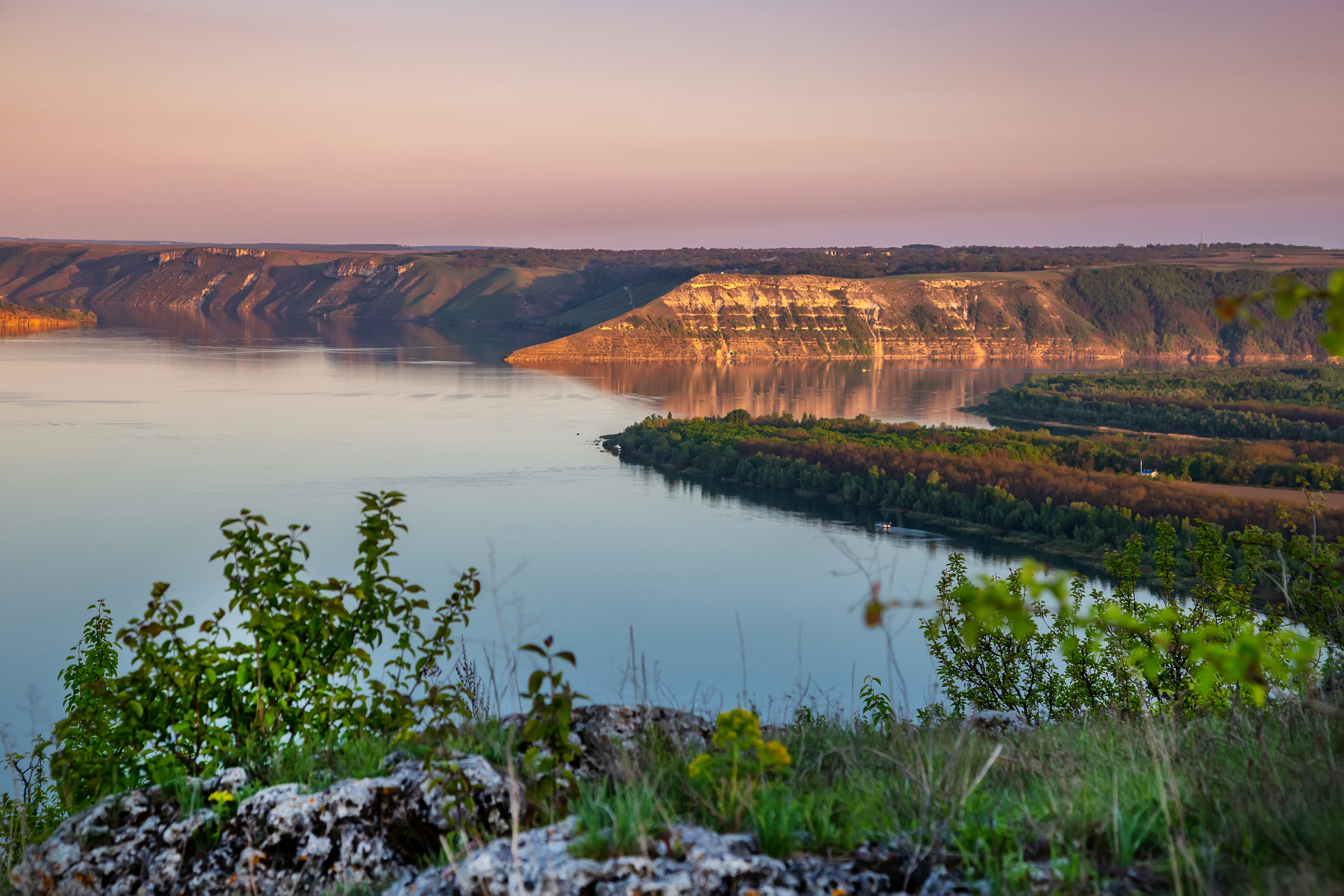
Вечірній Дністер
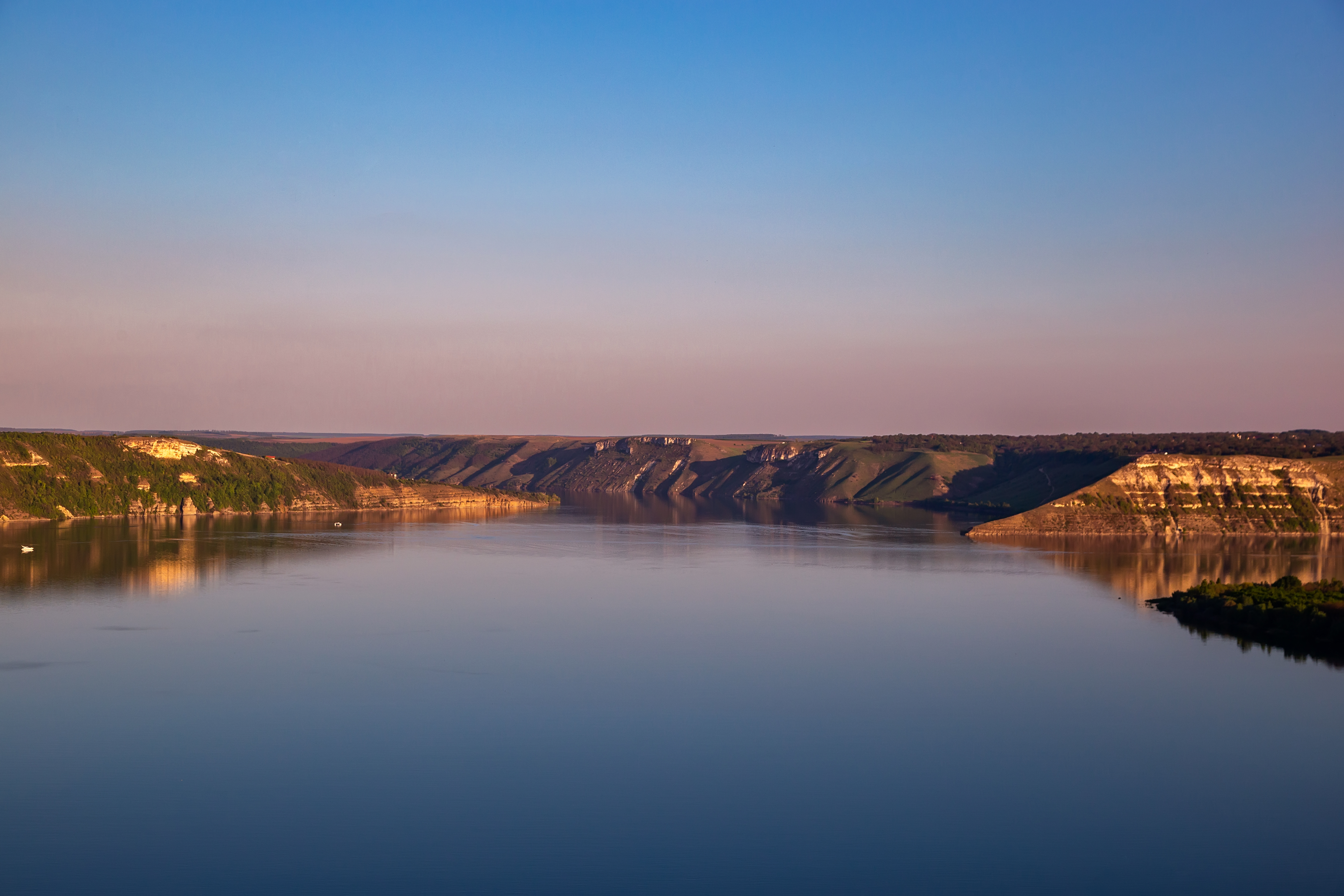
Вечір над затокою Бакоти
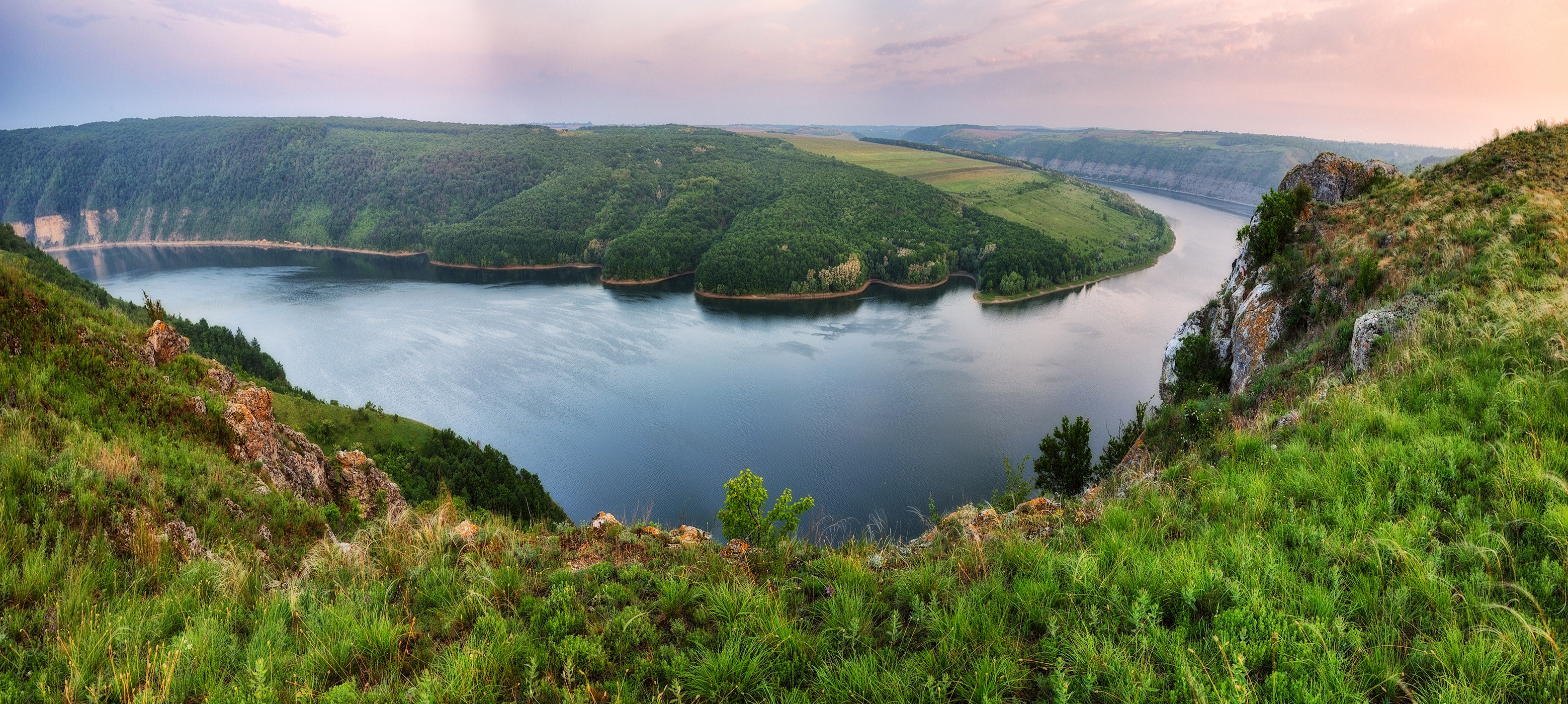
Весняний ранок на річці Дністер
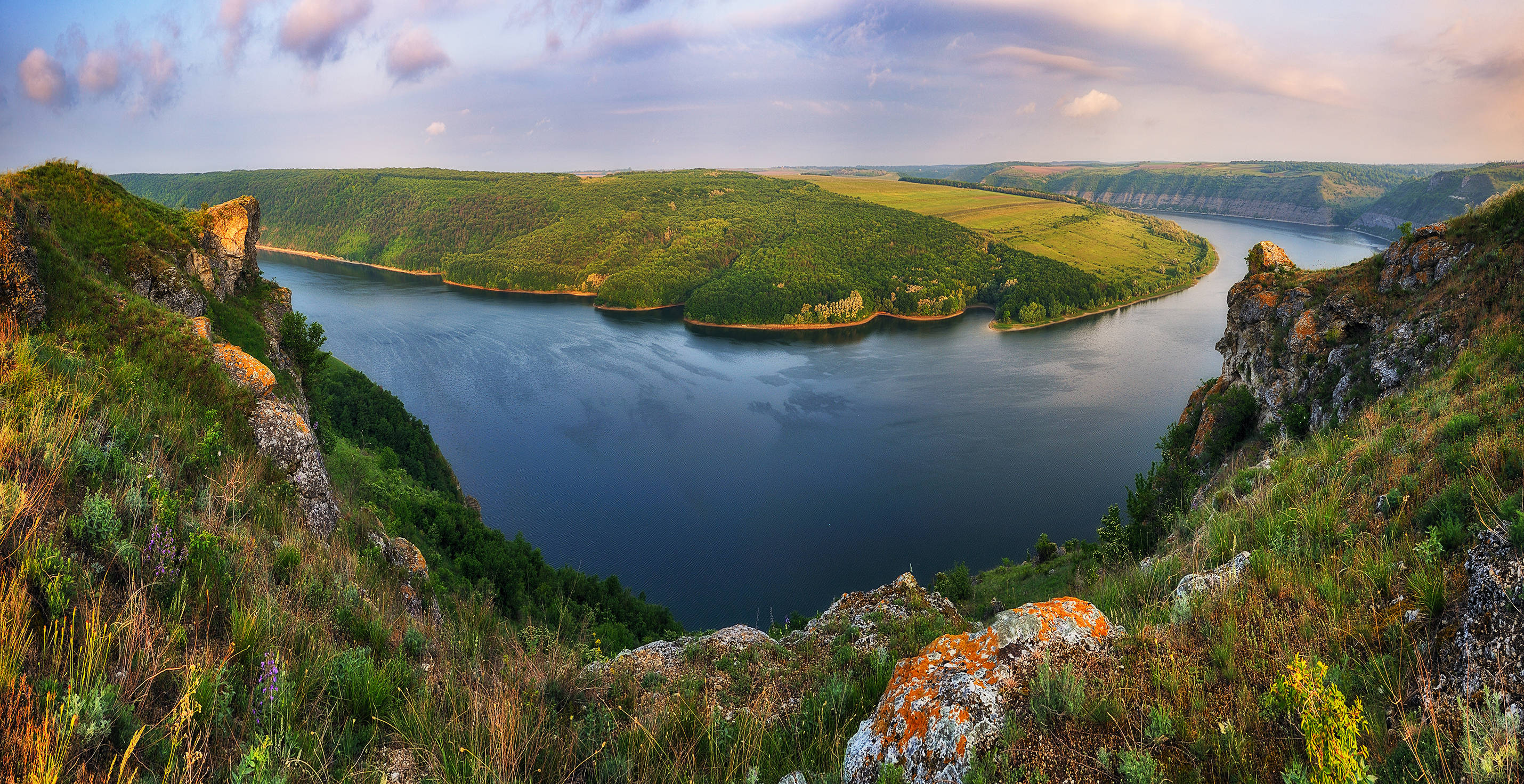
Мальовничий весняний ранок на Дністрі
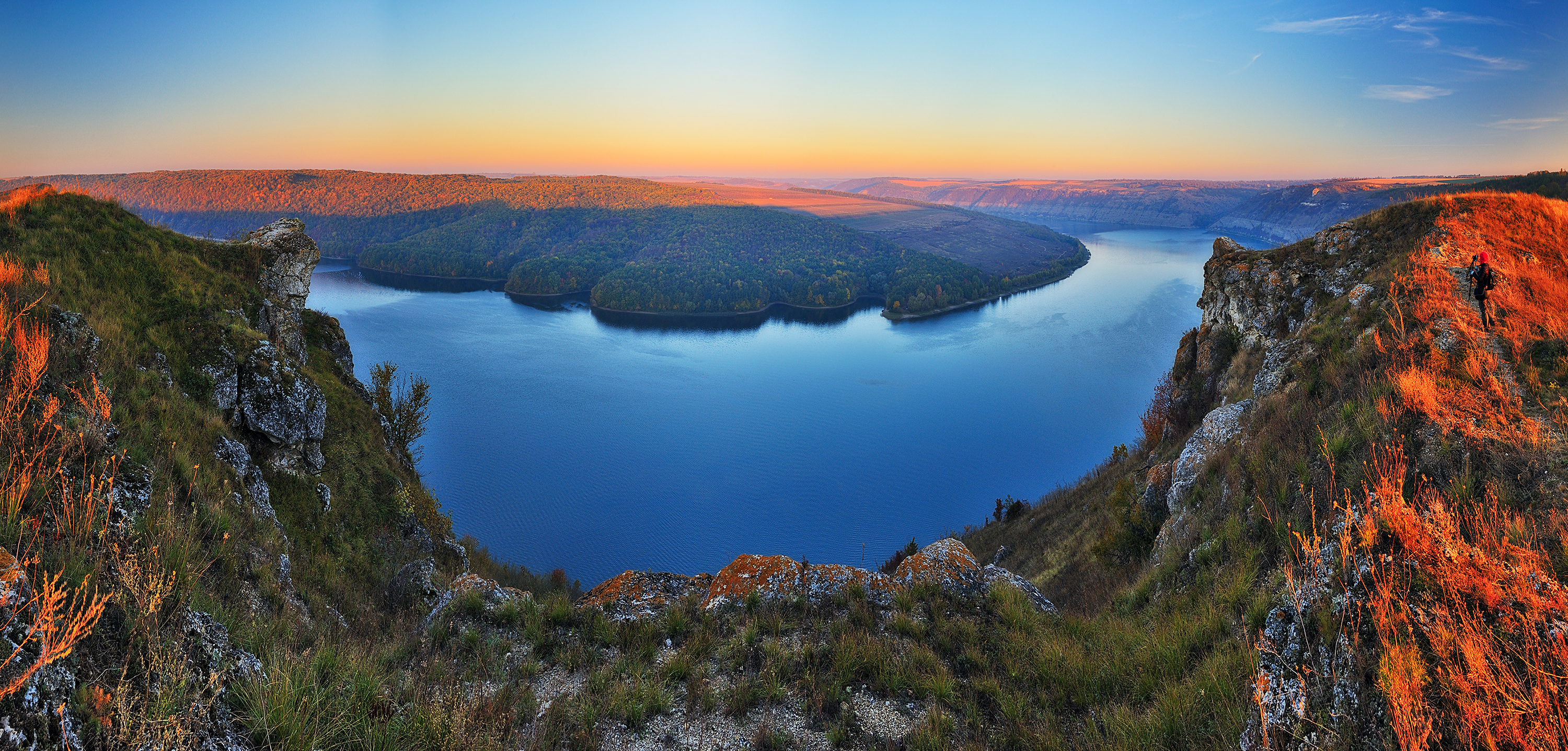
Живописний осінній ранок на Дністрі
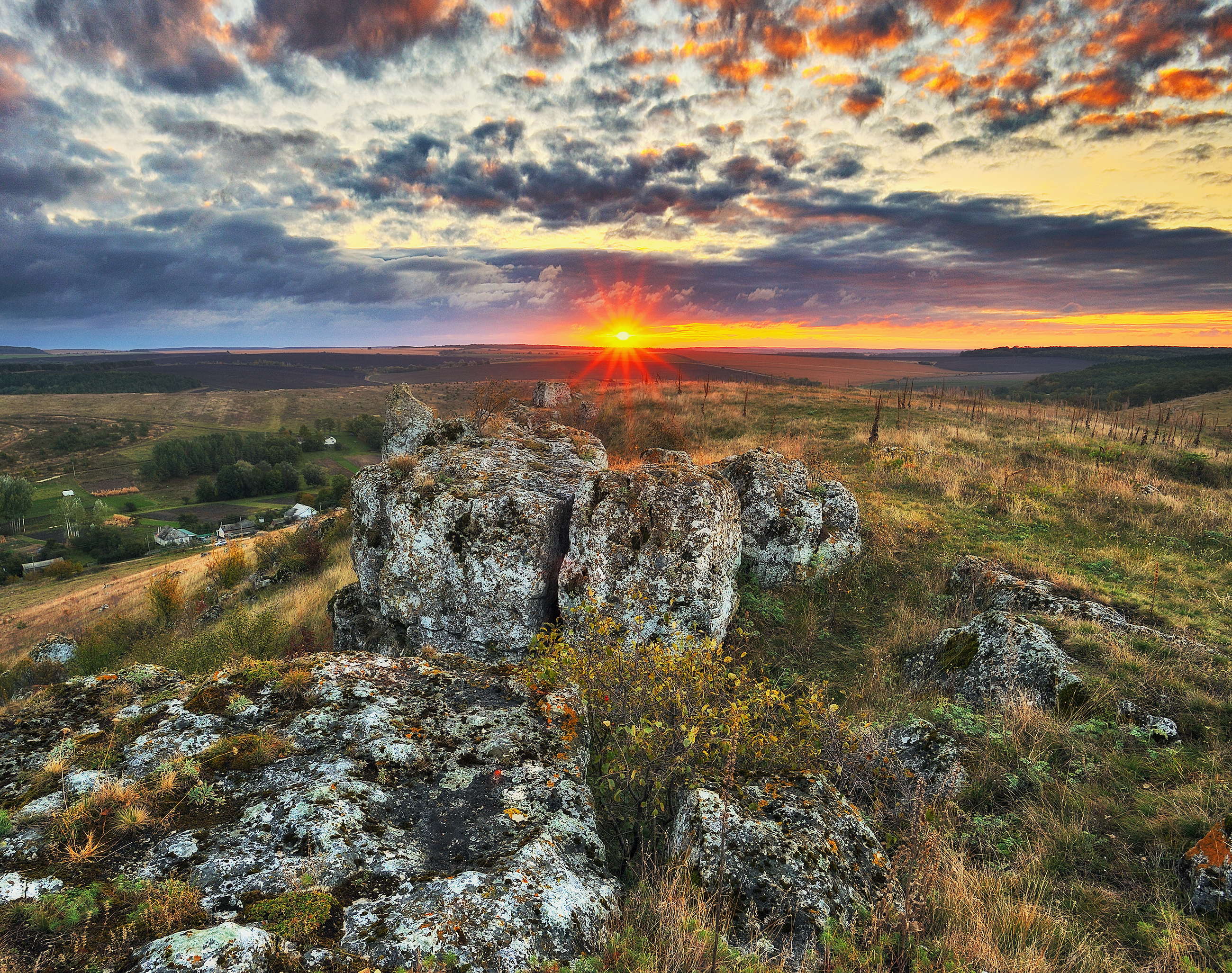
Схід сонця над Товтрами
Івахновецький заказник
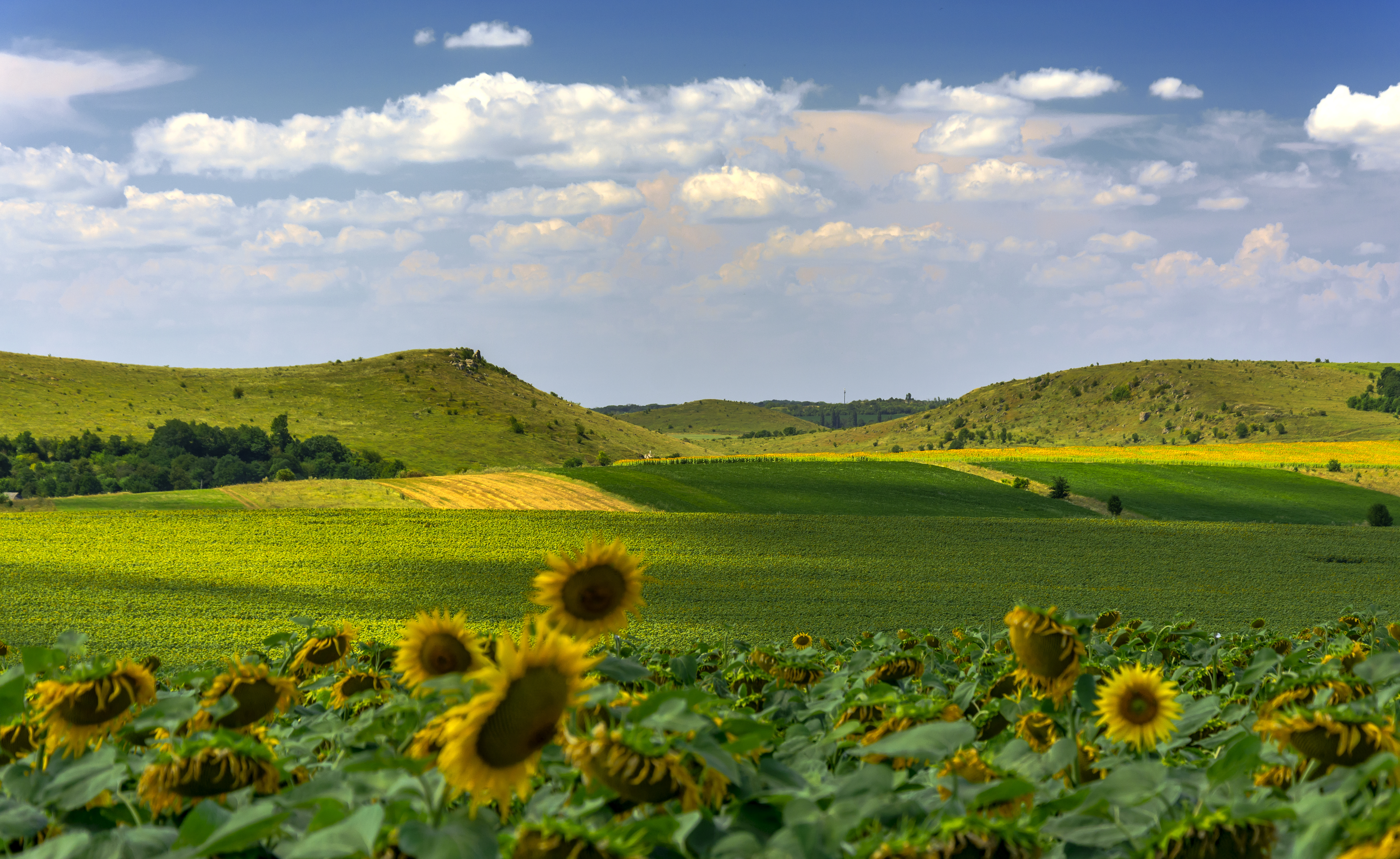
Курганна група, село Івахнівці
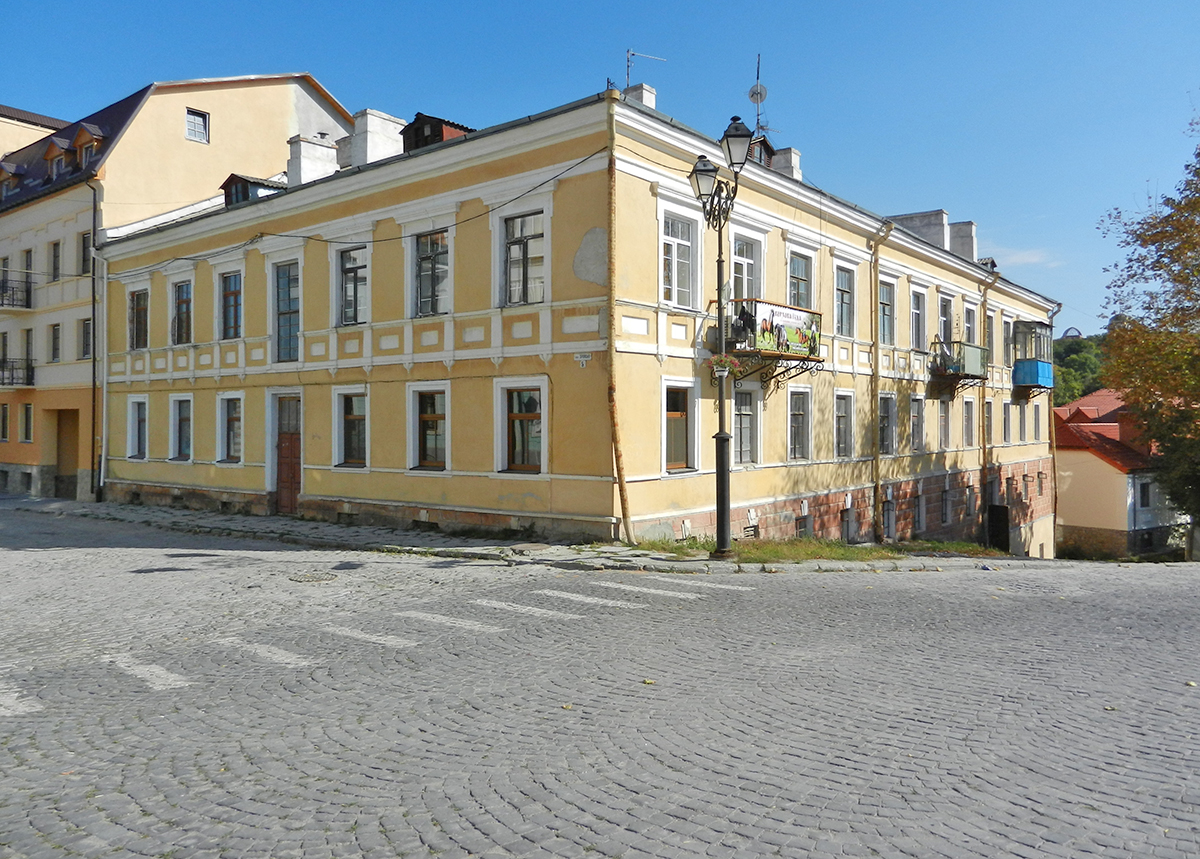
Житловий будинок Старе місто Кам'янець-Подільський
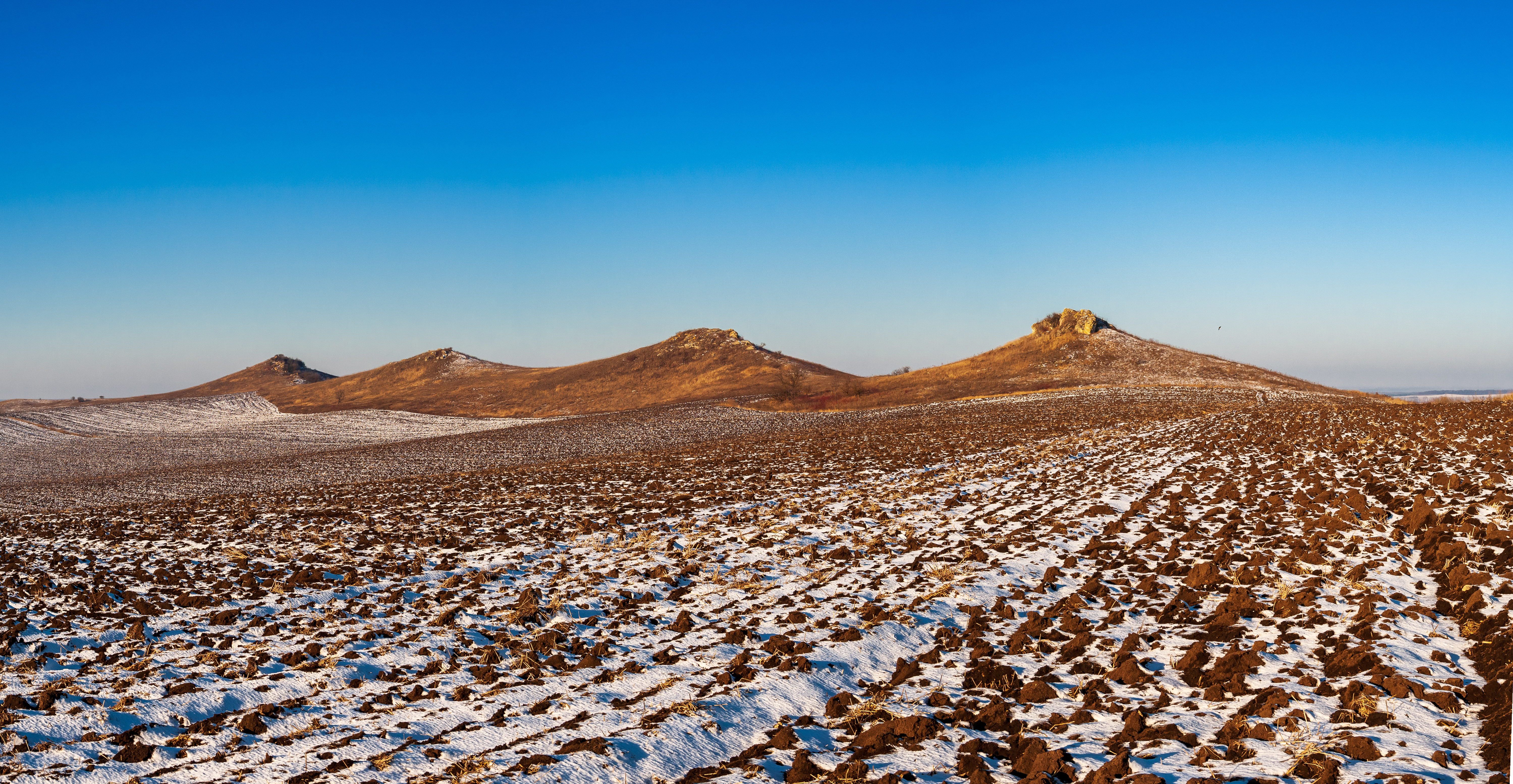
Вербецька Товтра
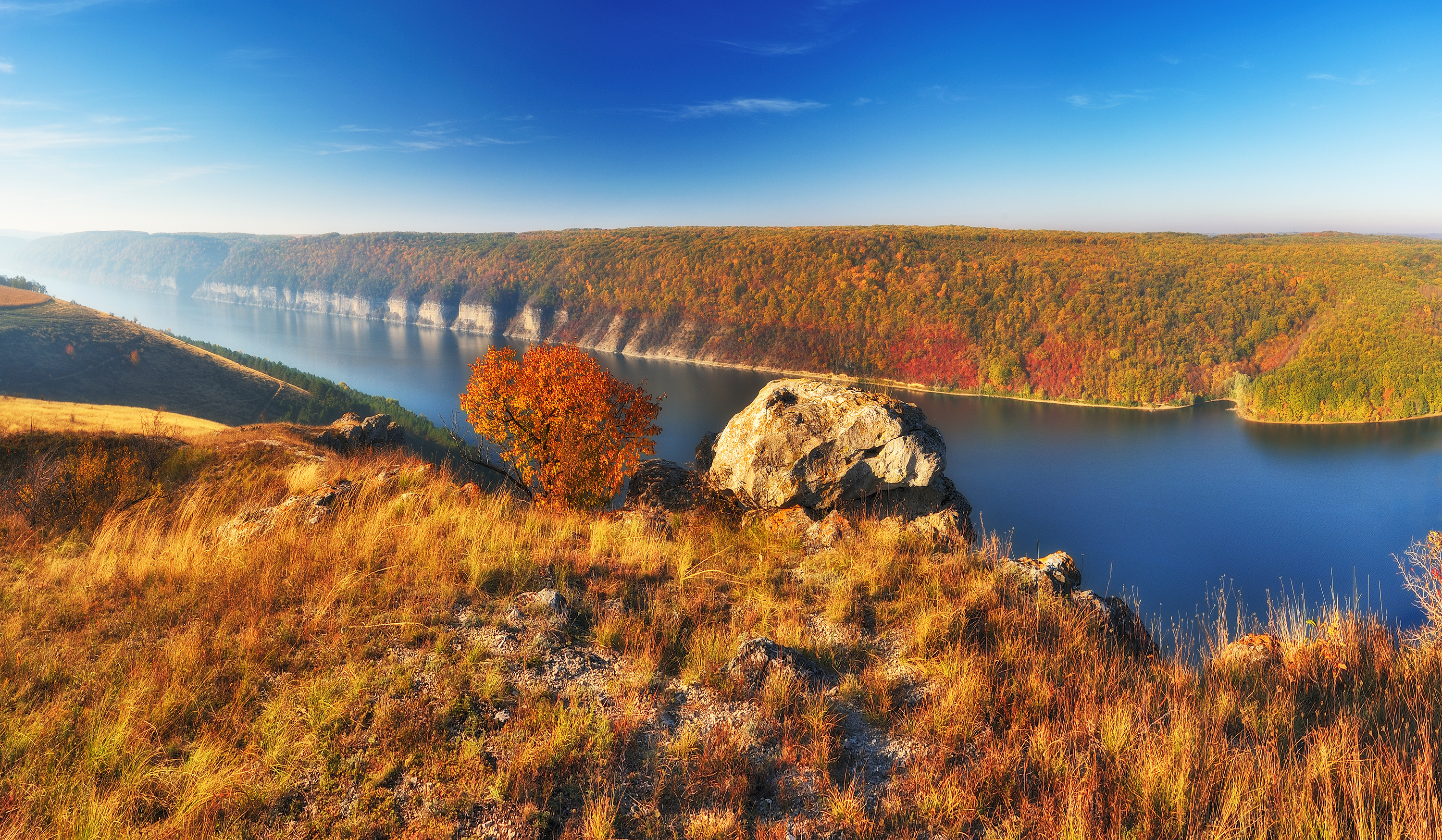
Осінні барви Дністра
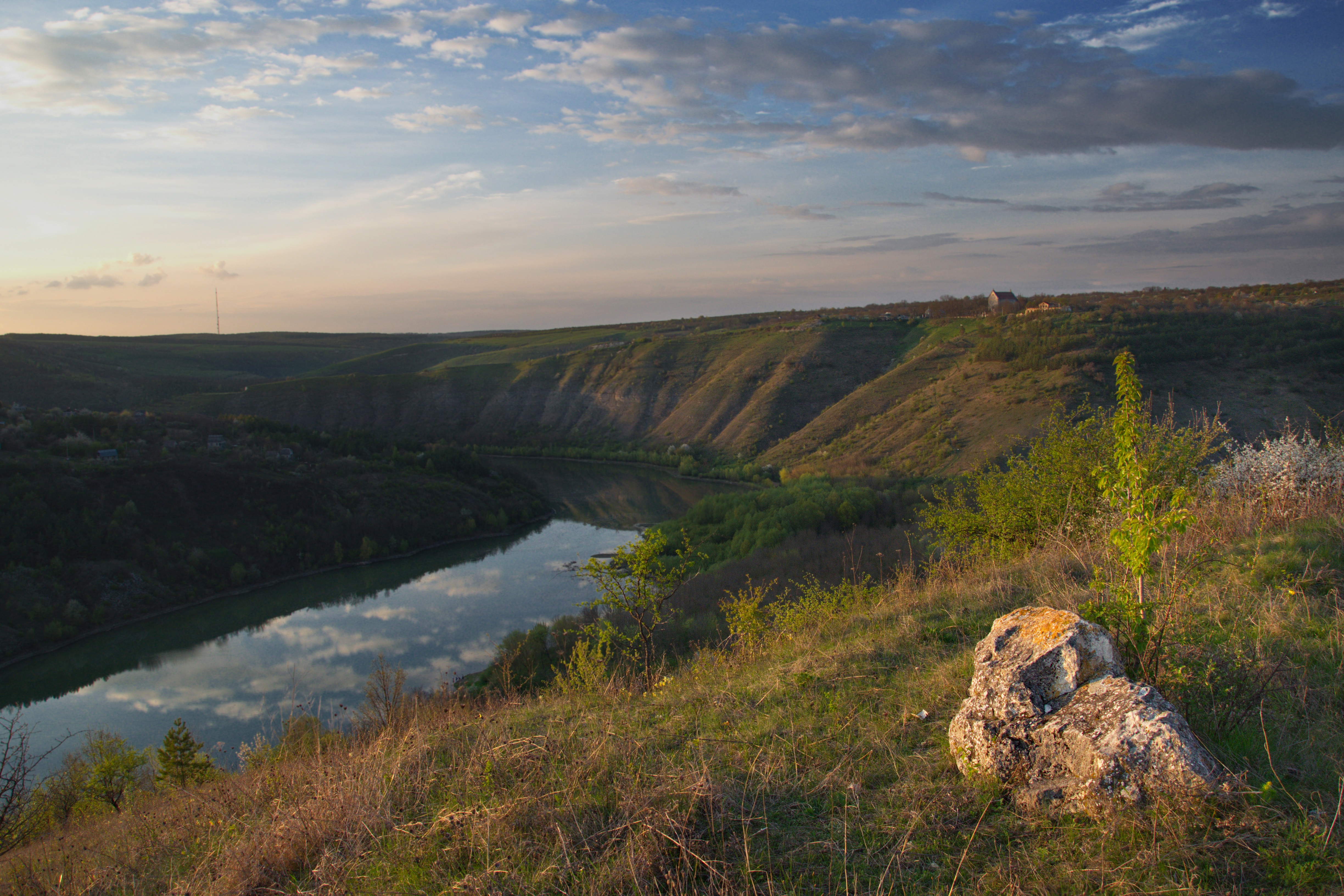
Китайгородське відслонення, вид зверху
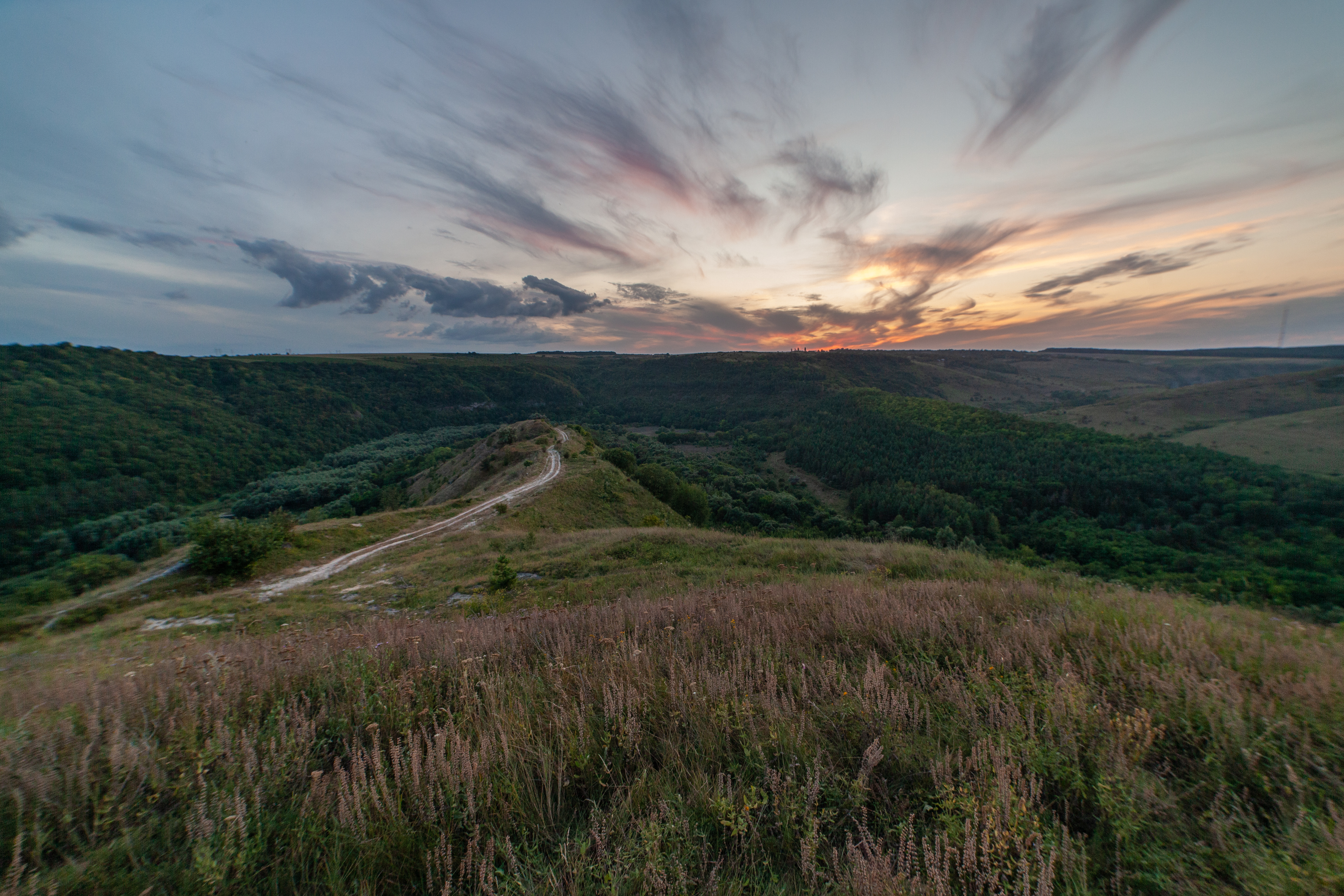
Захід сонця, Китайгородське відслонення
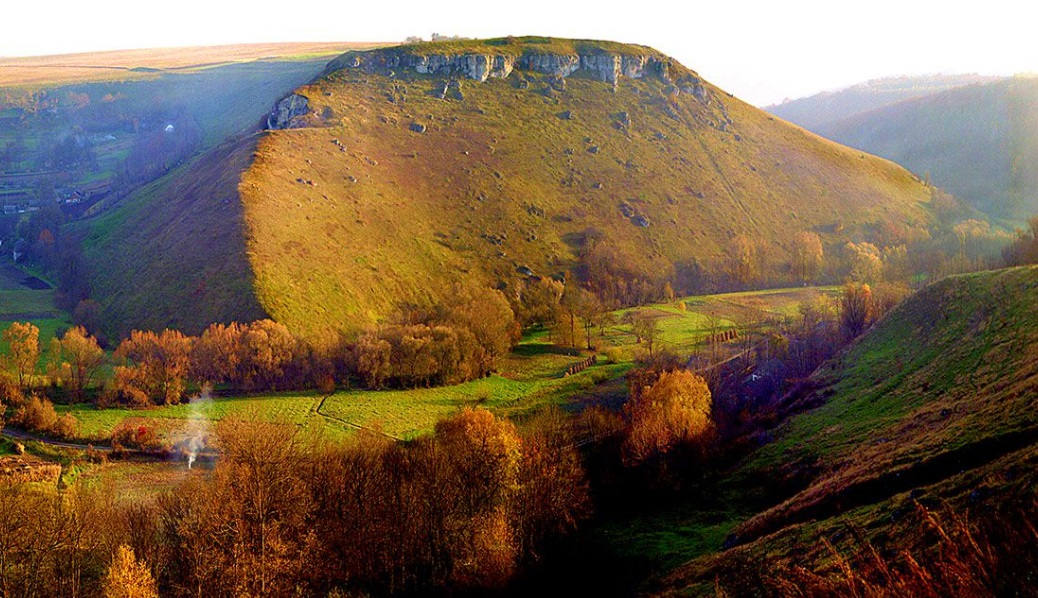
Товтра Грабина село Кривчик
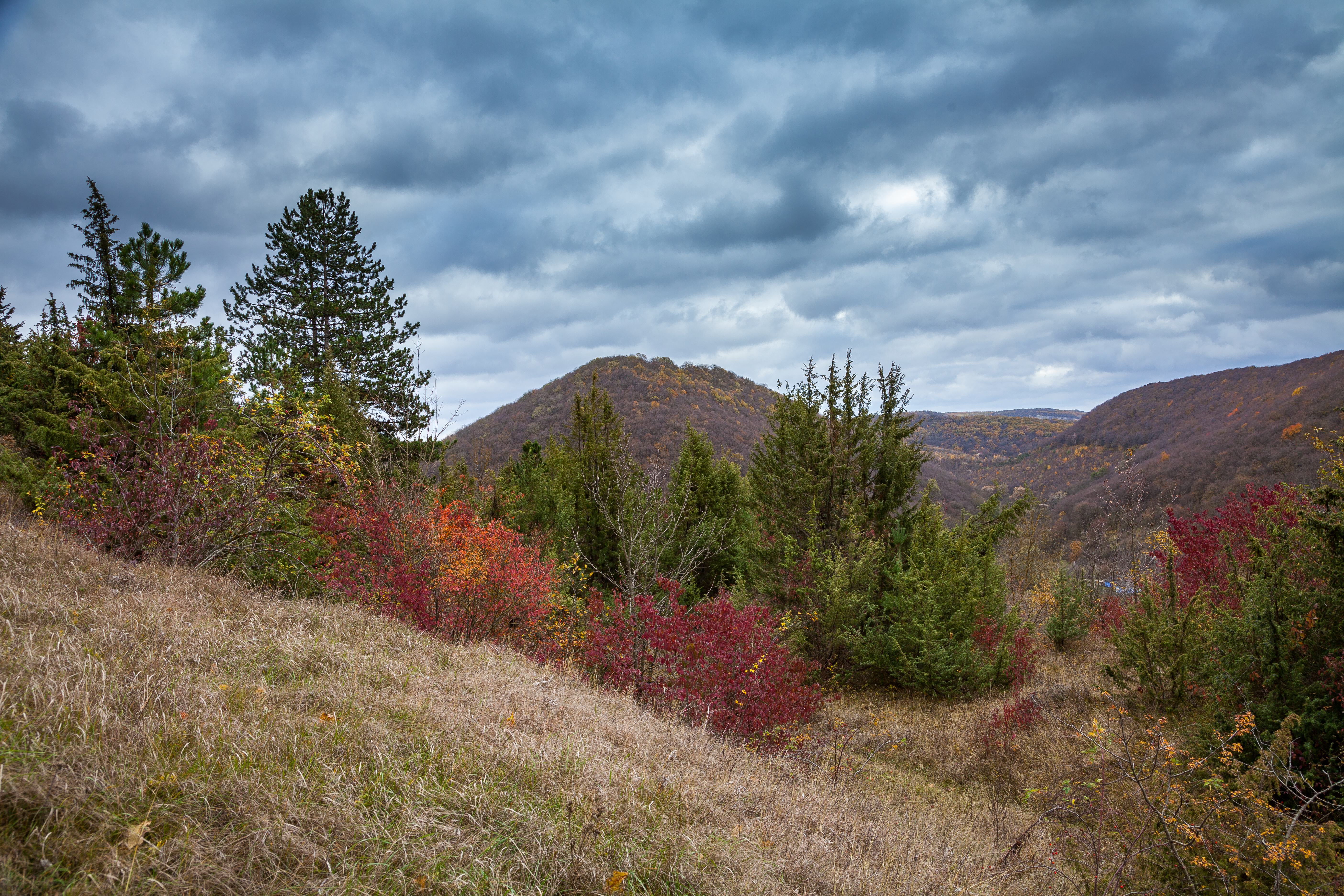
Кармалюкова Гора осінь
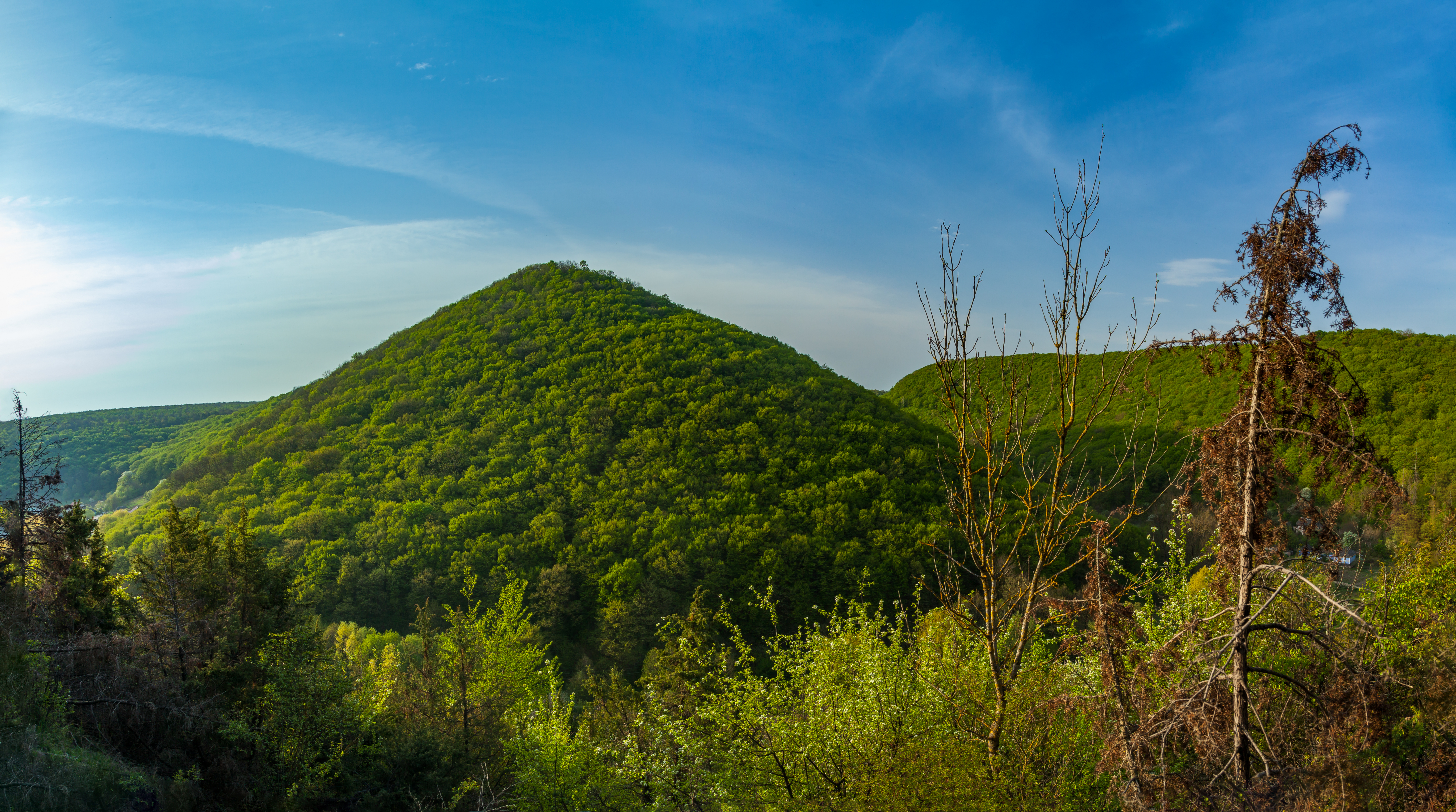
Кармалюкова Гора
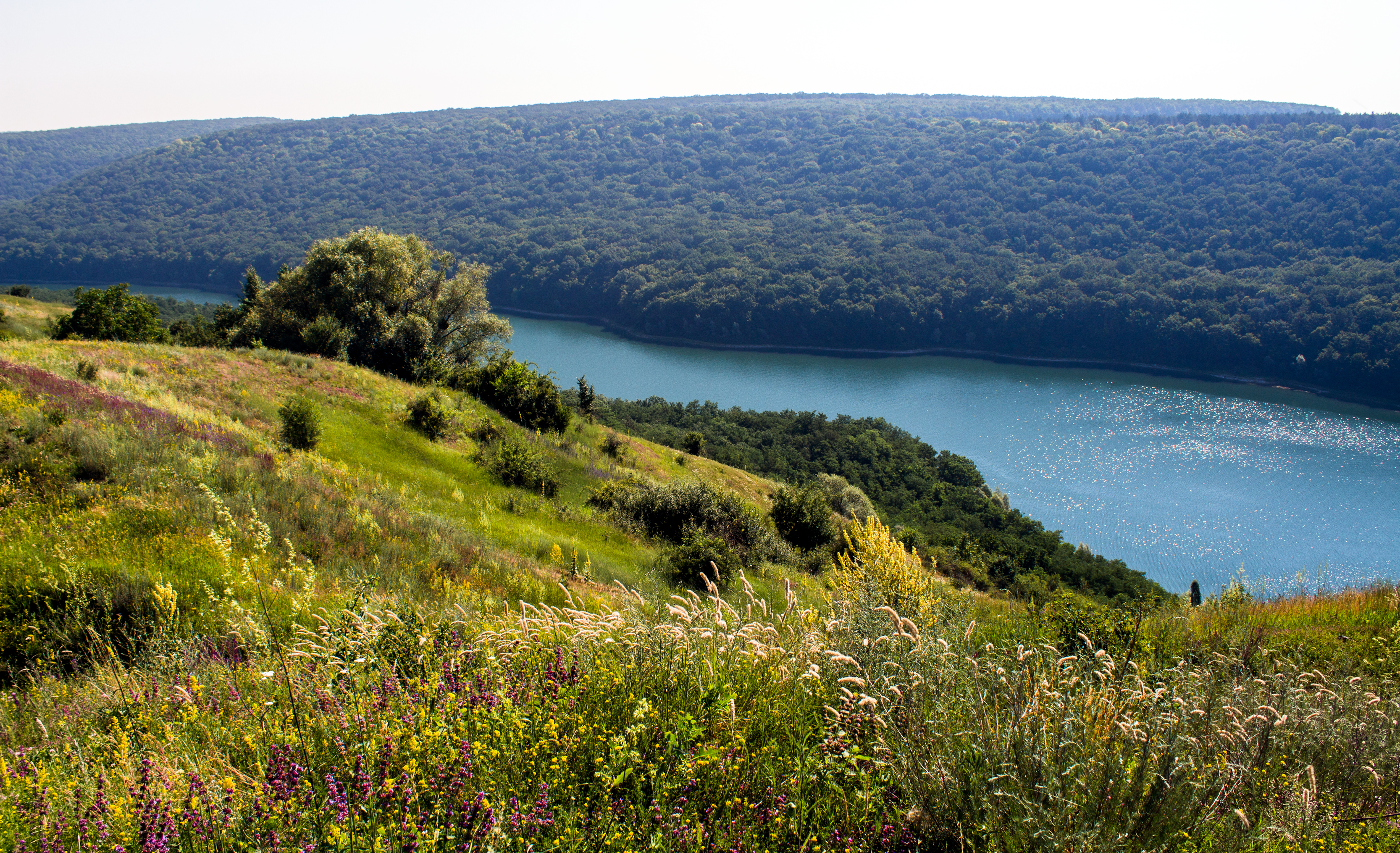
Поблизу Рудківці річка Матерка
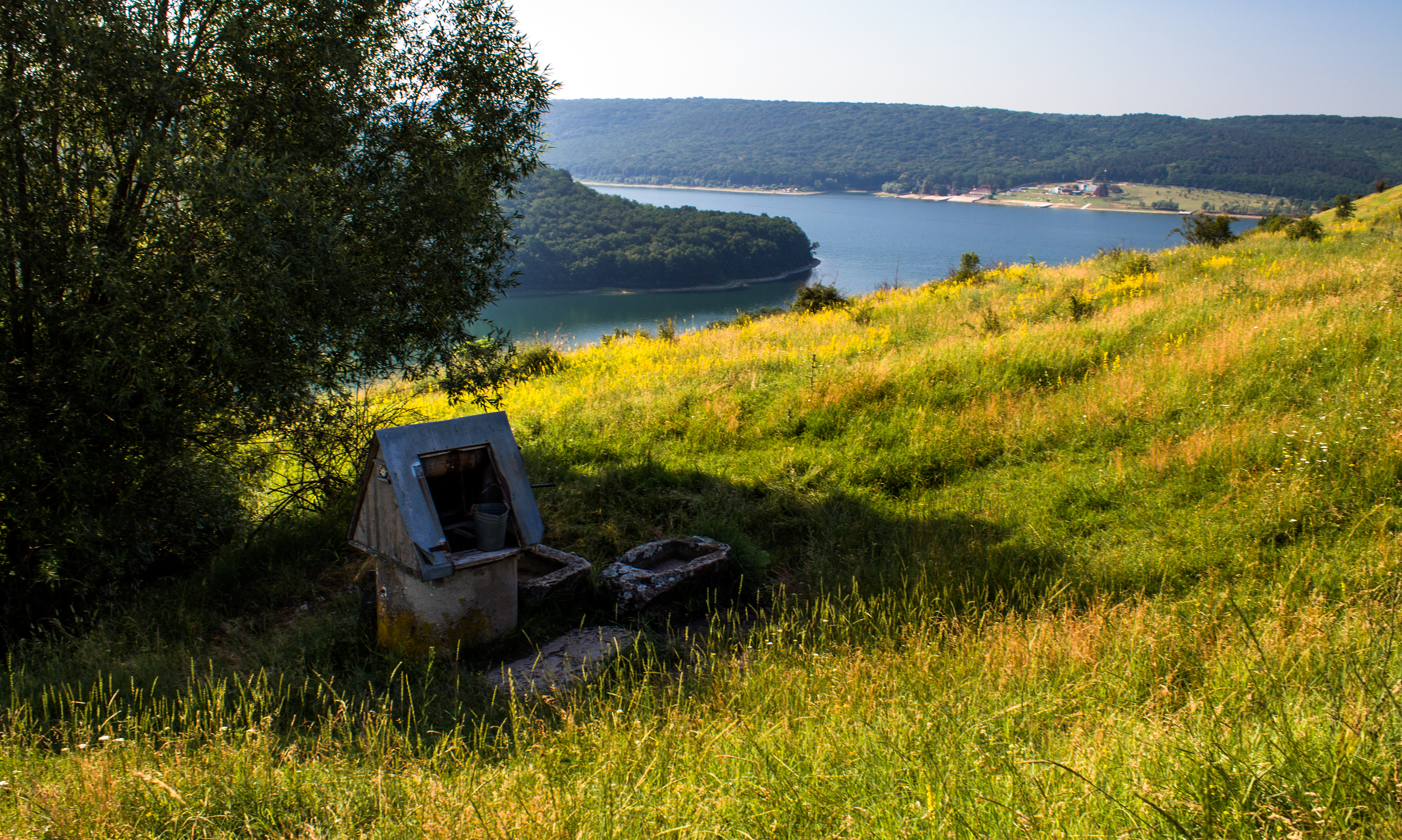
Рудківці річка Матерка
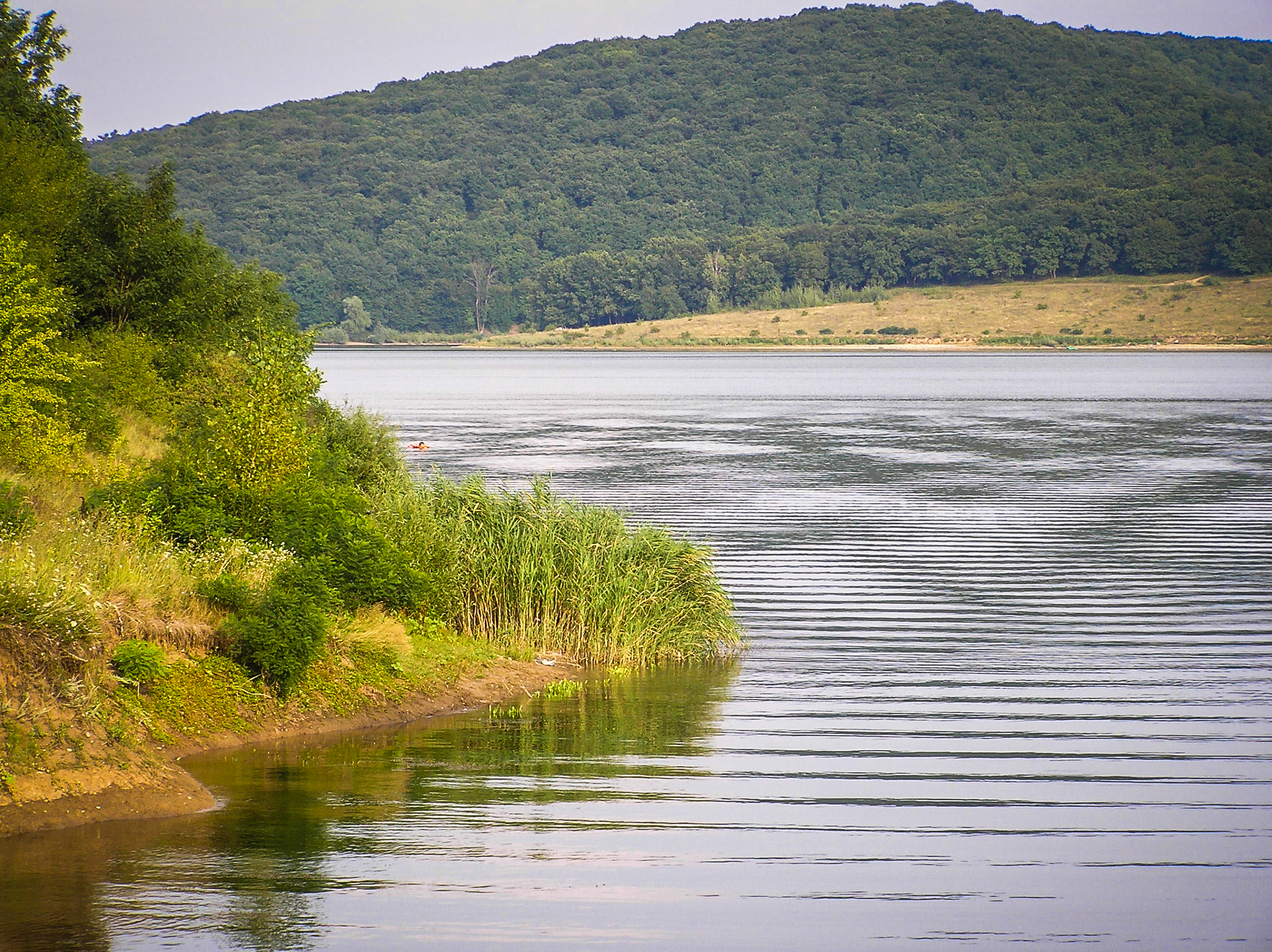
Поблизу села Рудківці
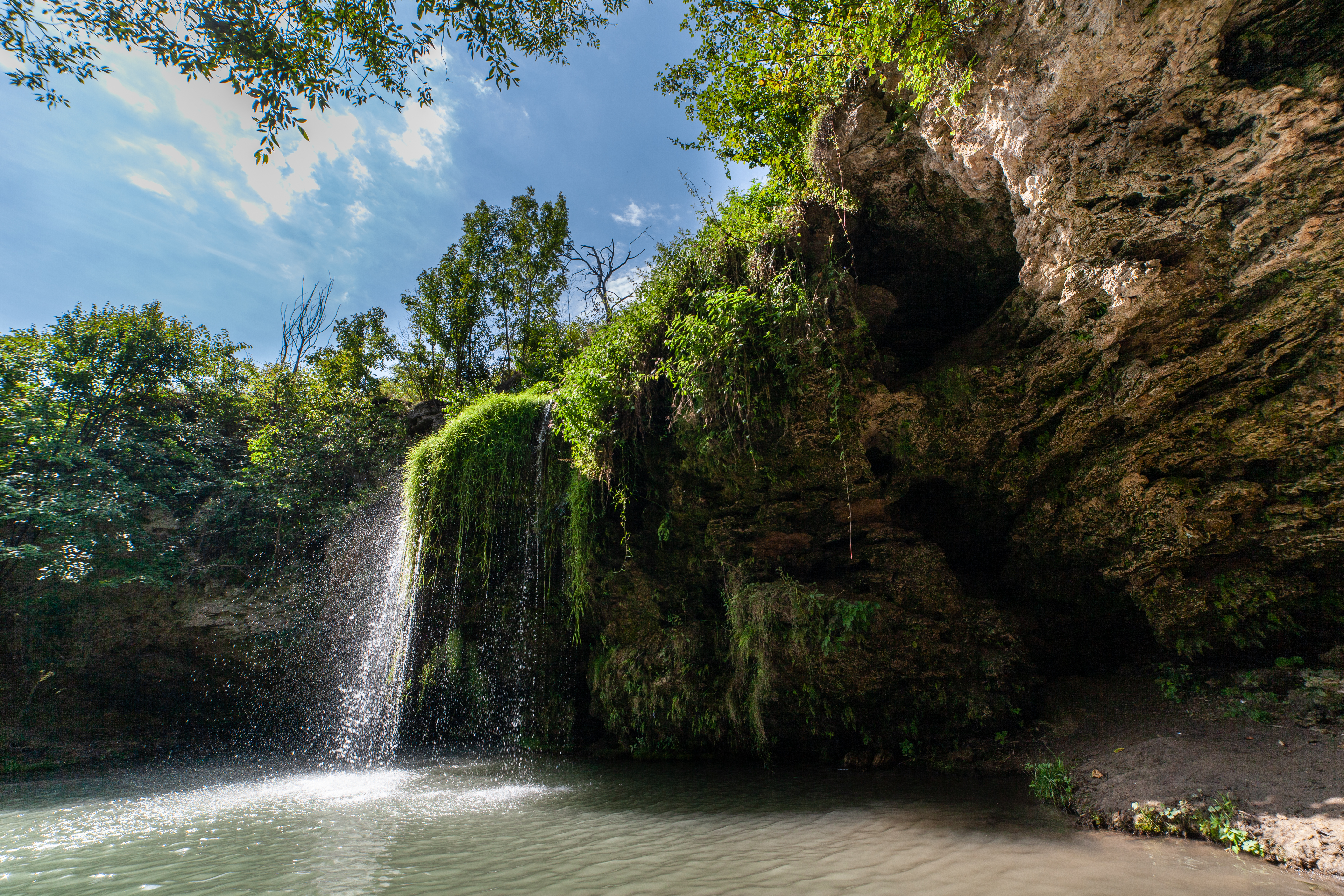
Водоспаду Бурбун
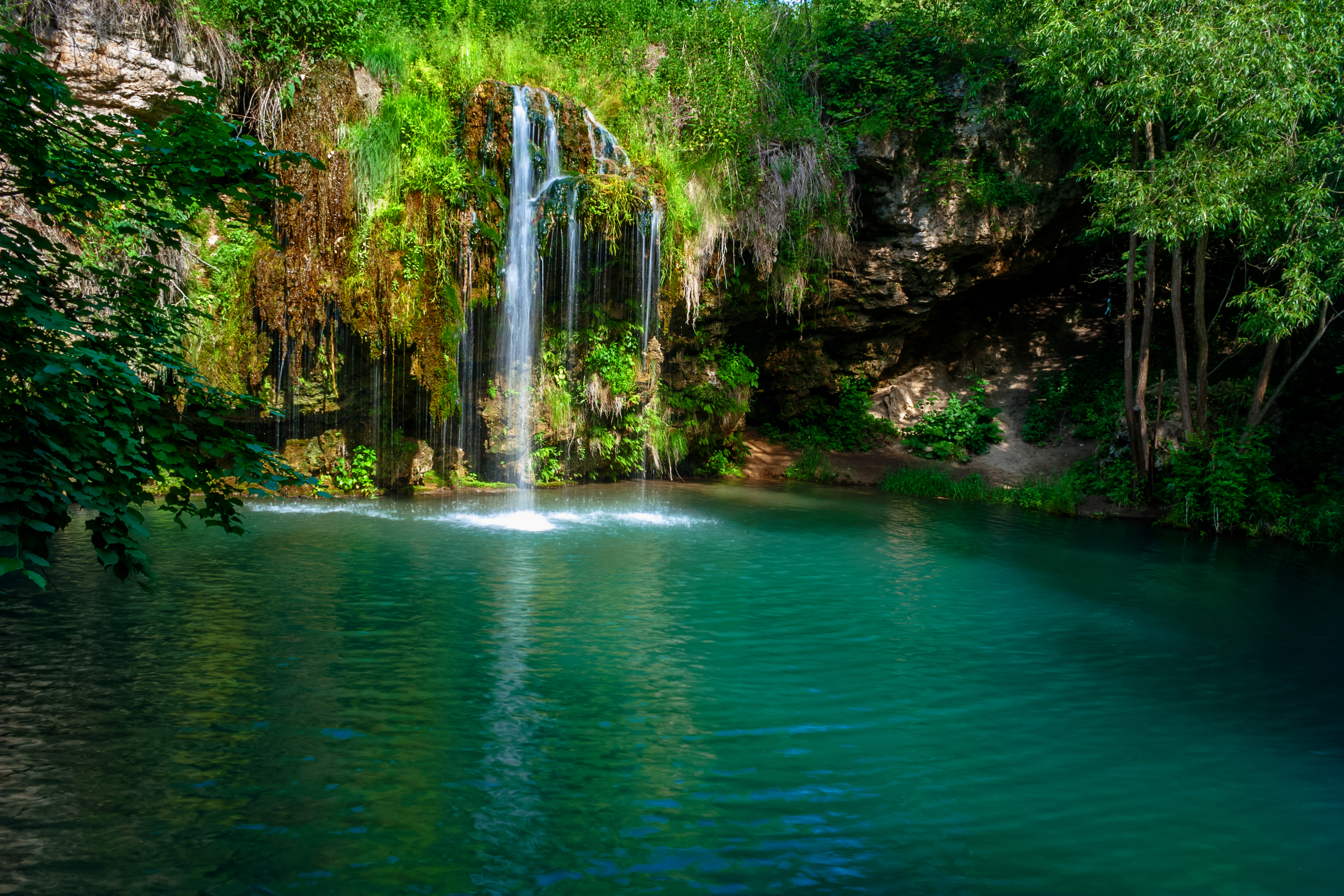
Бурбун
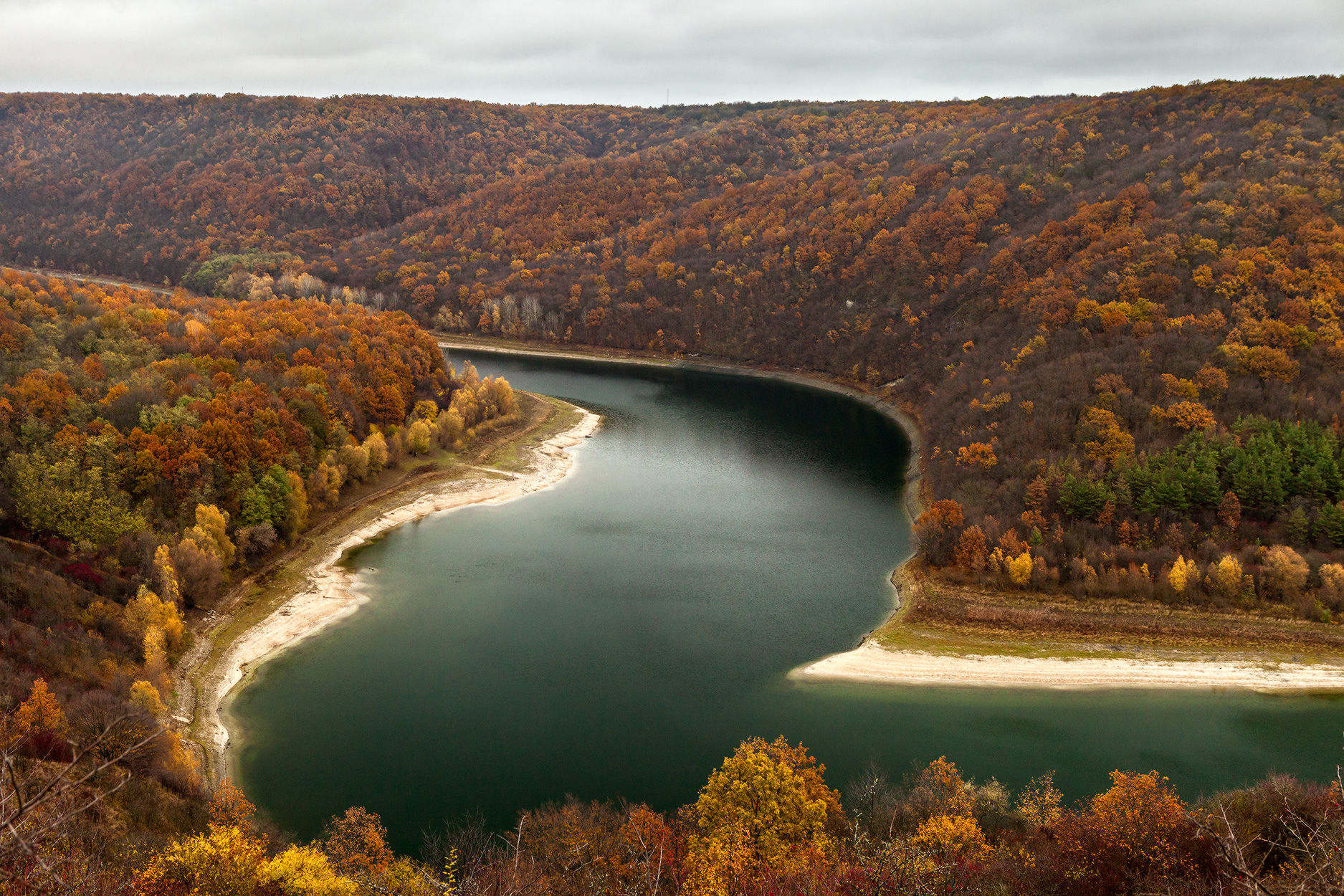
Ландшафтний заказник Совий Яр
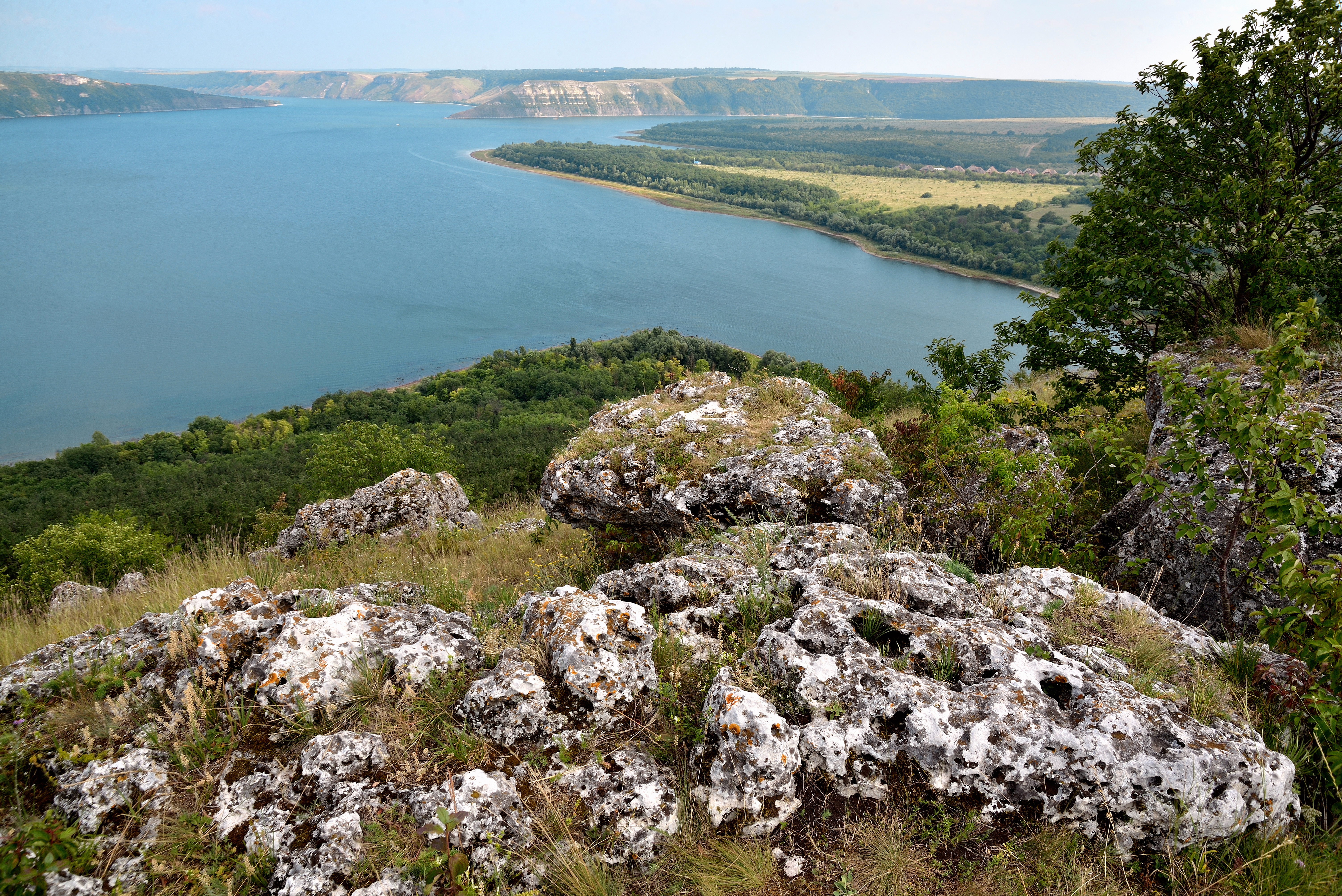
Бакотська затока
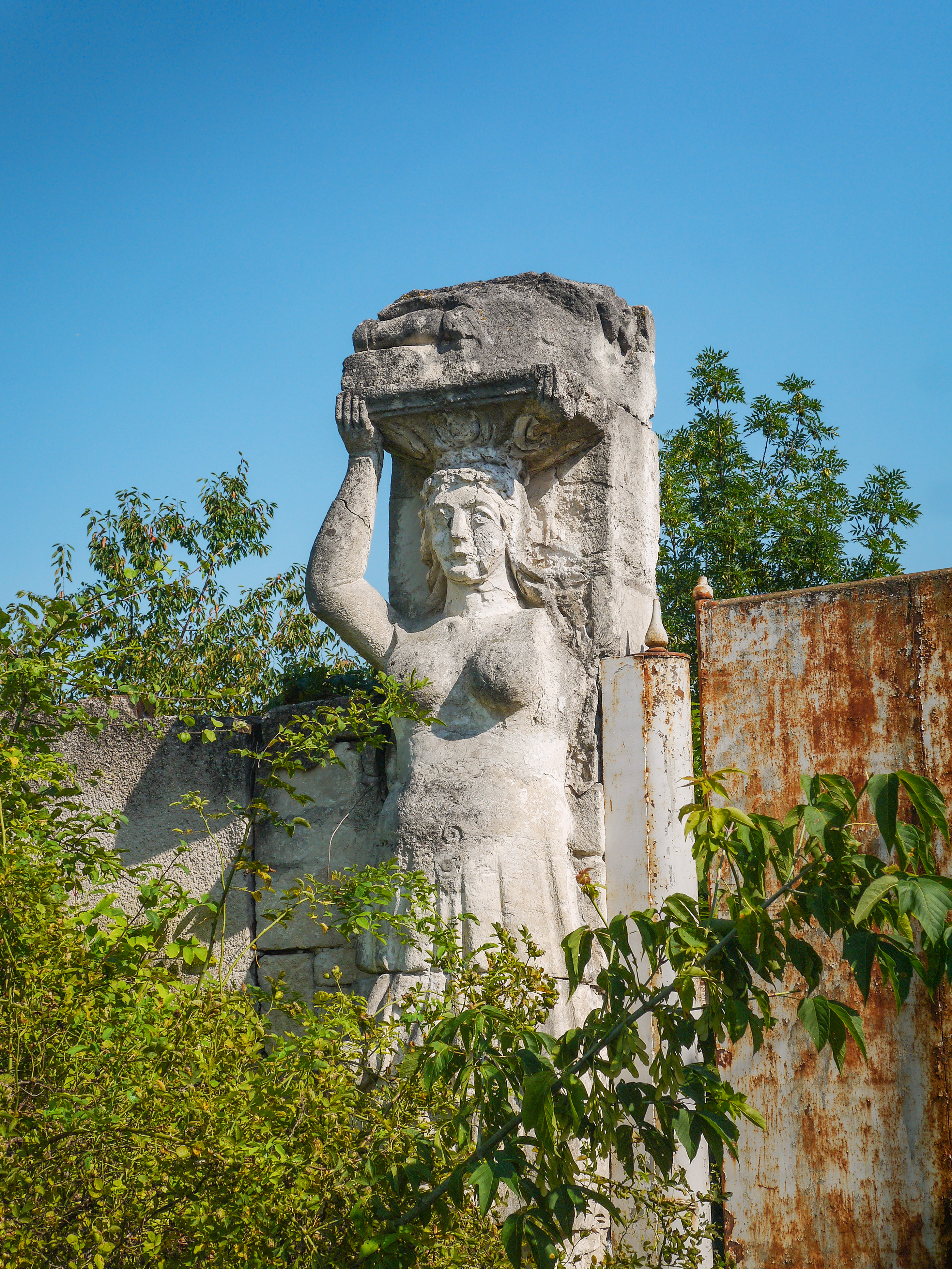
Каріатида в'їзної брами, село Маків
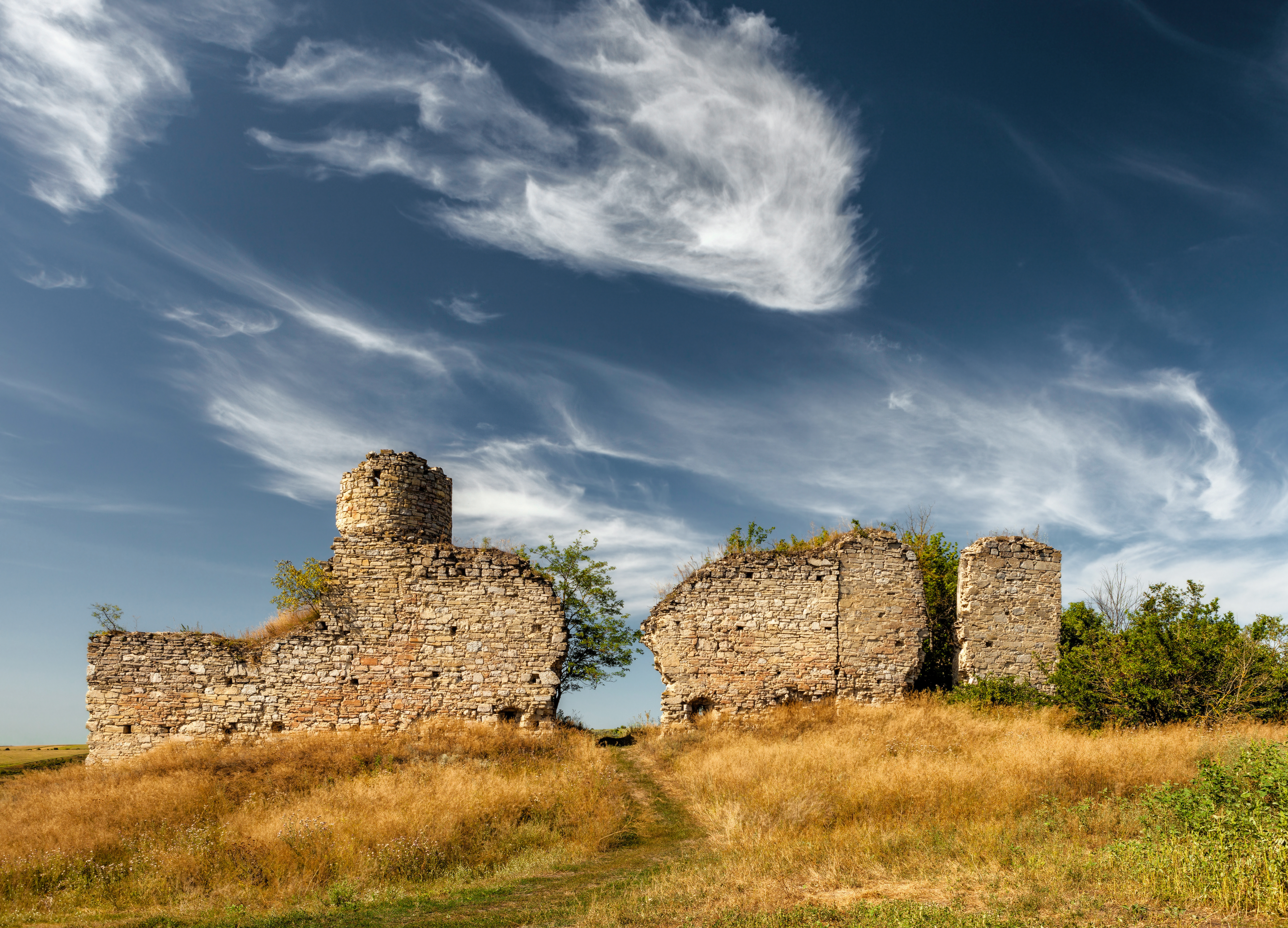
Замок в Чорнокозинцях
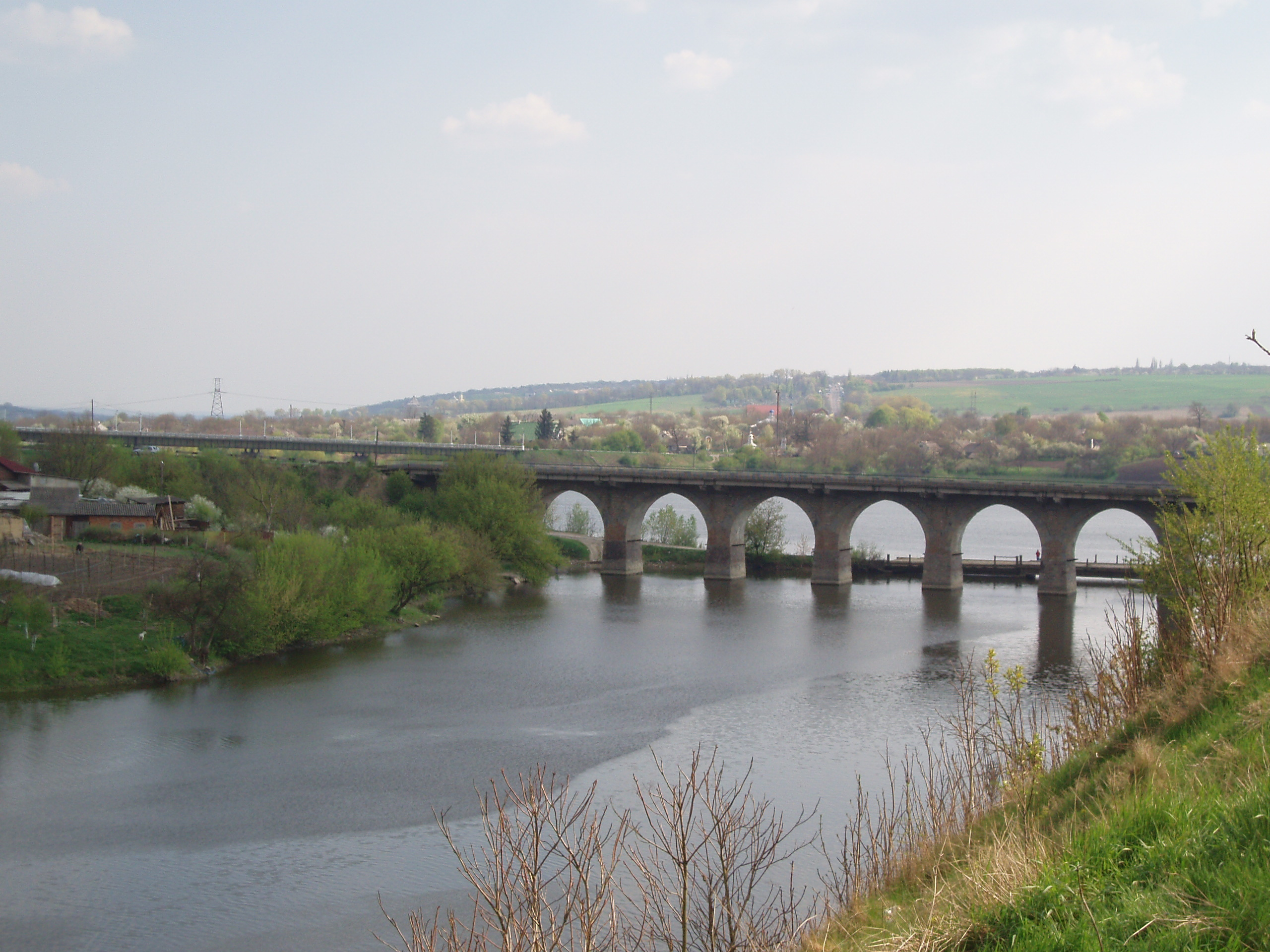
Міст через Жванчик
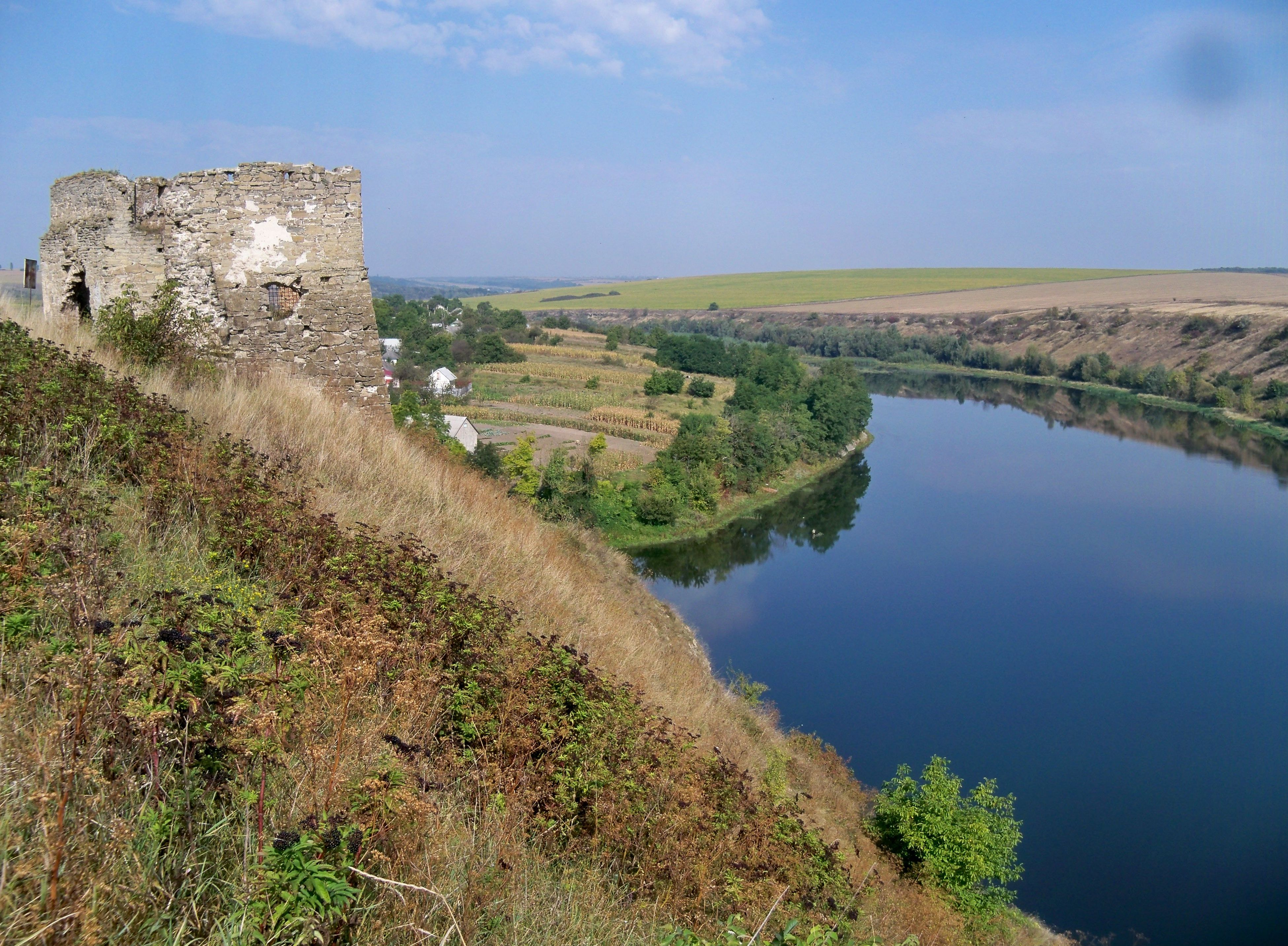
Замок Жванець
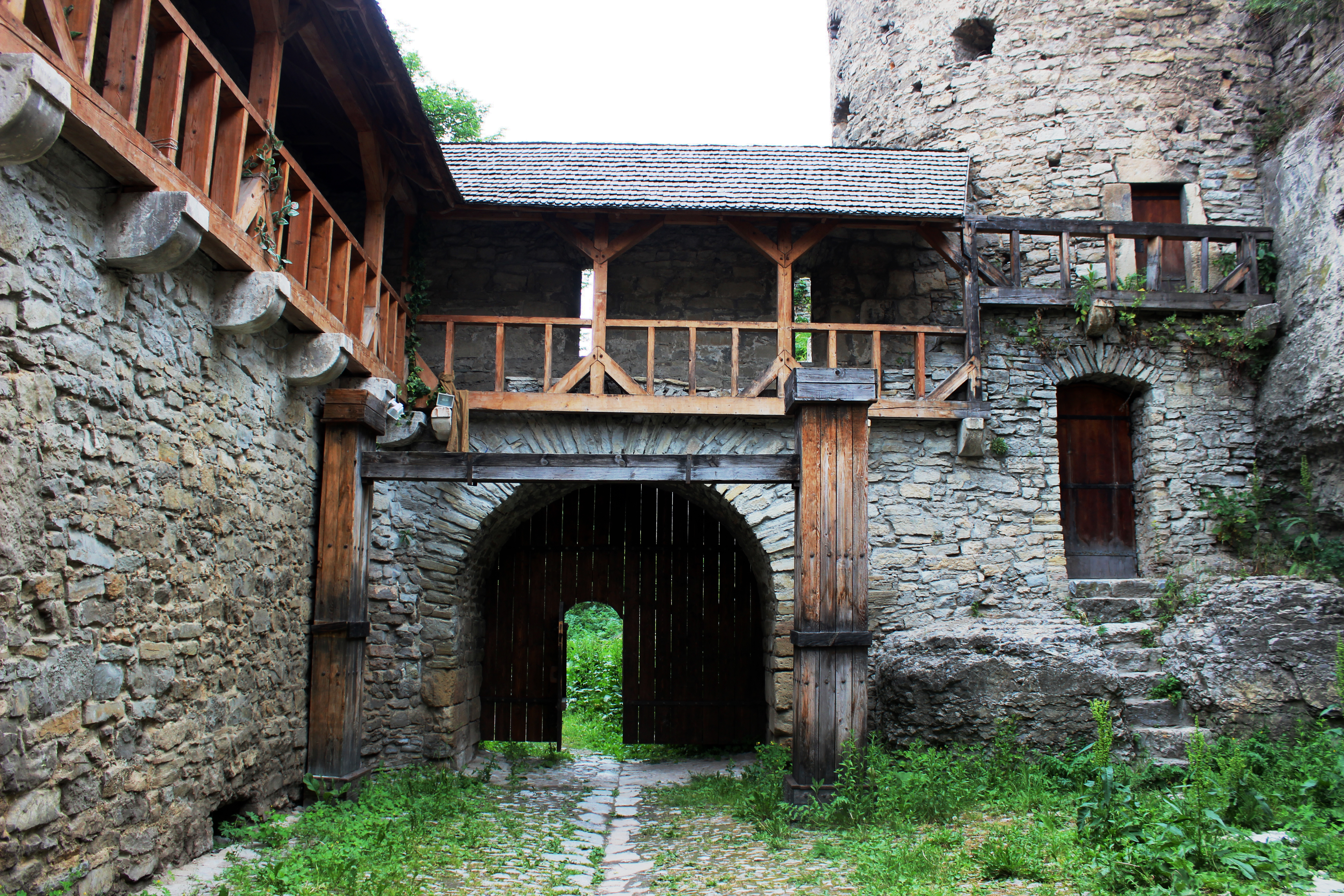
Барбакан Кам'янець-Подільський
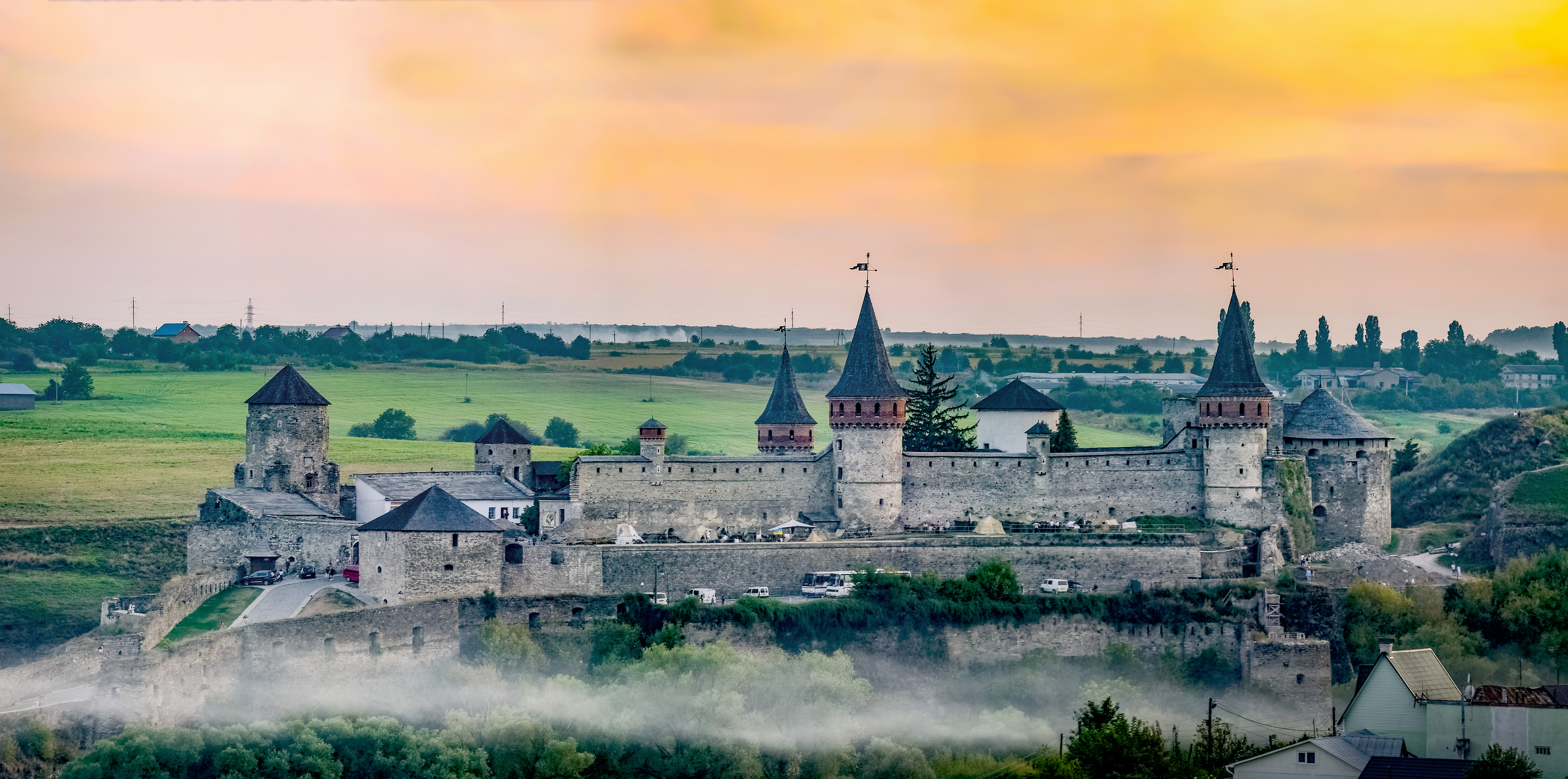
Стара фортеця 2019
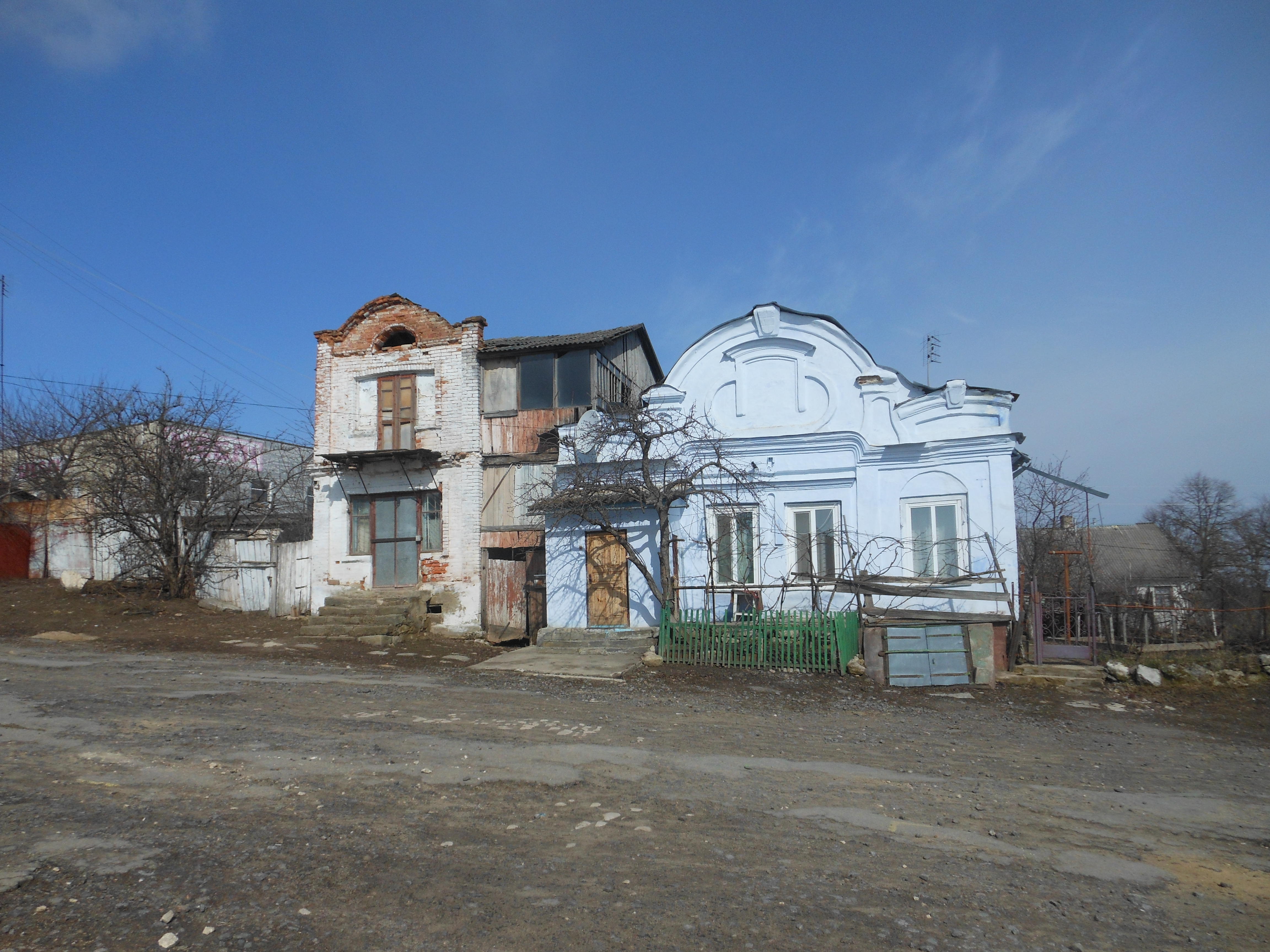
Житловий будинок Нова Ушиця
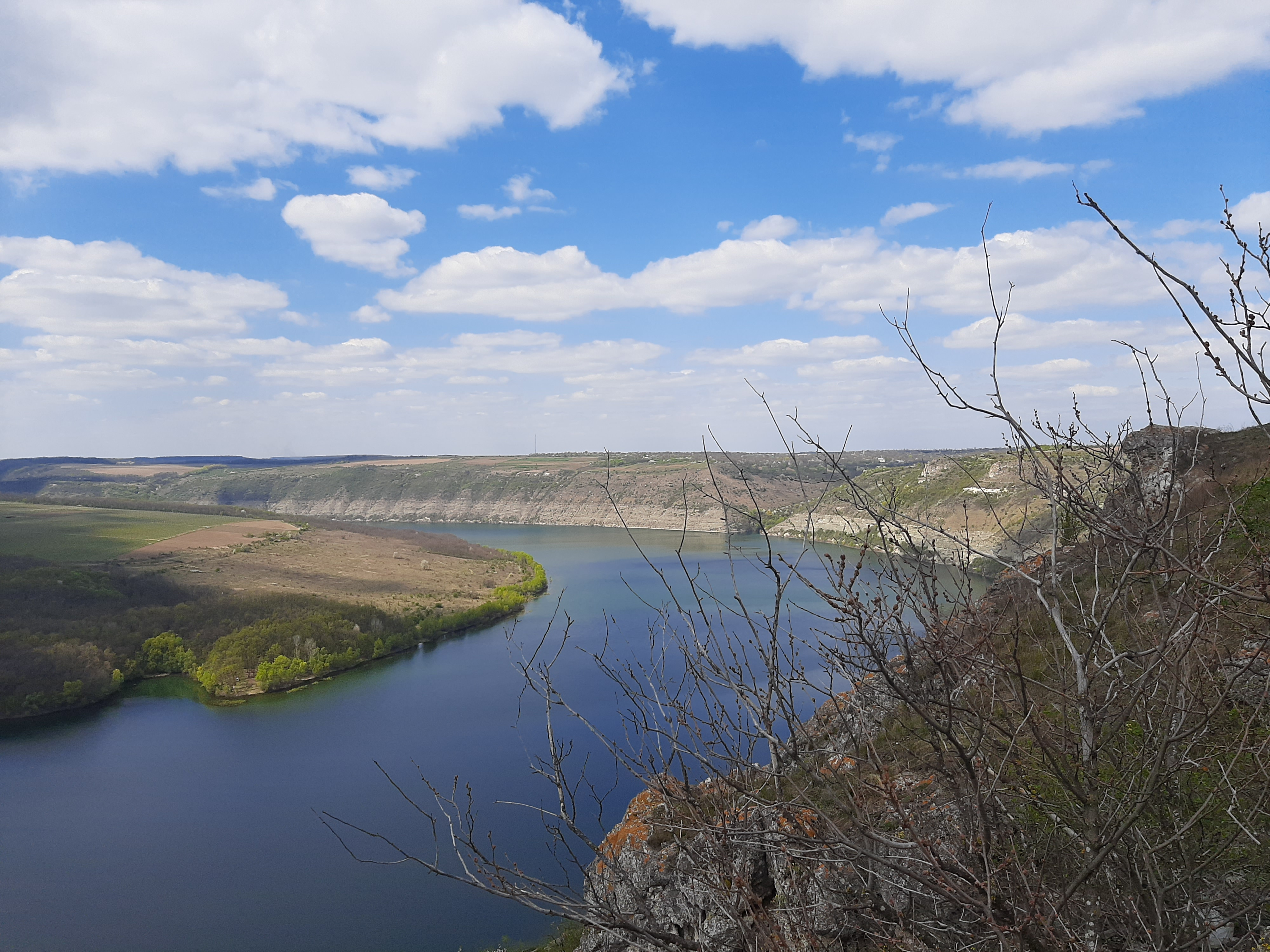
Розріз тернавської свити селі Демшин
Дунаєвецький відділ освіти
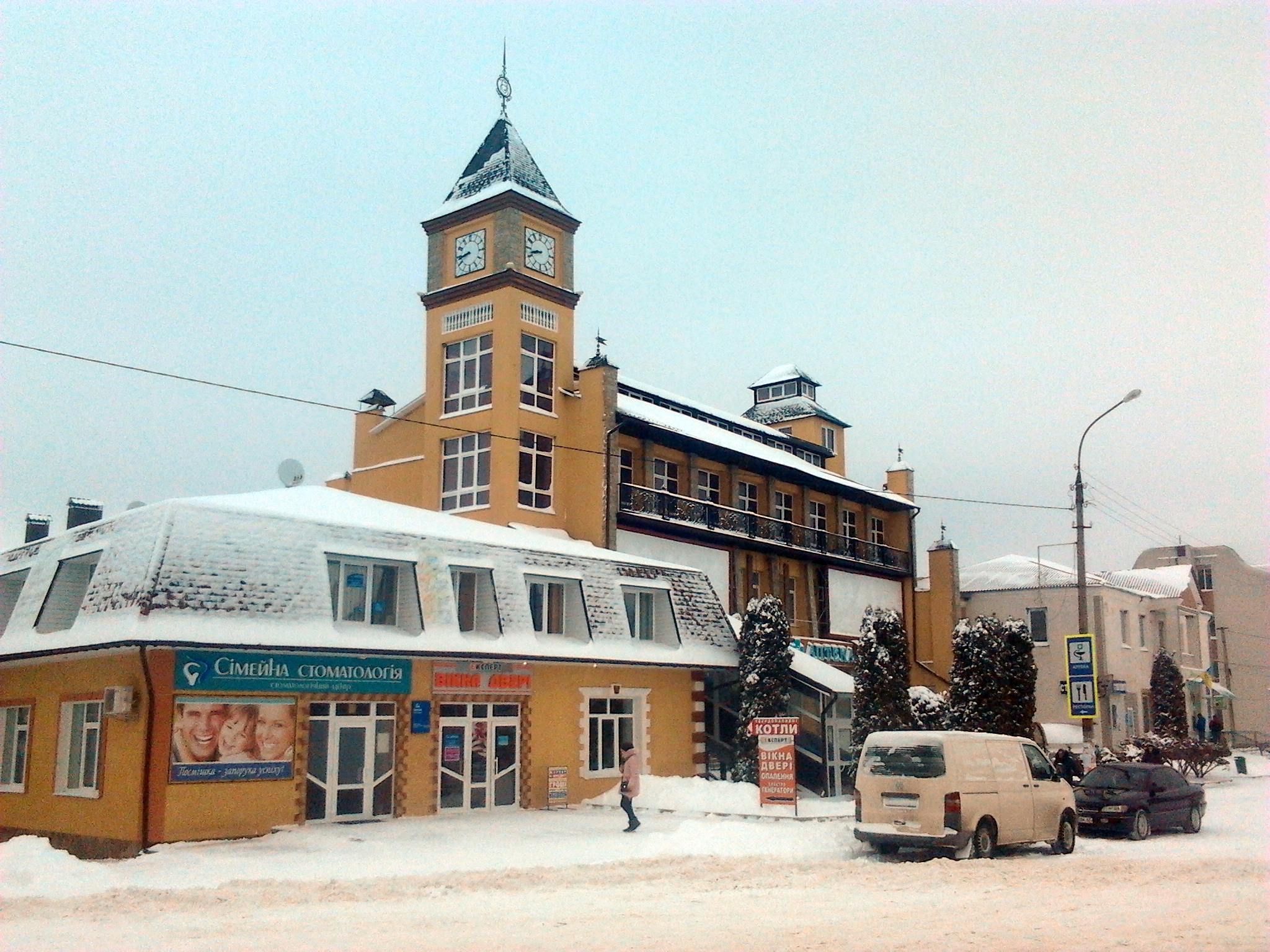
Торгівельний центр у вигляді Біг-Бена Чемерівці
Іванковецькі скіфські «кам'яні баби»
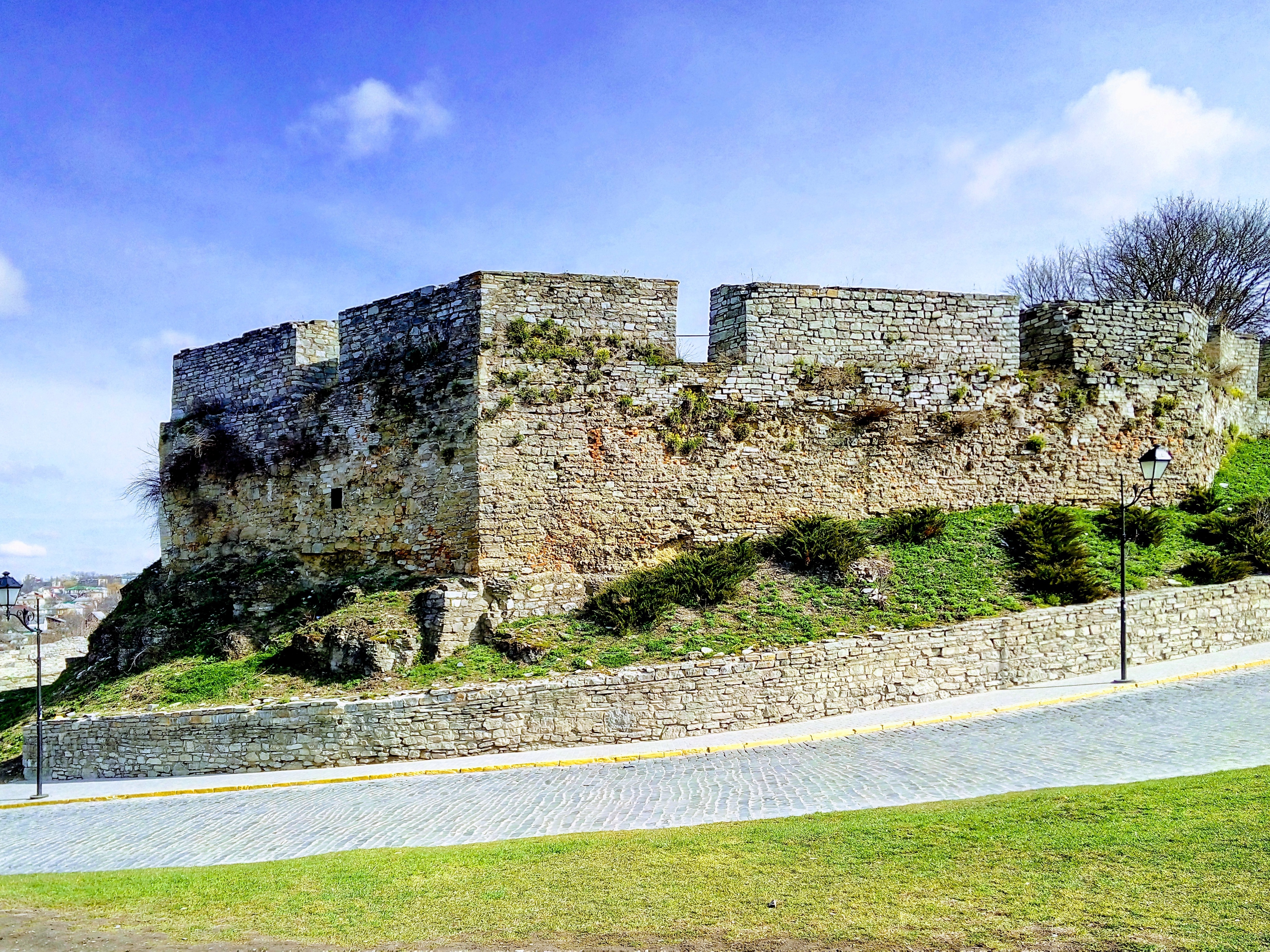
Турецький бастіон
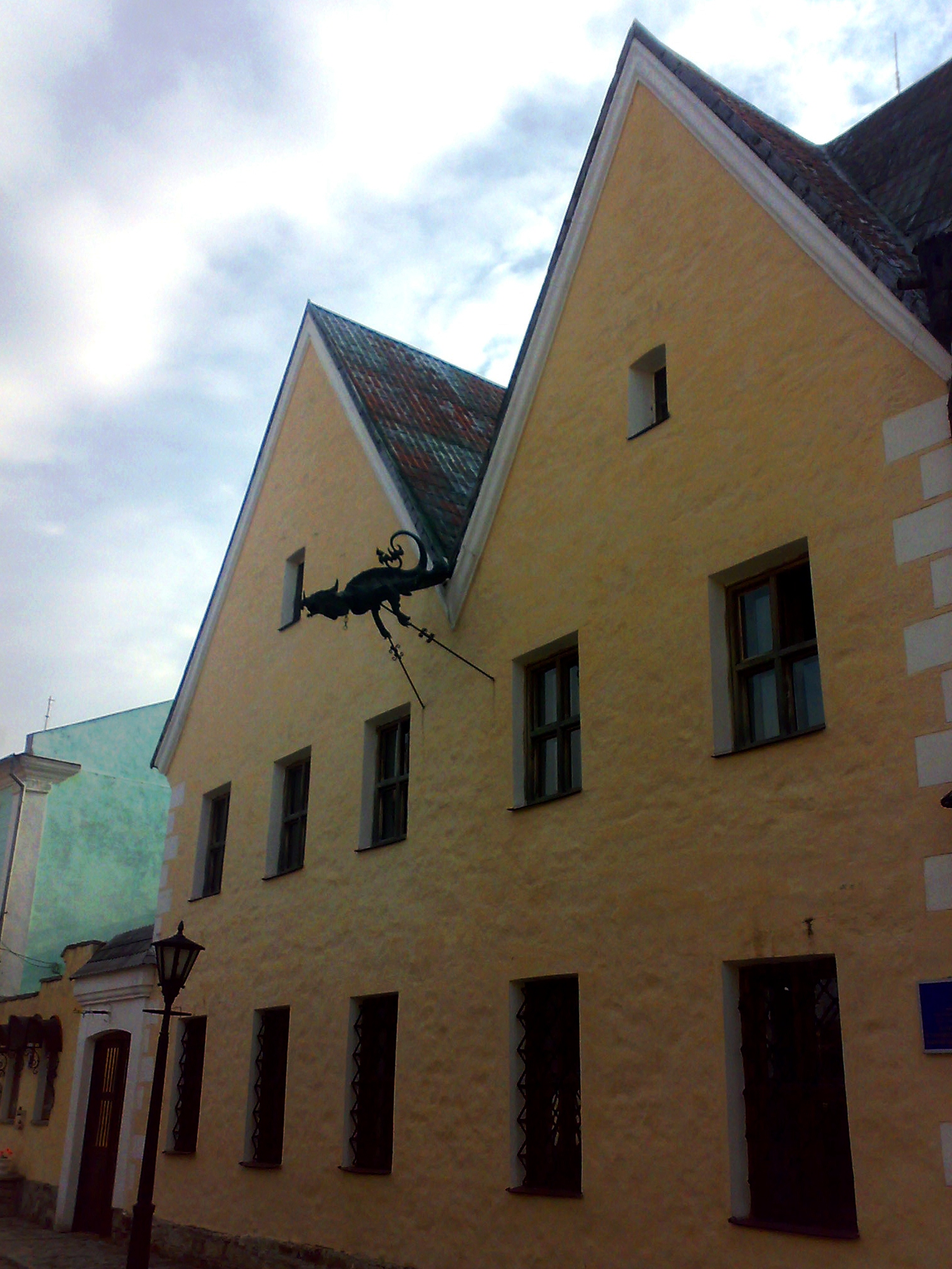
Руський магістрат
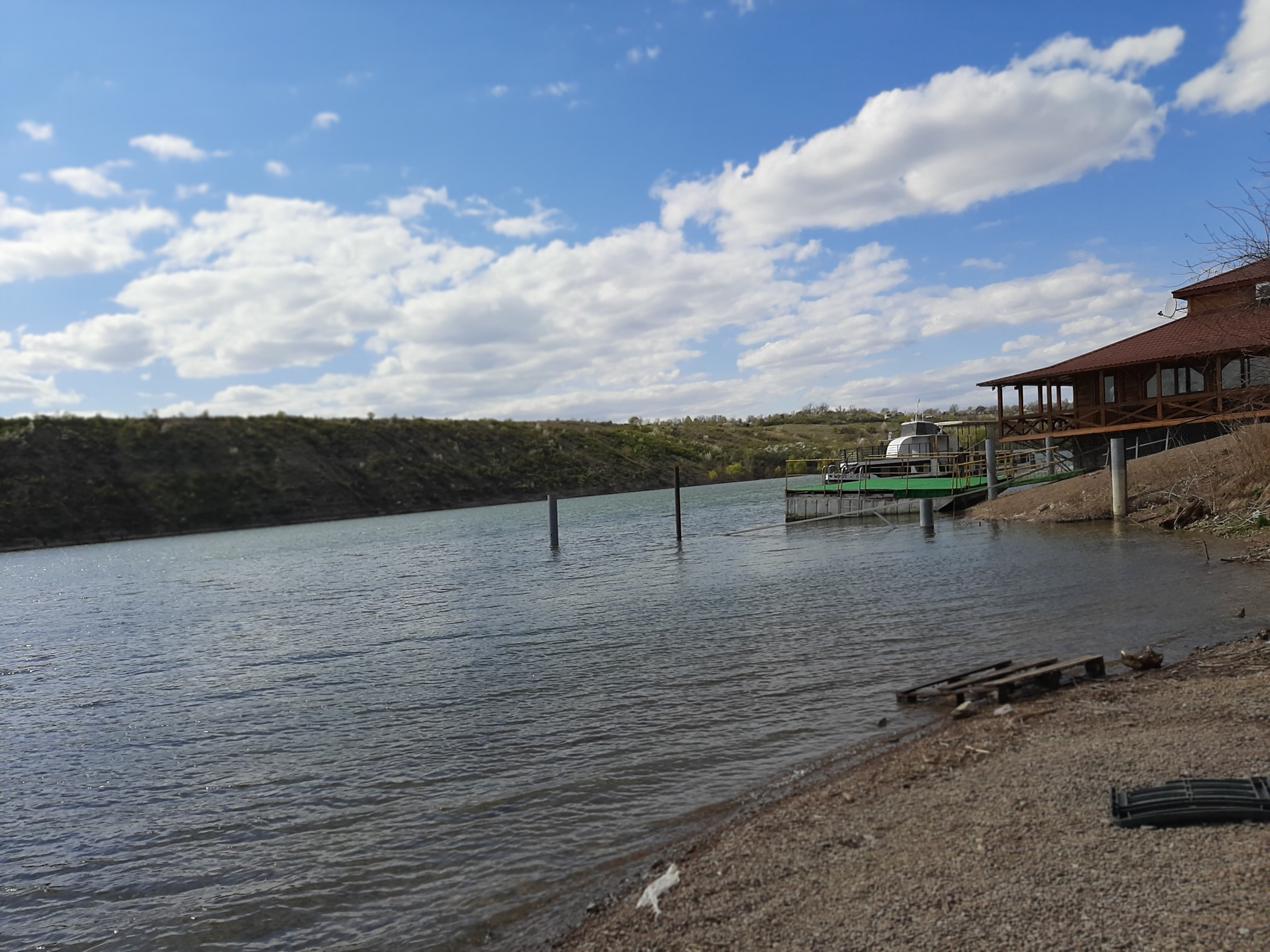
Розріз канилівської свити селі Устя

## Панорами Кам'янець-Подільського району

Панорама вечір над Бакотою
Панорама заказника Івахновецького, поблизу села Івахнівці
Панорама над річкою Студениця неподалік села Калачківці
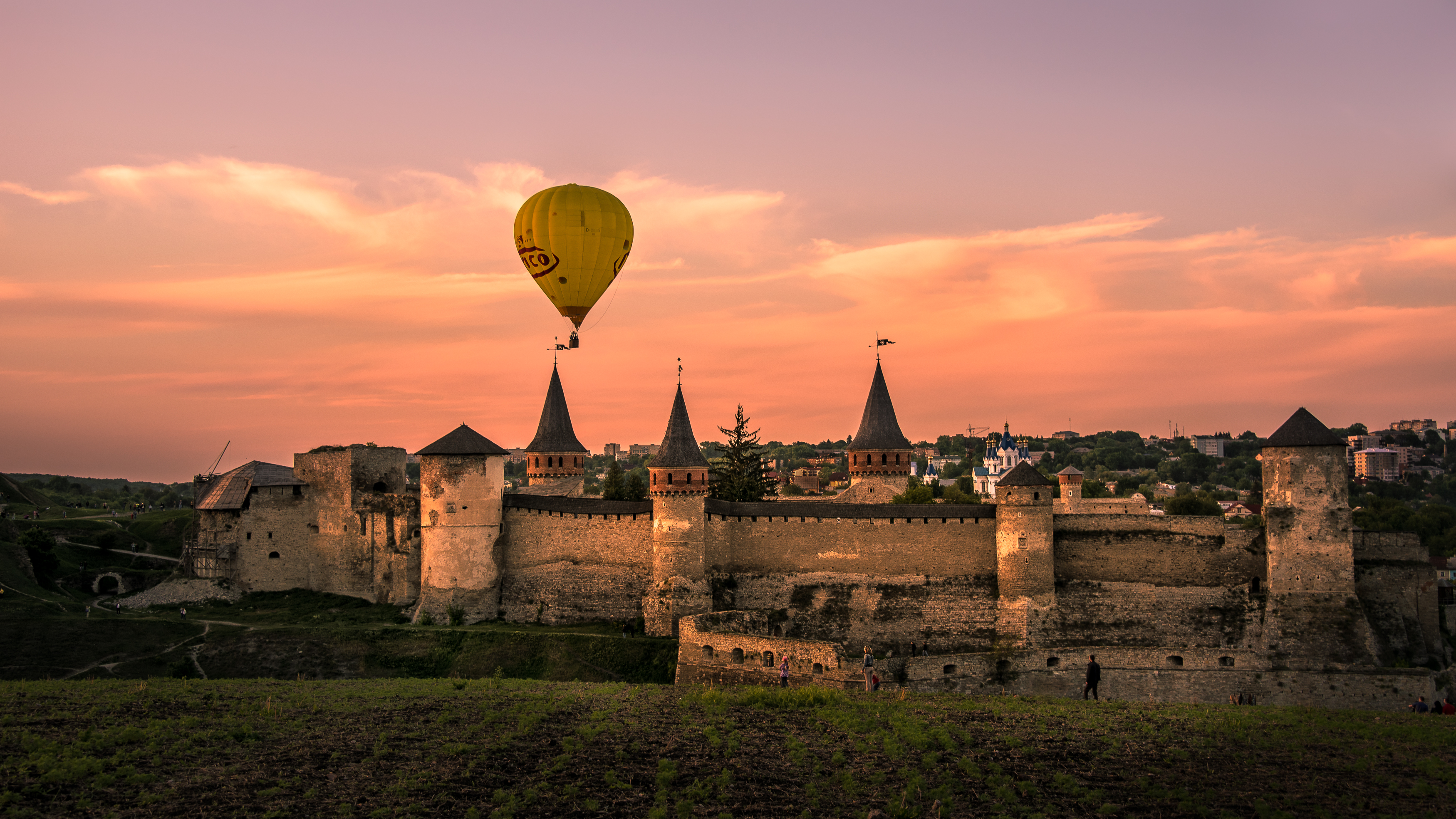
Панорама політ повітряної кулі над фортецею